# Arquitetura neobizantina

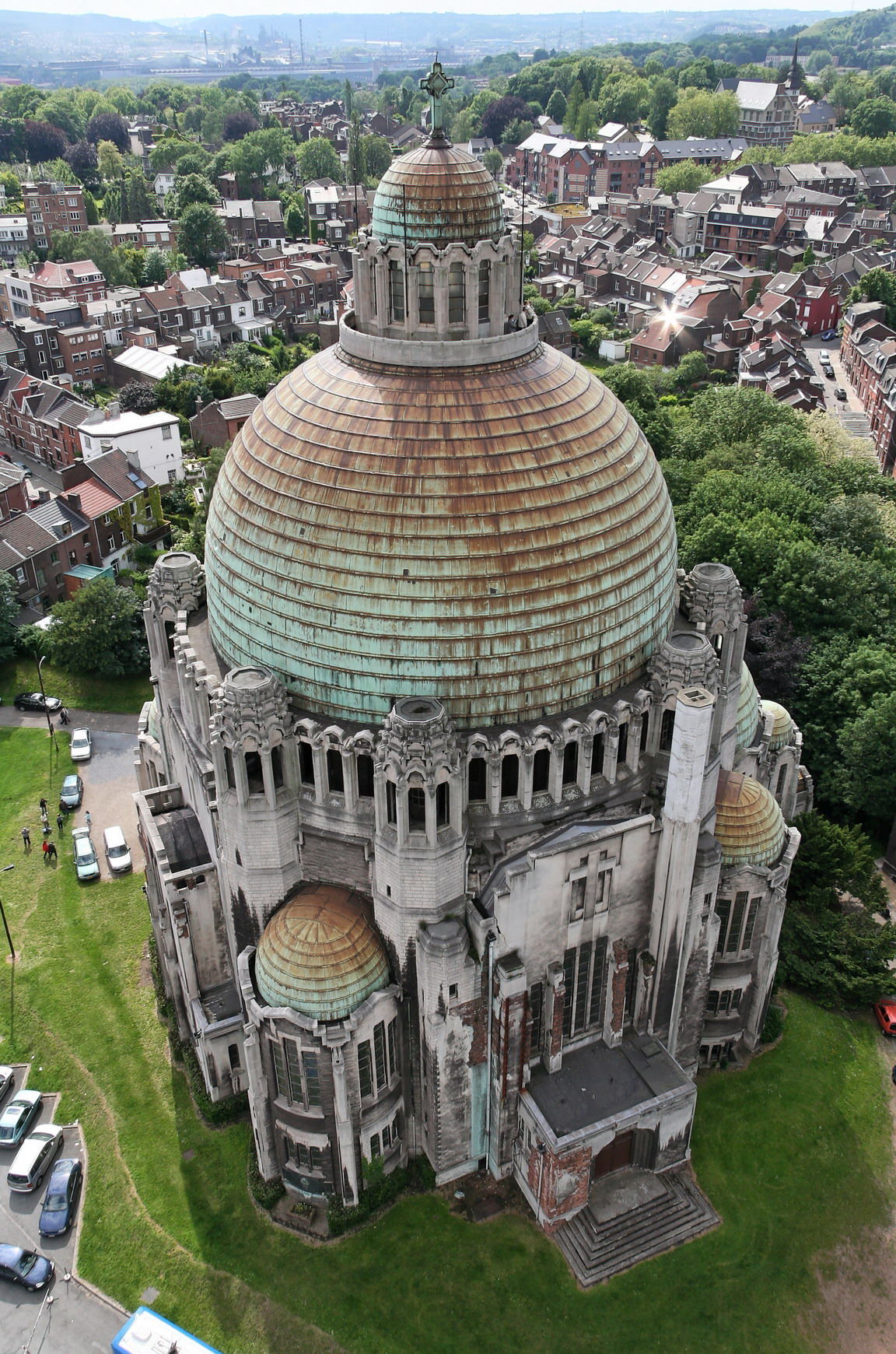
Igreja do Sagrado Coração de Jesus em Liège, fotografada a partir da torre do Mémorial Interallié.

Arquitetura neobizantina é um movimento arquitectónico revivalista baseado na arquitetura bizantina, que esteve em voga na segunda metade do século XIX e inícios do XX. Foi empregue principalmente em edifícios públicos e religiosos. A arquitetura neobizantina integra elementos da arquitetura bizantina associados com a arquitetura cristã medieval da Europa Ocidental, principalmente ortodoxa, e teve seu primeiro impulso em Constantinopla e, de um modo geral, no Império Bizantino entre os séculos V e IX.  As principais cidades onde edificações foram construídas ao estilo neobizantino são Belgrado, Istambul e Sófia.

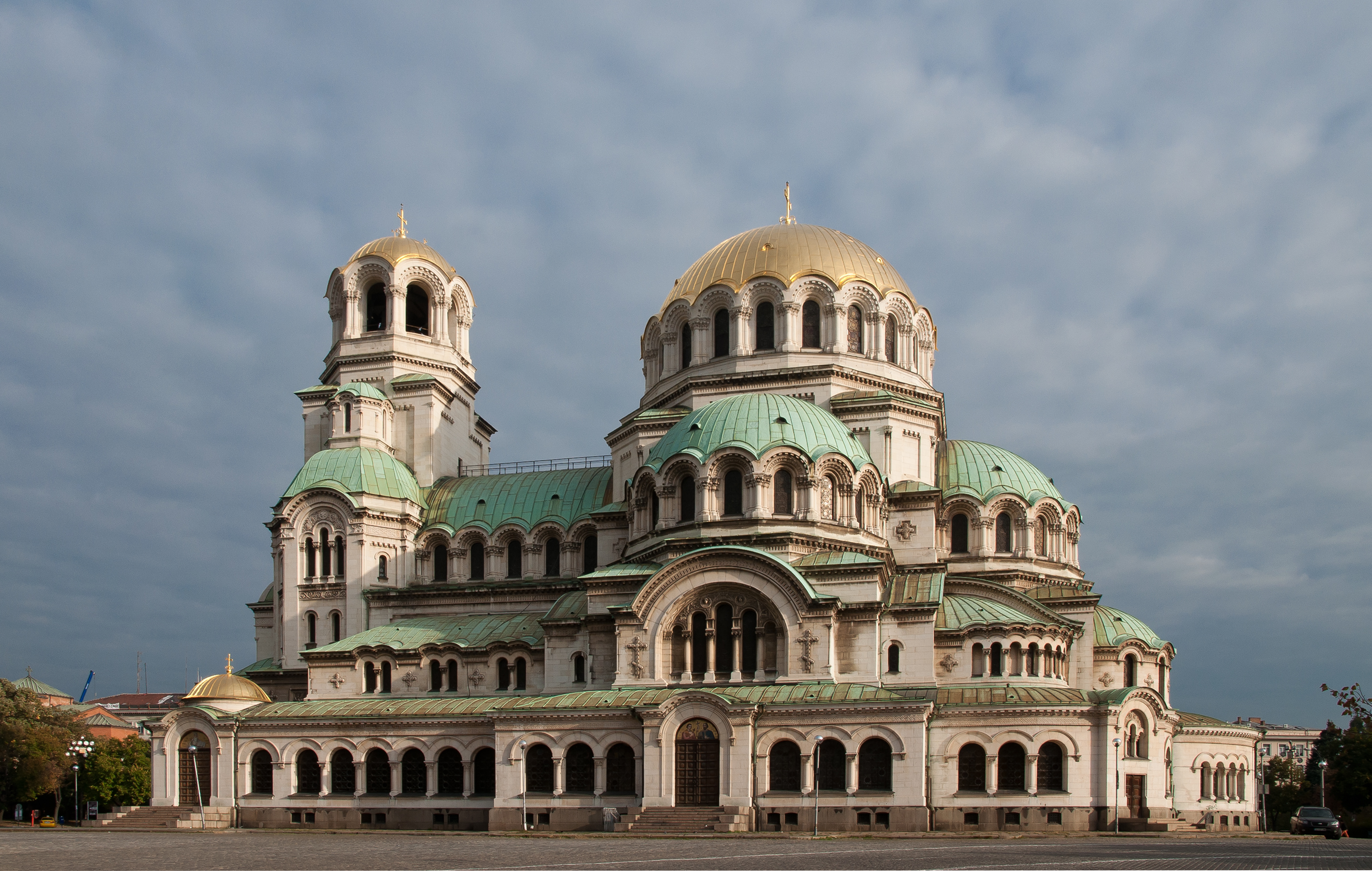
Catedral de Alexandre Nevski, Sófia, por Alexander Pomerantsev

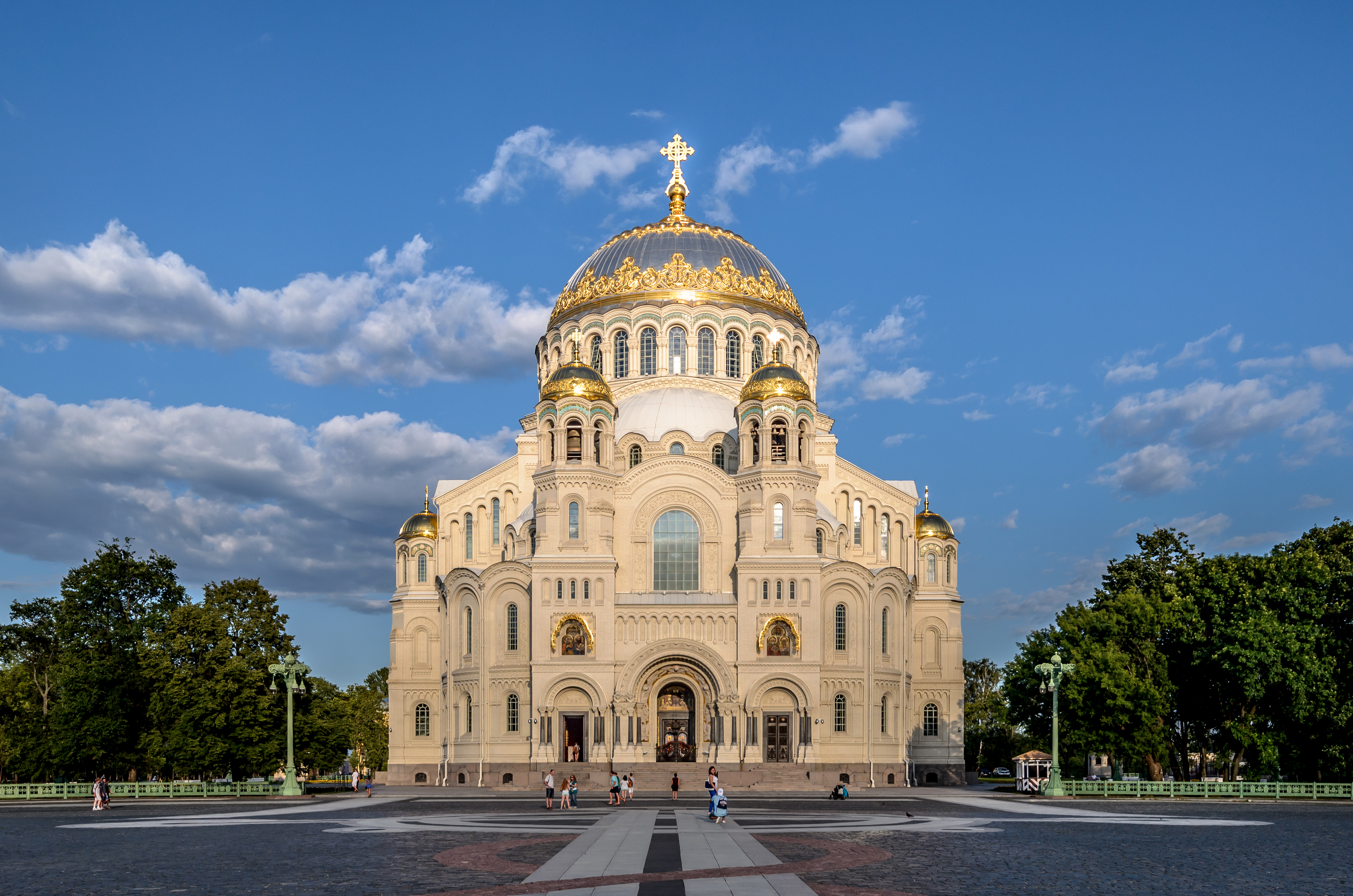
Catedral Naval de São Nicolau em Kronstadt, de Vasily Kosyakov

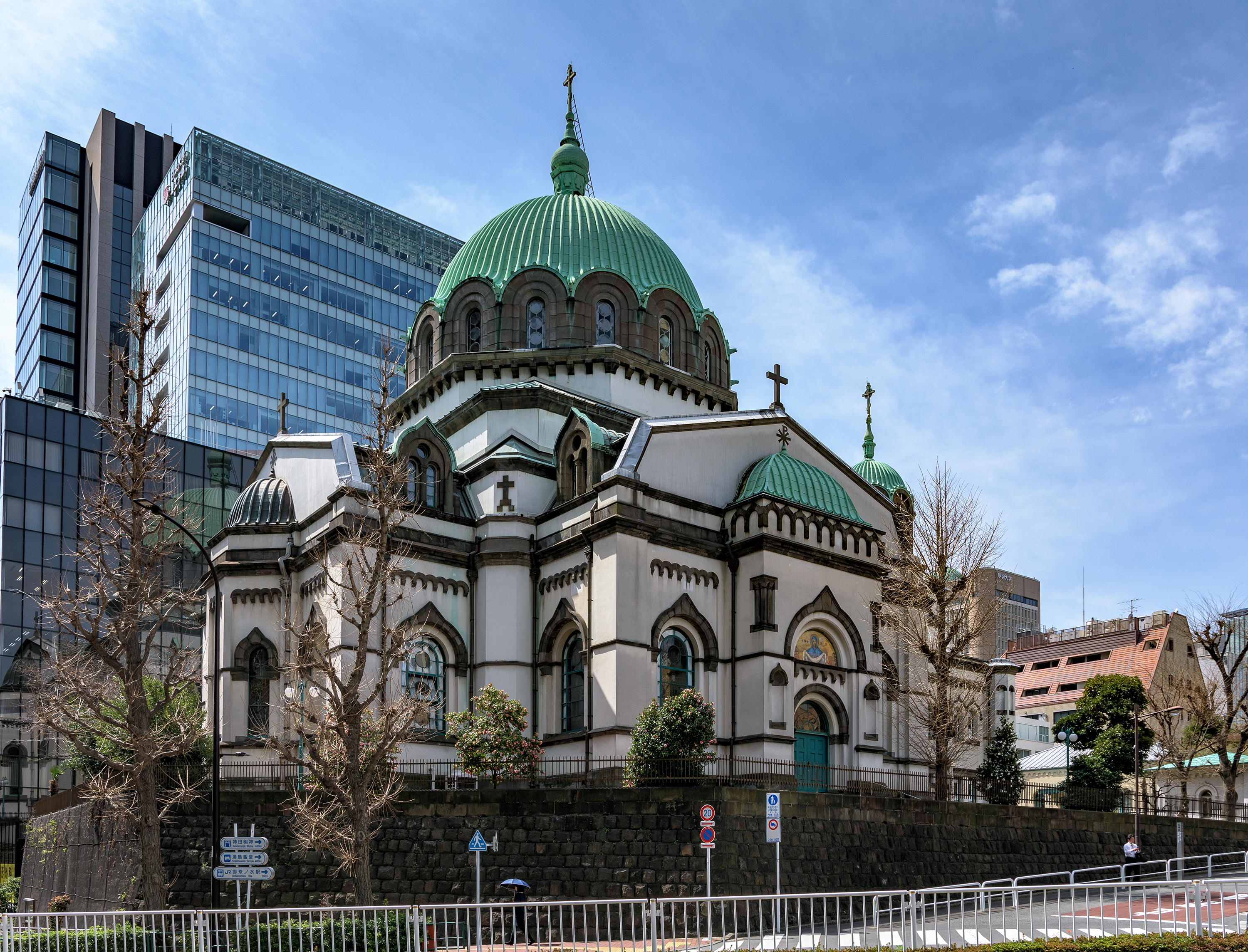
Catedral da Santa Ressurreição em Chiyoda, Tóquio, por Josiah Conder

## Império Russo
A Catedral de Sofia de Pushkin ( 1782-1788) foi a primeira e isolada experiência no tratamento bizantino de edifícios neoclássicos. Em 1830, Nicolau I da Rússia promoveu o chamado estilo russo-bizantino de igrejas projetadas por Konstantin Thon. Nicolau I desprezava a verdadeira arte bizantina. O estilo de Thon, na verdade, tinha pouco em comum com ele e substituiu rotineiramente o arco circular bizantino por uma empena em forma de quilha, e a cúpula bizantina hemisférica por uma cúpula em cebola. A disposição e o esquema estrutural das suas igrejas pertenciam claramente às normas do estilo neoclássico.
A verdadeira arte bizantina, popularizada por Grigori Gagarin e David Grimm, foi adotada por Alexandre II da Rússia como o estilo oficial de facto da Igreja Ortodoxa. A arquitetura bizantina tornou-se um veículo de expansão ortodoxa nas fronteiras do Império ( Congresso da Polónia, Crimeia, Cáucaso ). No entanto, poucos edifícios foram concluídos durante o reinado de Alexandre II, devido a problemas financeiros. Alexandre III mudou a preferência do estado em favor do renascimento russo, uma tendência baseada na tradição dos  séculos XVI e XVII de Moscou e Yaroslavl, embora a arquitetura bizantina ainda fosse uma escolha comum, especialmente para grandes catedrais. As catedrais neobizantinas concentraram-se nas províncias ocidentais (Polónia, Lituânia), nas bases militares no Cáucaso e na Ásia Central, nas hostes cossacas e na região industrial dos Urais, a partir da cidade de Perm. Os arquitetos David Grimm e Vasily Kosyakov desenvolveram um tipo nacional único de catedral bizantina com uma única cúpula com quatro absides simétricas, sobre pendentes, que se tornou o padrão de facto nas décadas de 1880 e 1890.
O reinado de Nicolau II foi notável pelo retorno dos arquitetos deste padrão ao legado de Hagia Sophia, notadamente a Catedral Naval de Kronstadt e a Catedral de Ponti (Georgia). Estes projetos utilizaram concreto armado, o que permitiu que a sua construção fosse muito rápida; O seu interior tinha referências claras ao estilo Art Nouveau contemporâneo, mas os exteriores eram uma clara homenagem à Constantinopla medieval. A tradição neobizantina russa parecia terminar com a revolução de 1917, mas foi continuada por alguns arquitetos que emigraram para a Iugoslávia e Harbin.

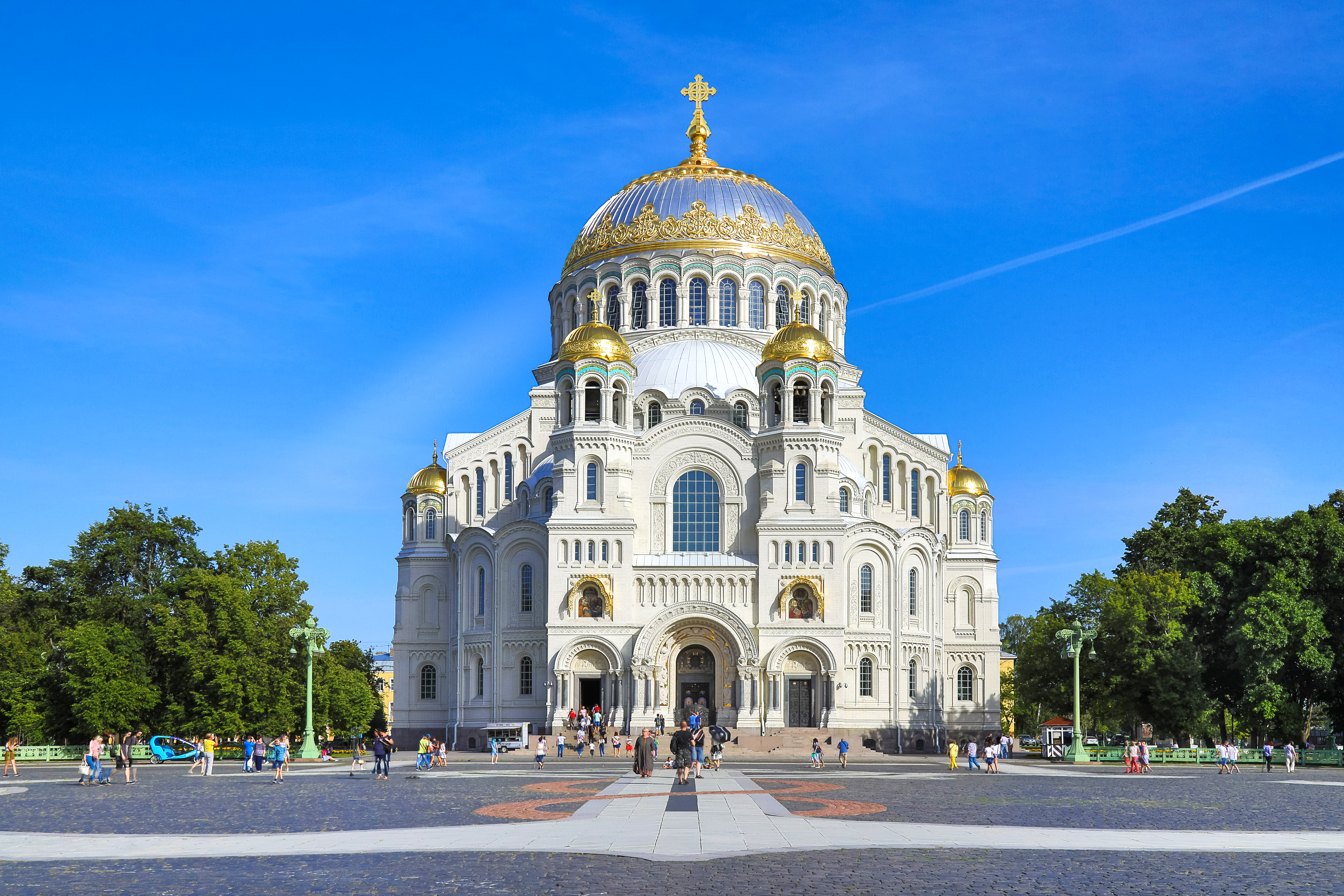
Catedral Naval, Kronstadt
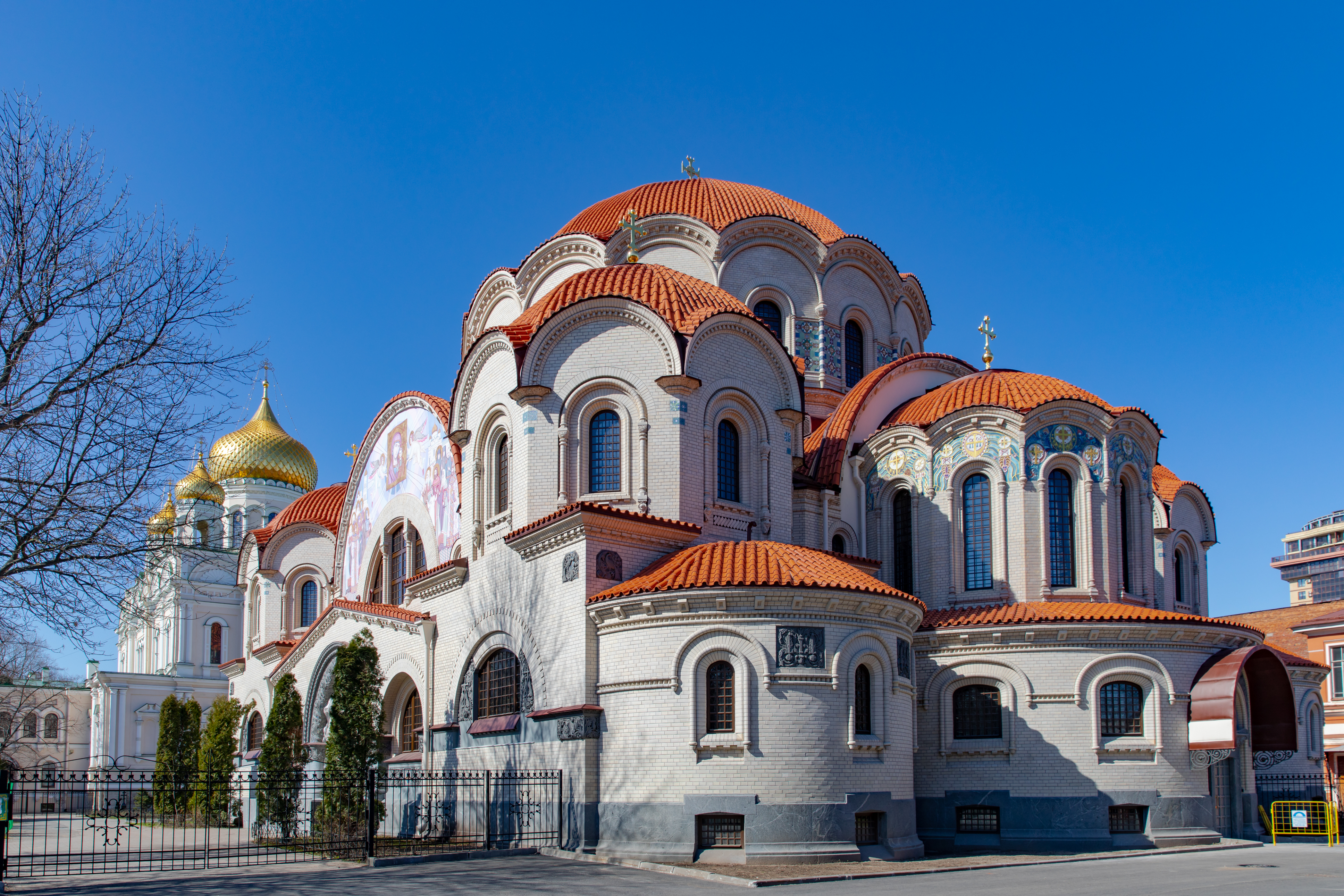
Igreja de Cazã, Cemitério Novodevichy, São Petersburgo
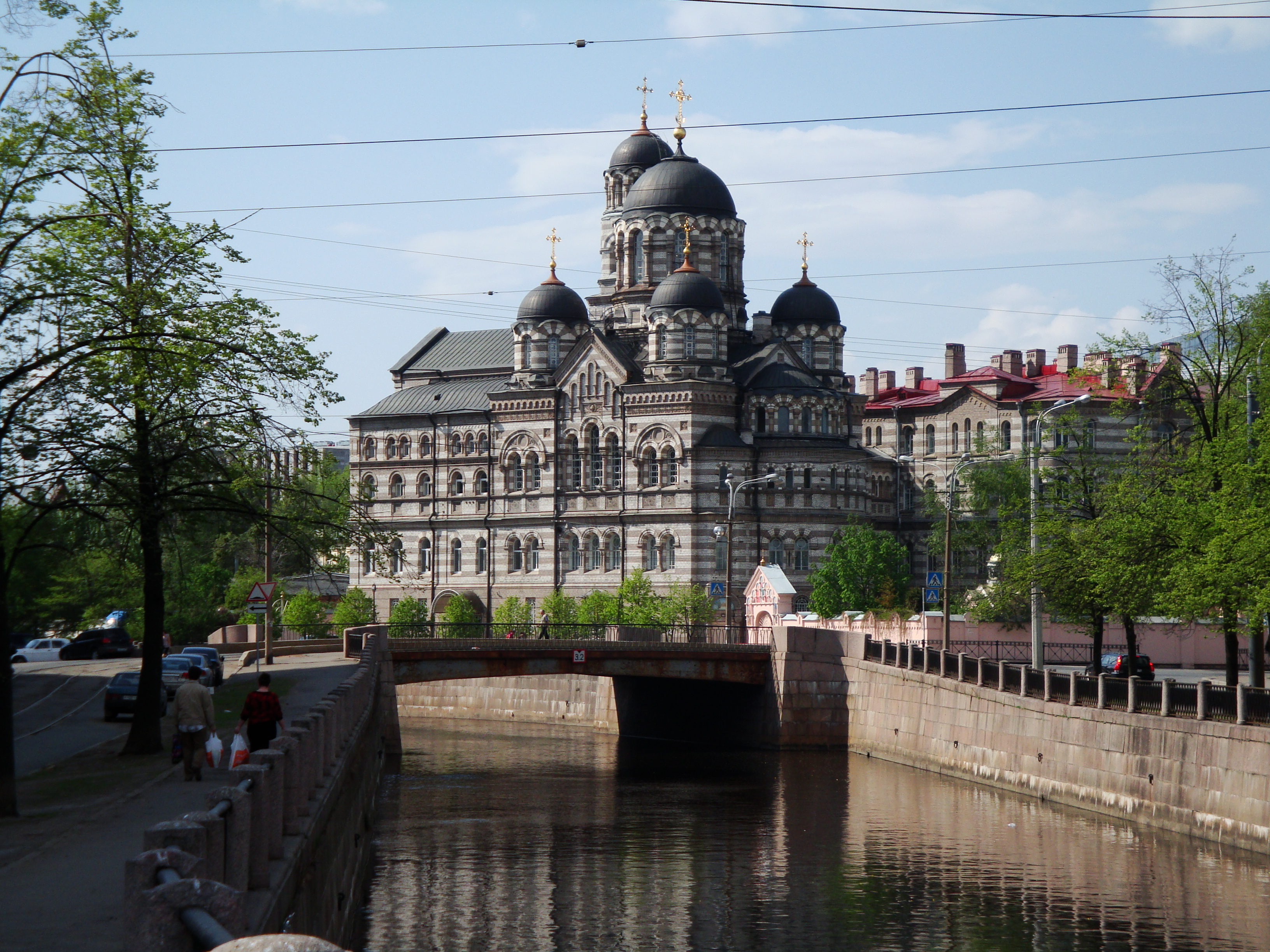
Convento Ioannovski, São Petersburgo
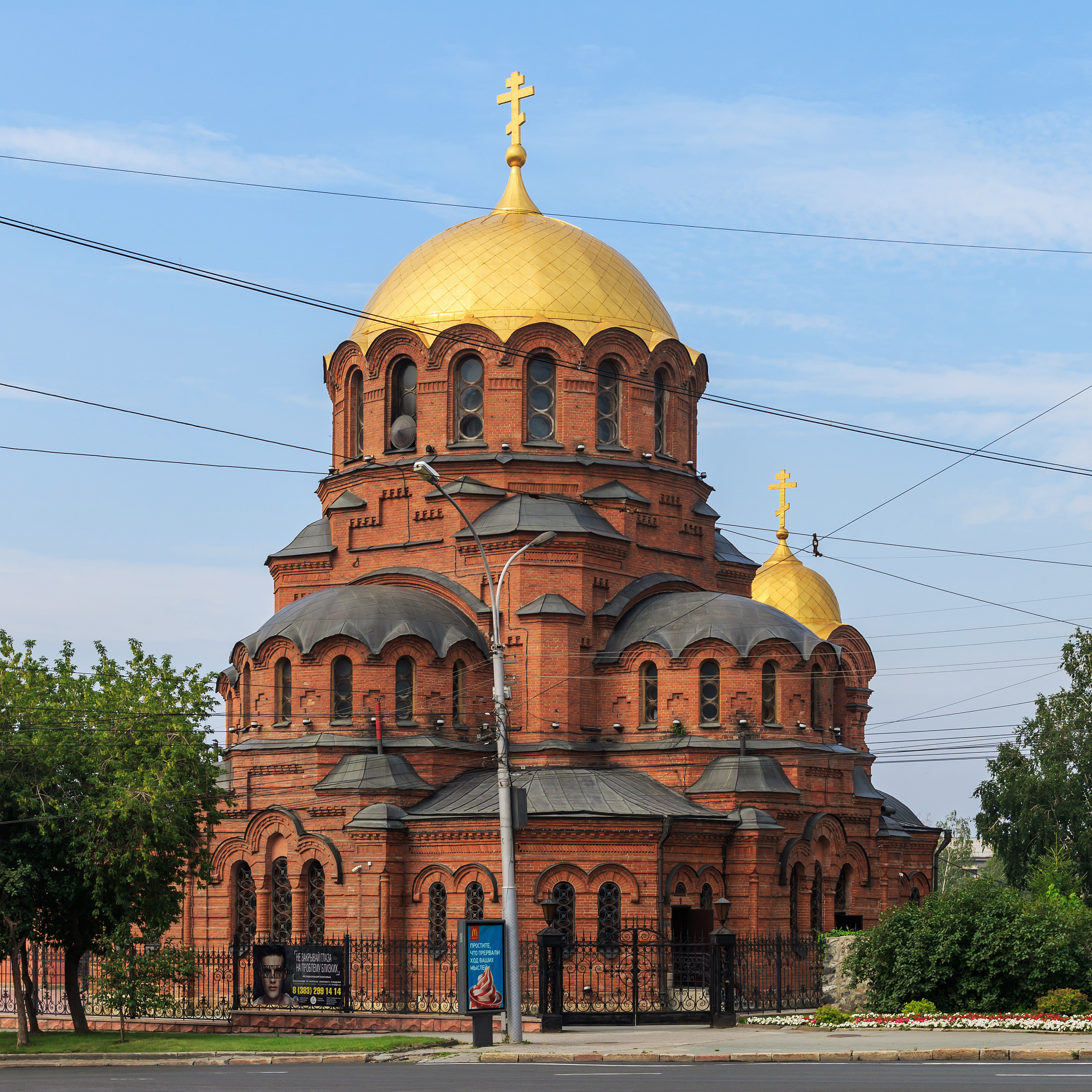
Catedral de Alexandre Nevski, Novosibirsk
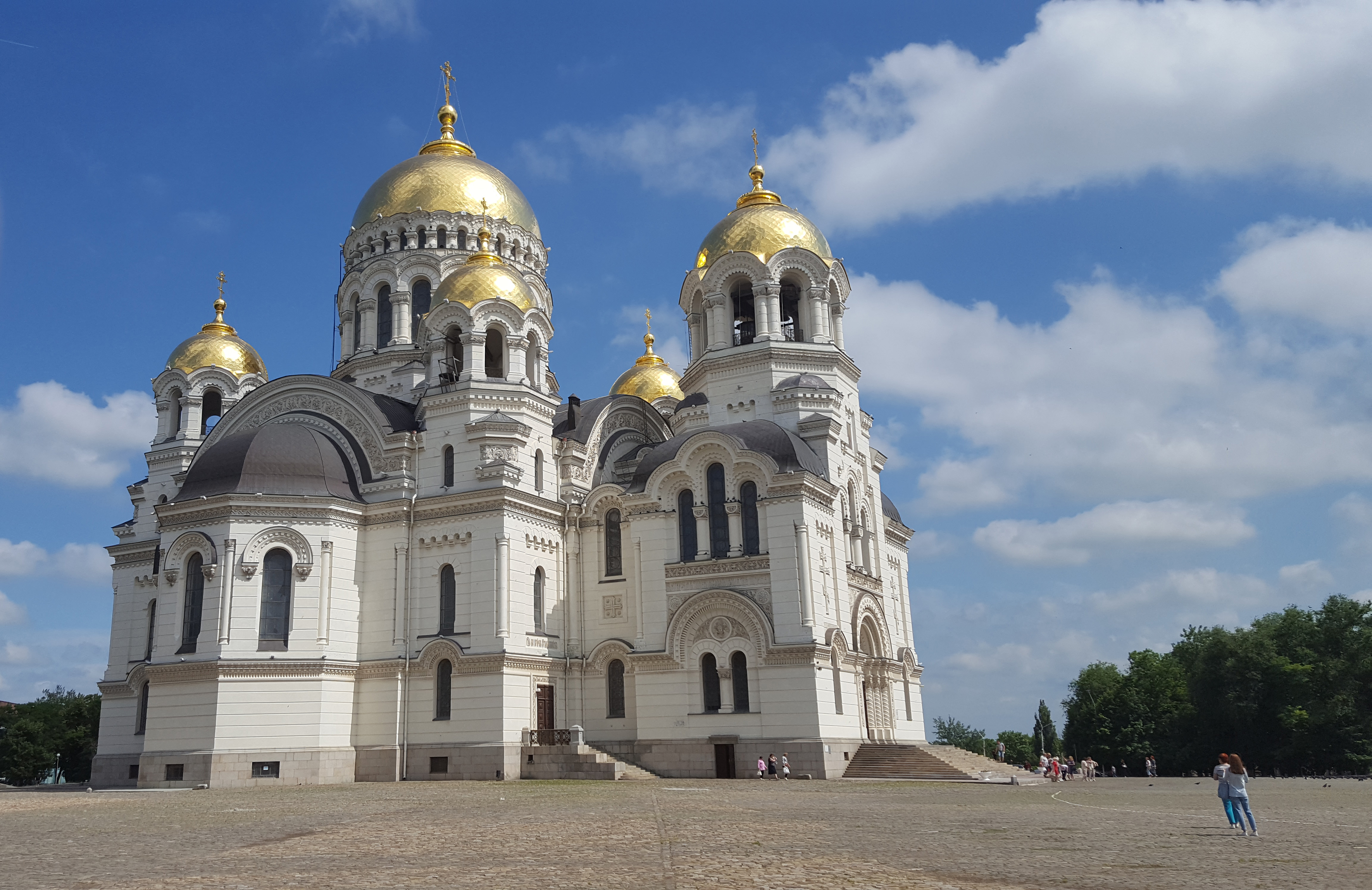
Catedral de Novocherkassk
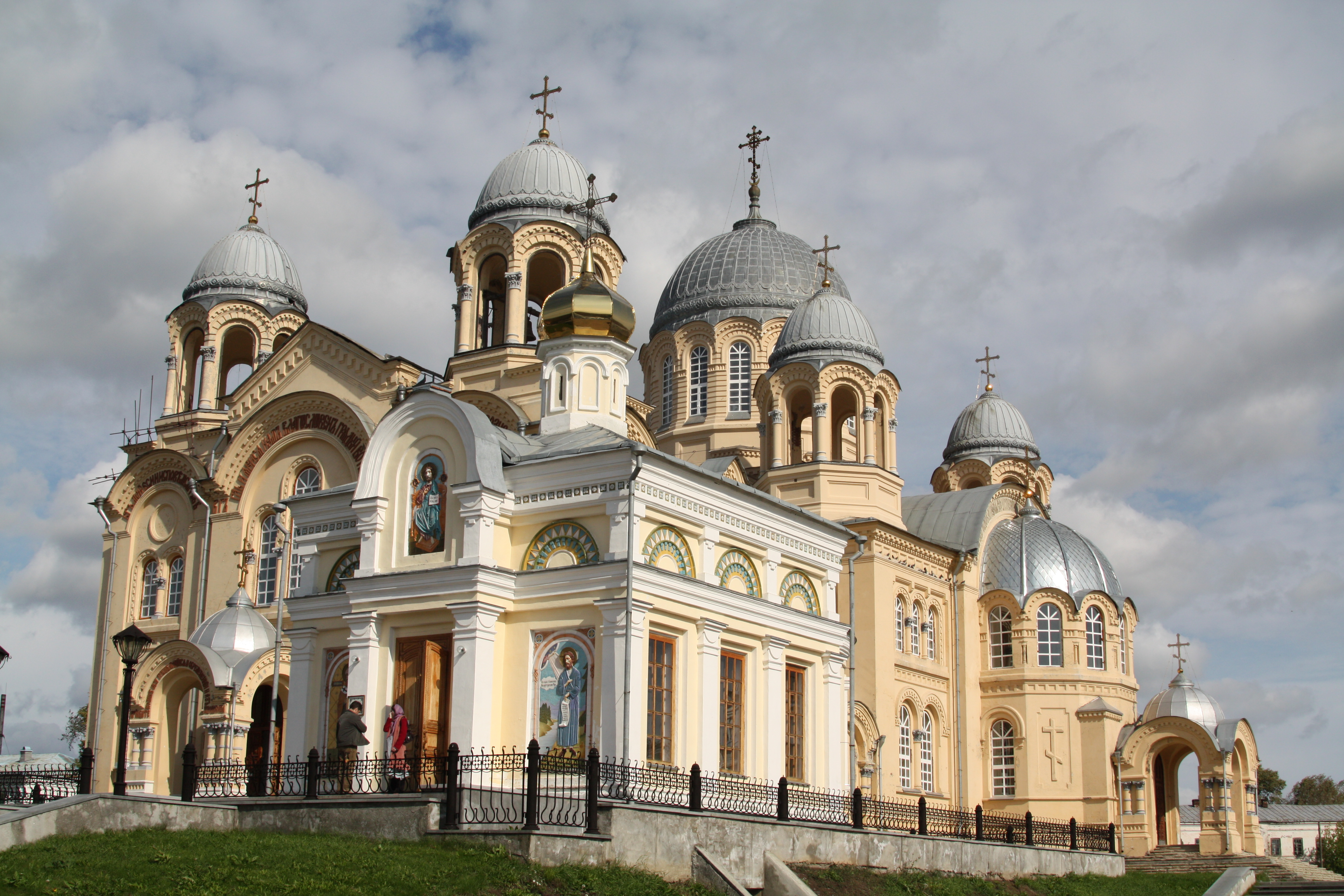
Catedral da Exaltação da Cruz no Mosteiro de São Nicolau, Verkhoturye
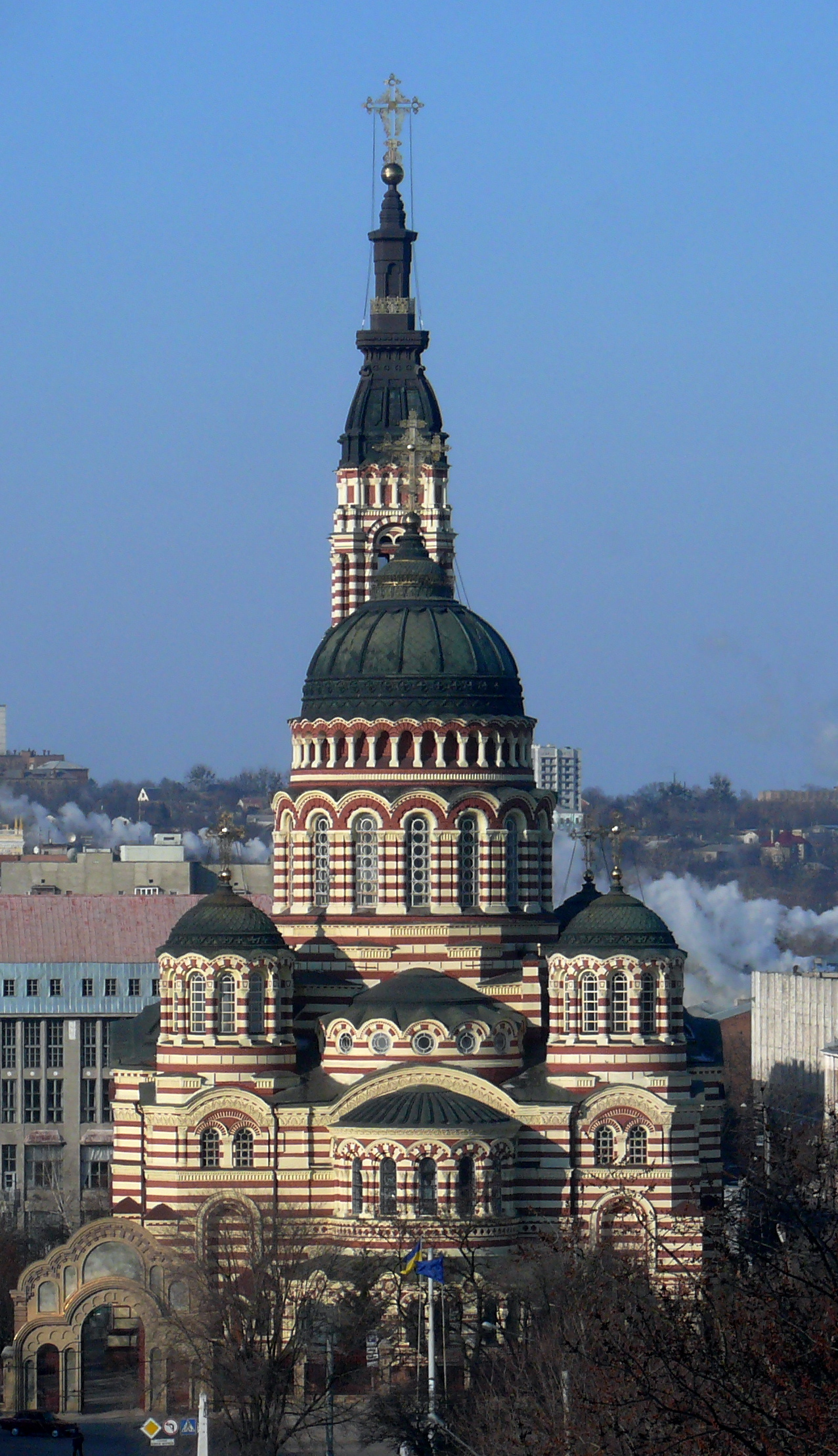
Catedral da Anunciação, Carcóvia
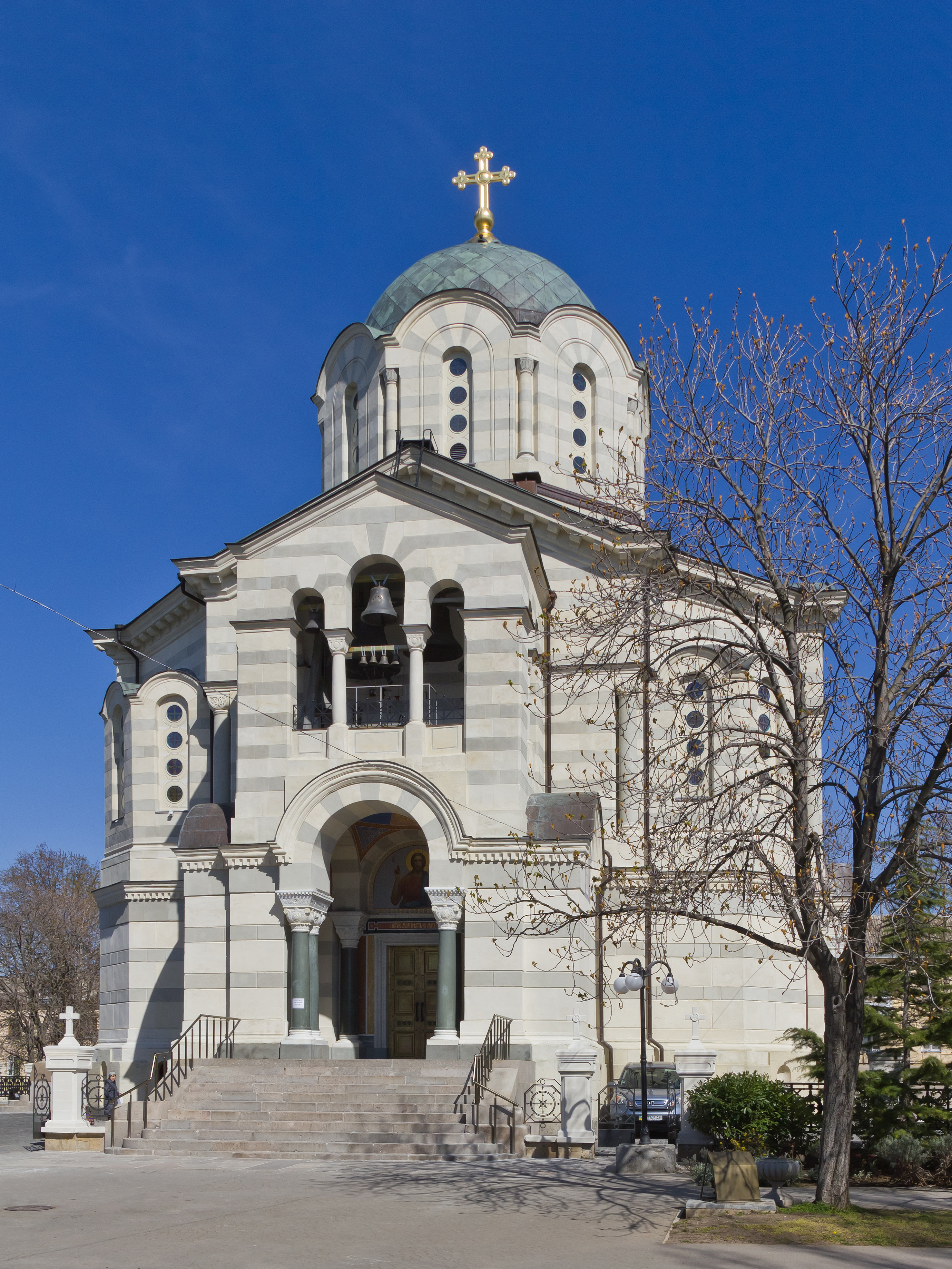
Catedral de São Vladimir, Sebastopol
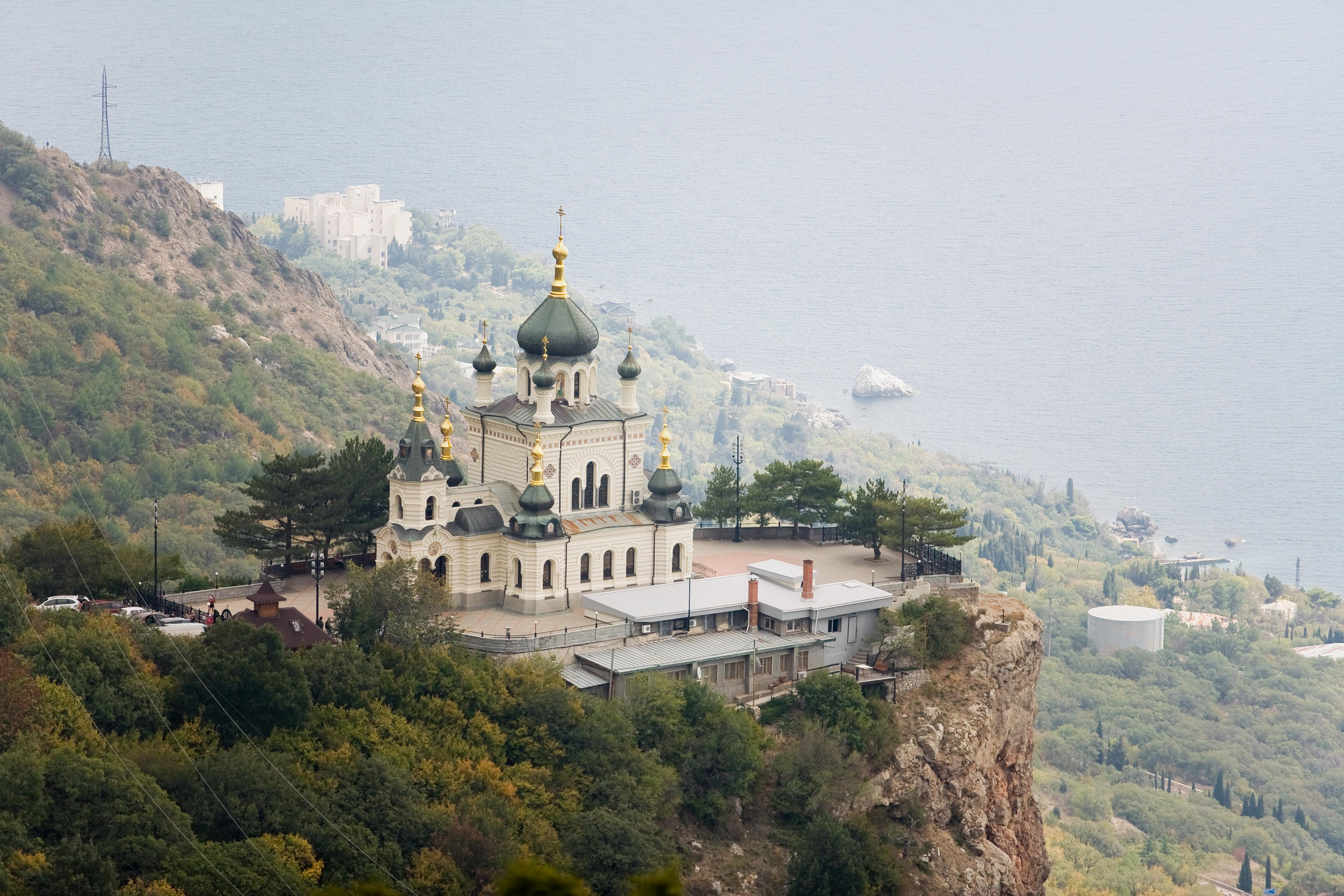
Igreja de Foros
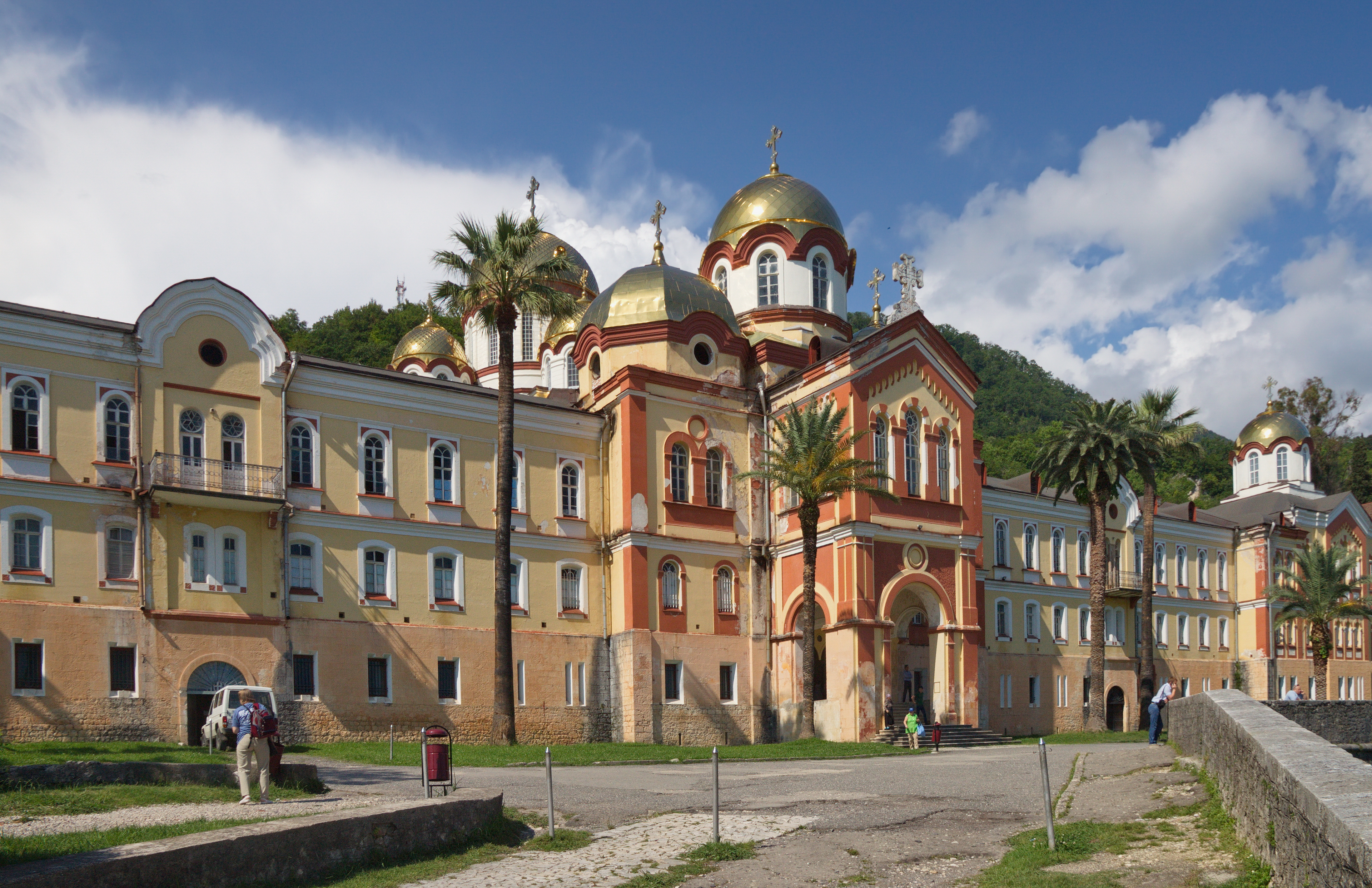
Mosteiro de Nova Atos, em Nova Atos
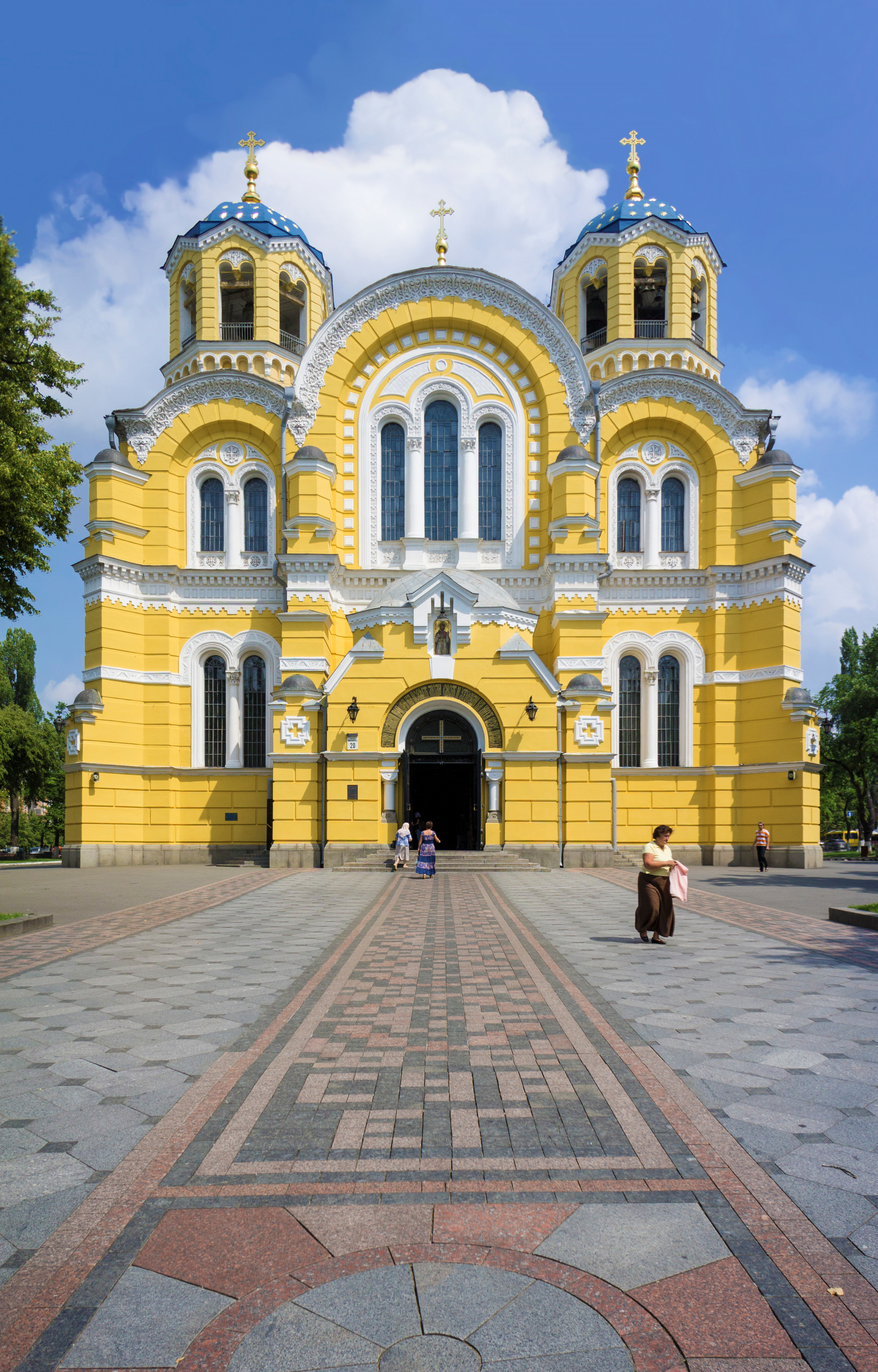
Catedral de São Volodymyr, Kiev
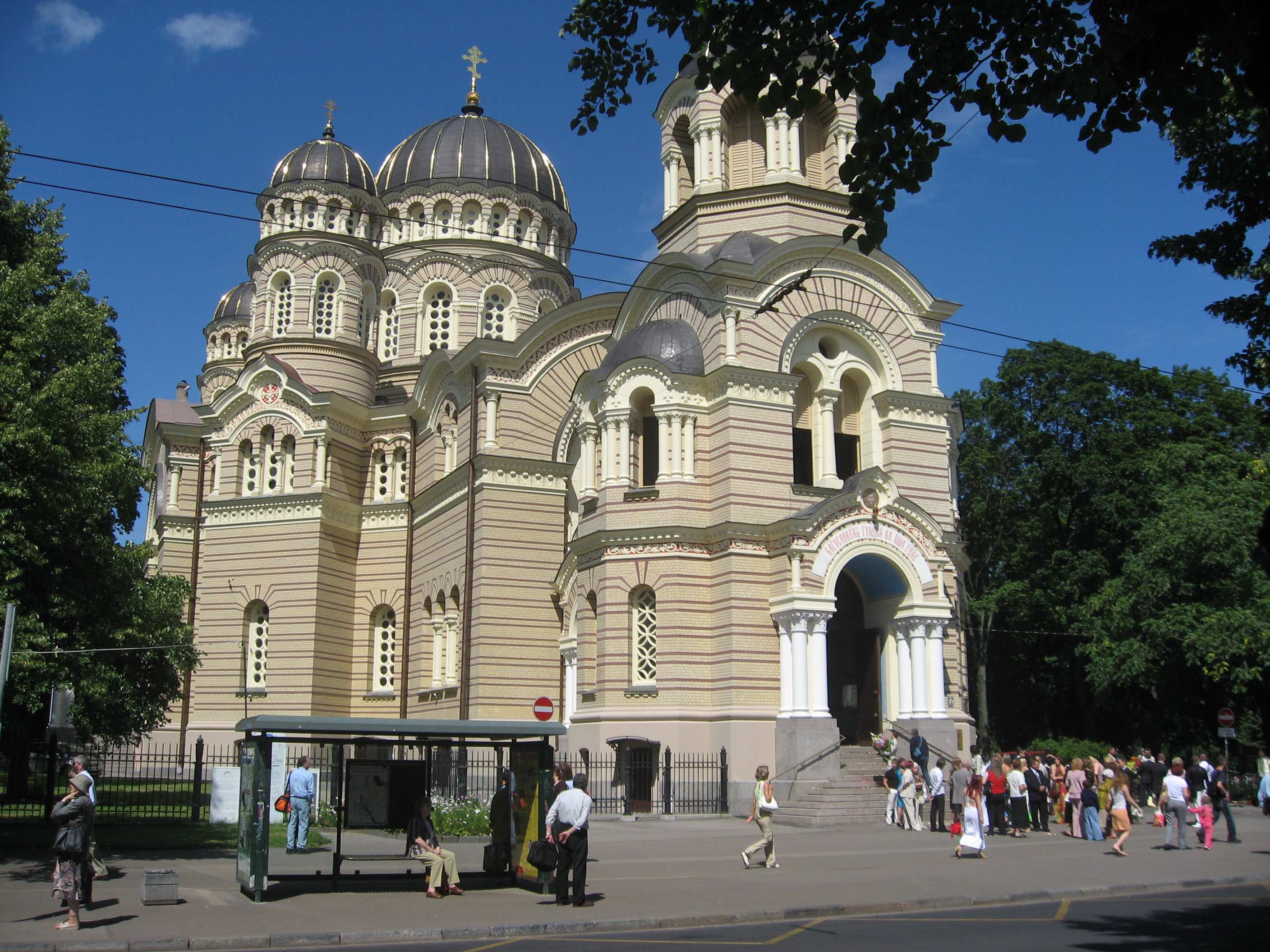
Catedral da Natividade, Riga
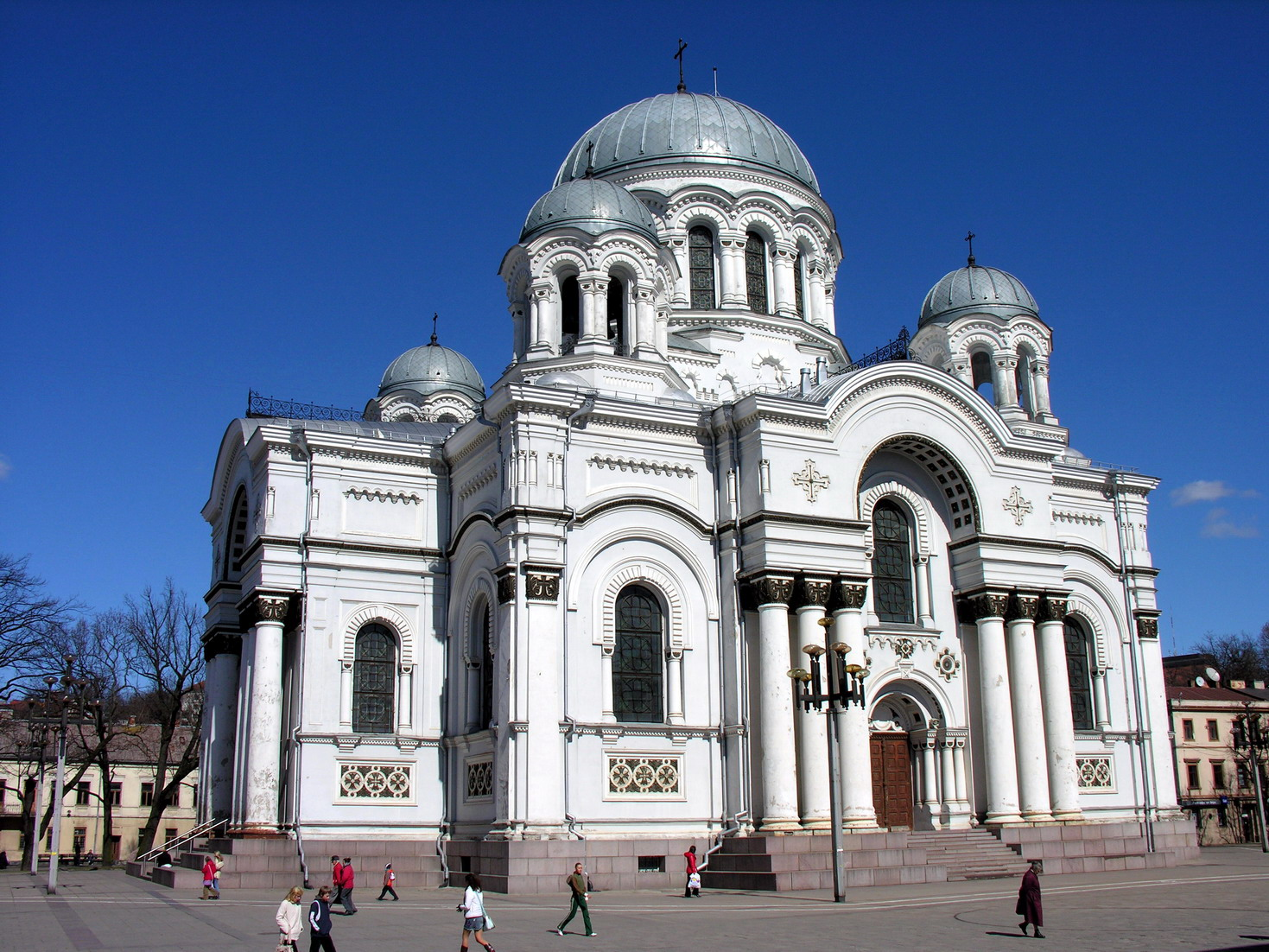
Igreja de São Miguel Arcanjo, Kaunas
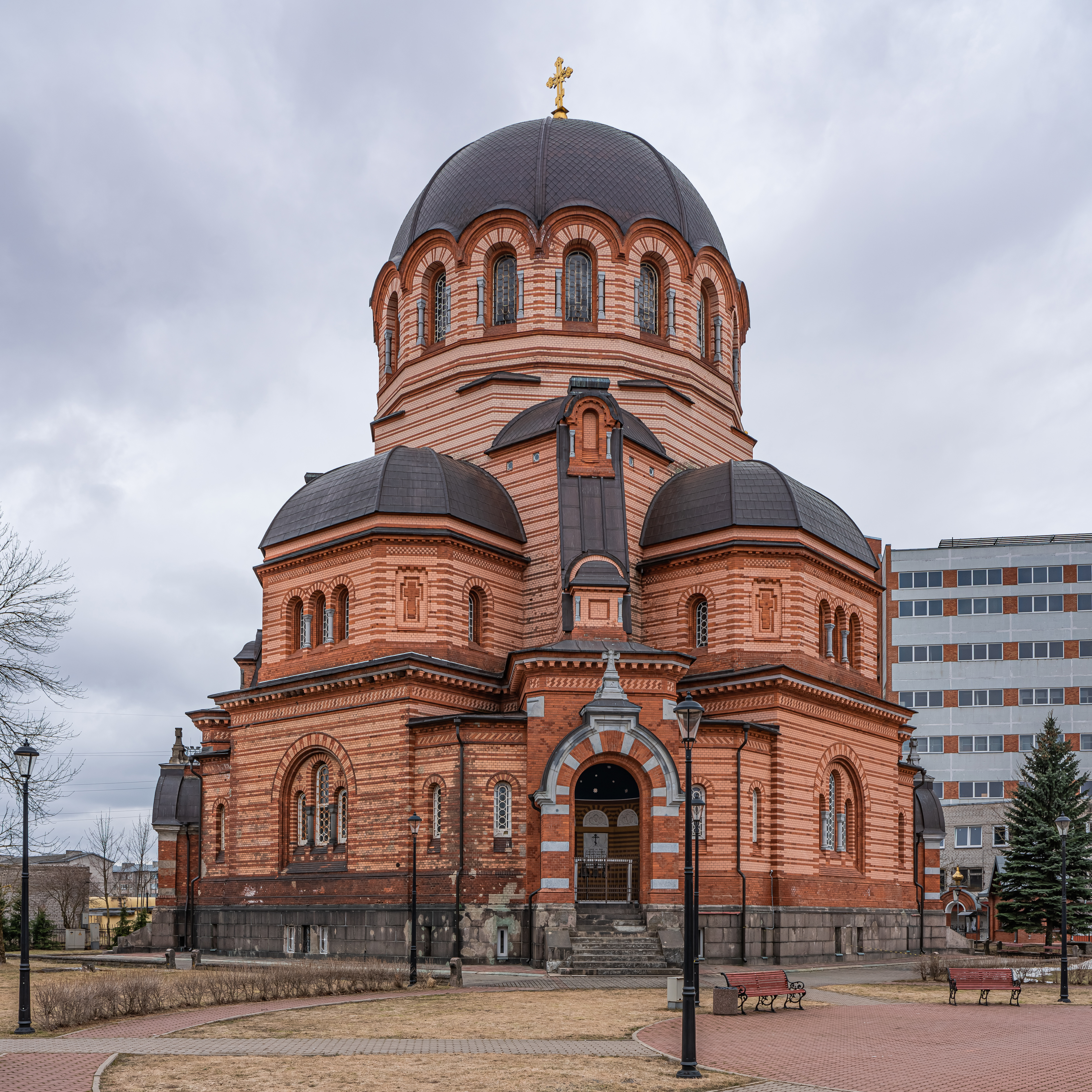
Igreja da Ressurreição do Senhor, Narva
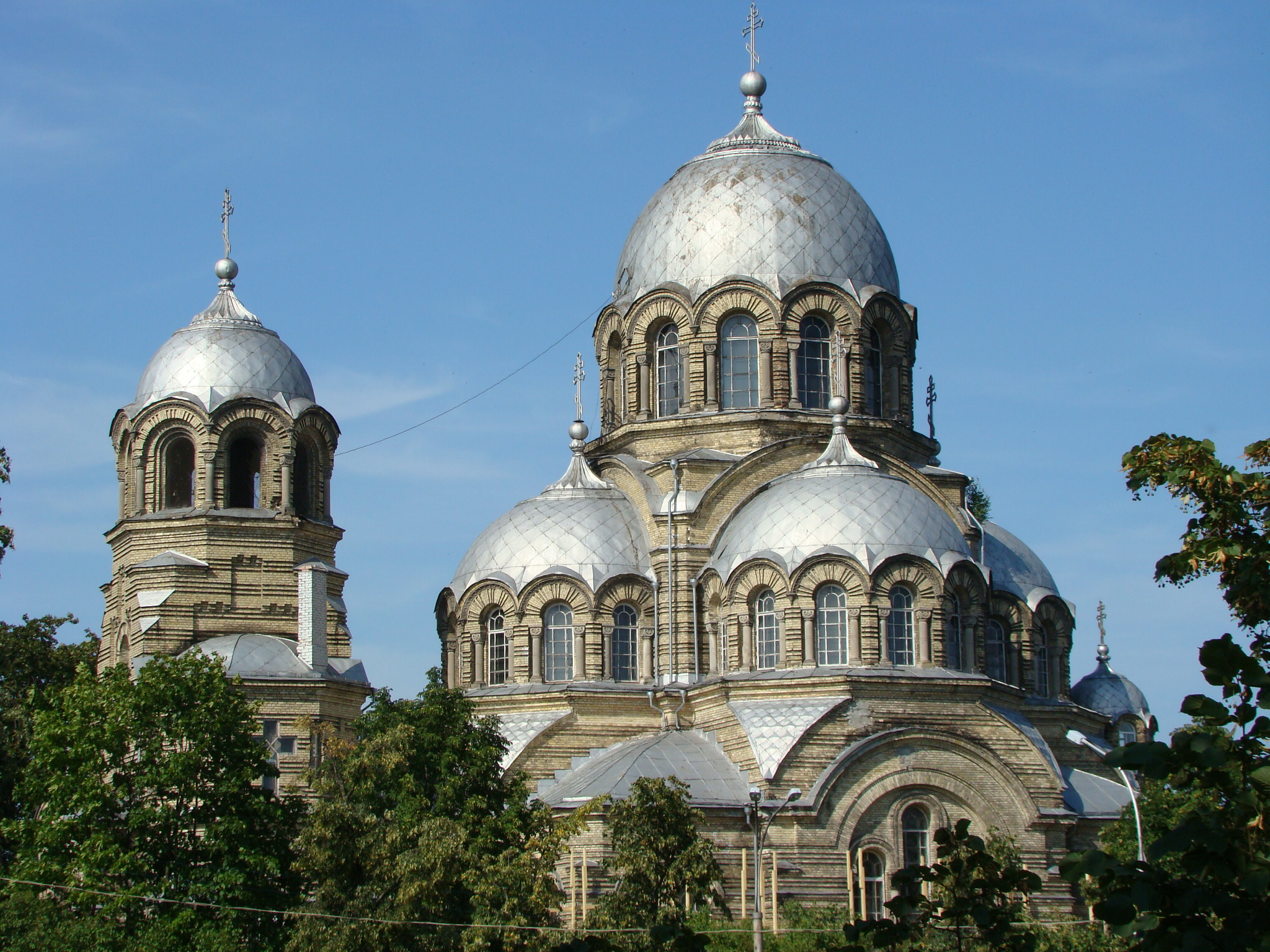
A igreja da Teótoco Orans (Nossa Senhora do Sinal), Vilnius
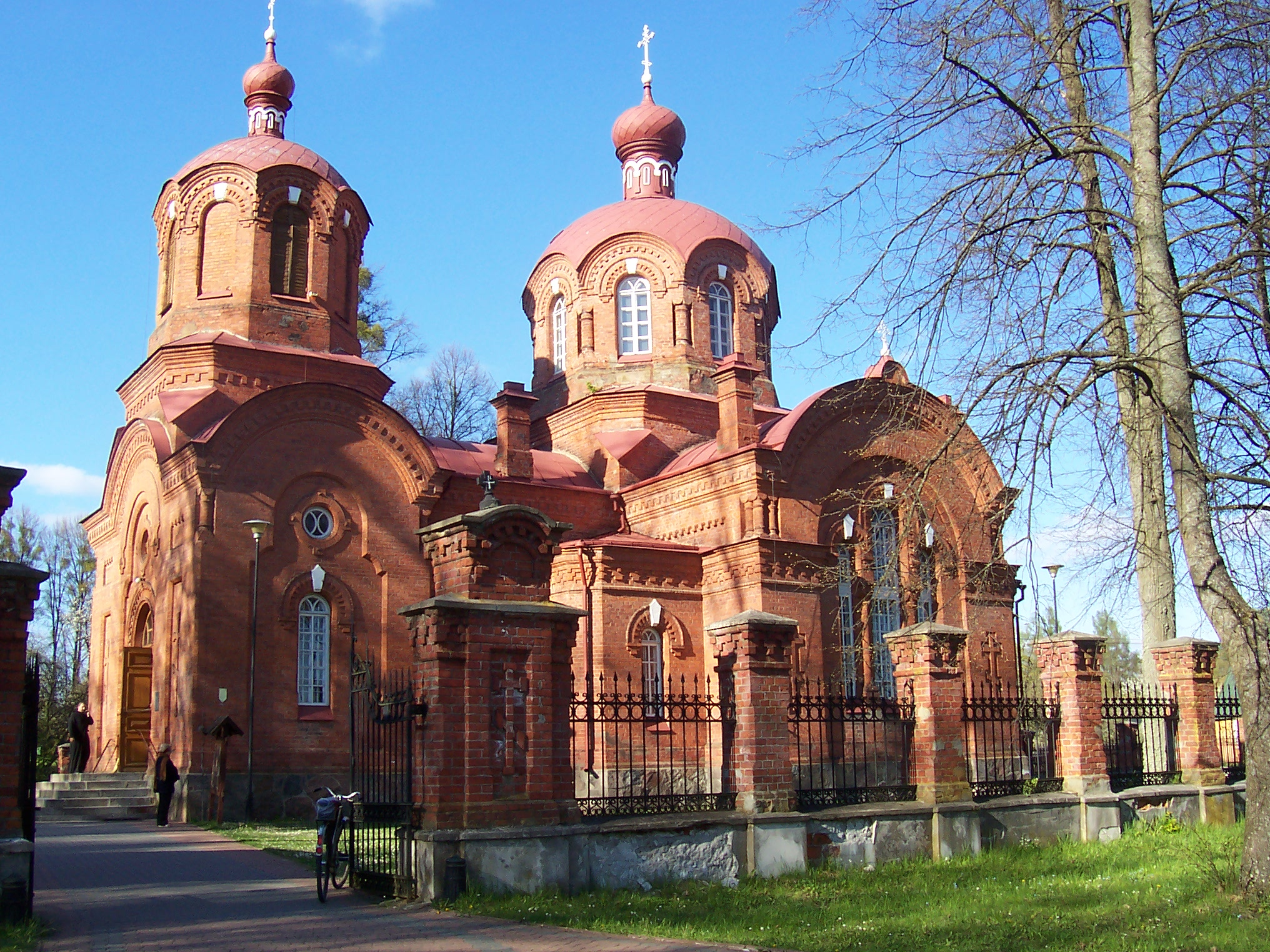
A Igreja Ortodoxa em Białowieża
Catedral de Alexandre Nevski, Łódź
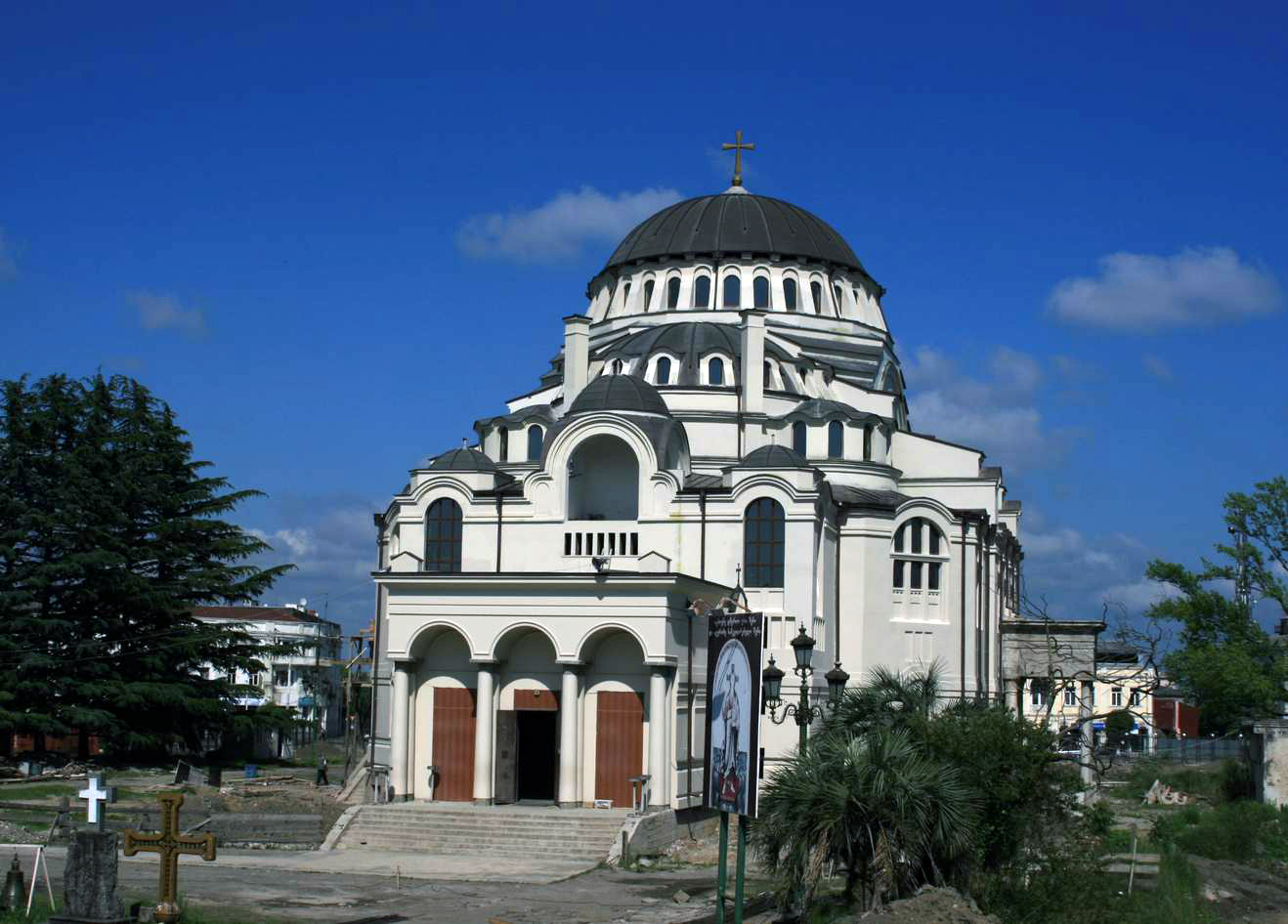
Catedral de Poti
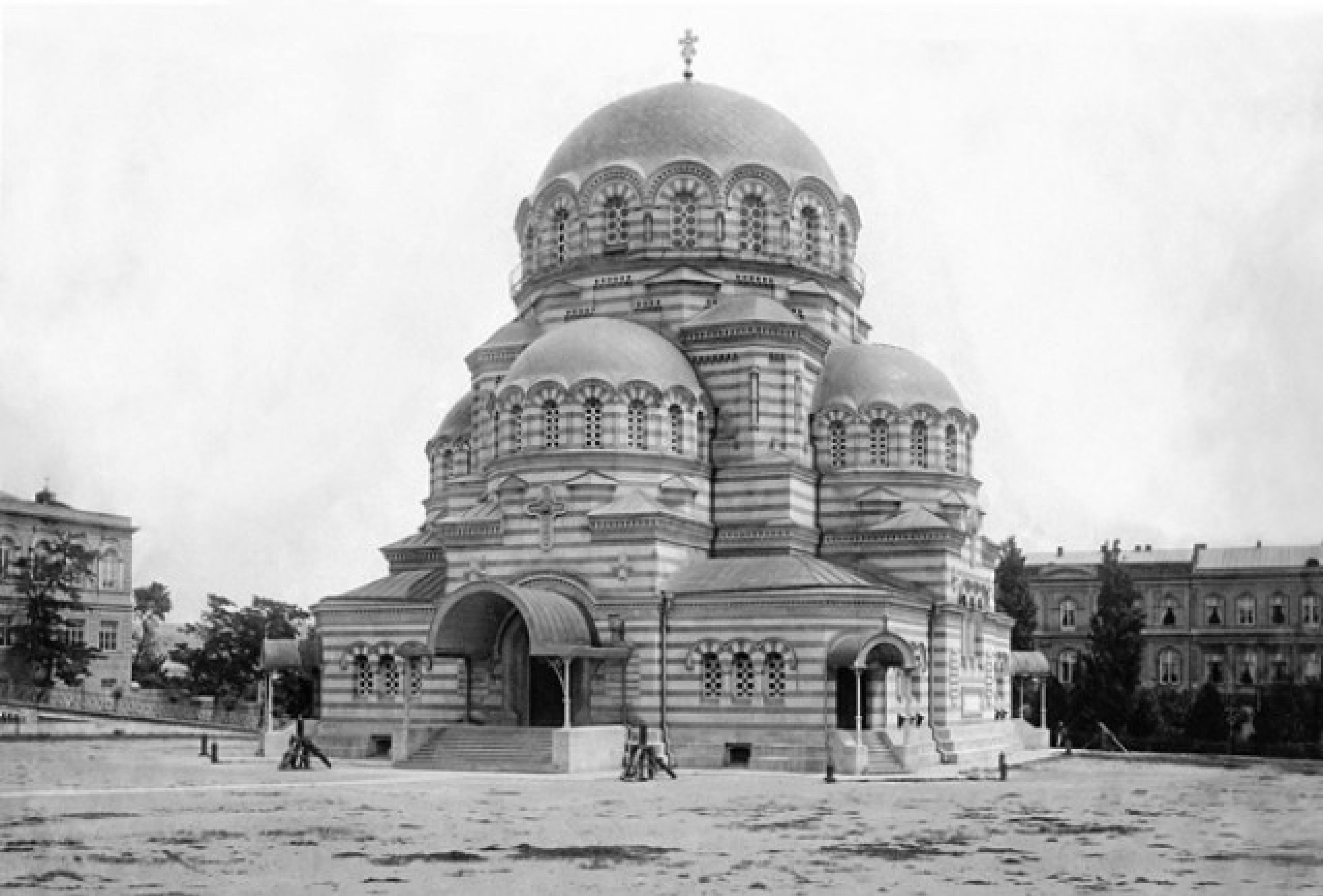
Catedral de Alexandre Nevski, Tiblíssi

## Sudeste da Europa

### Bulgária

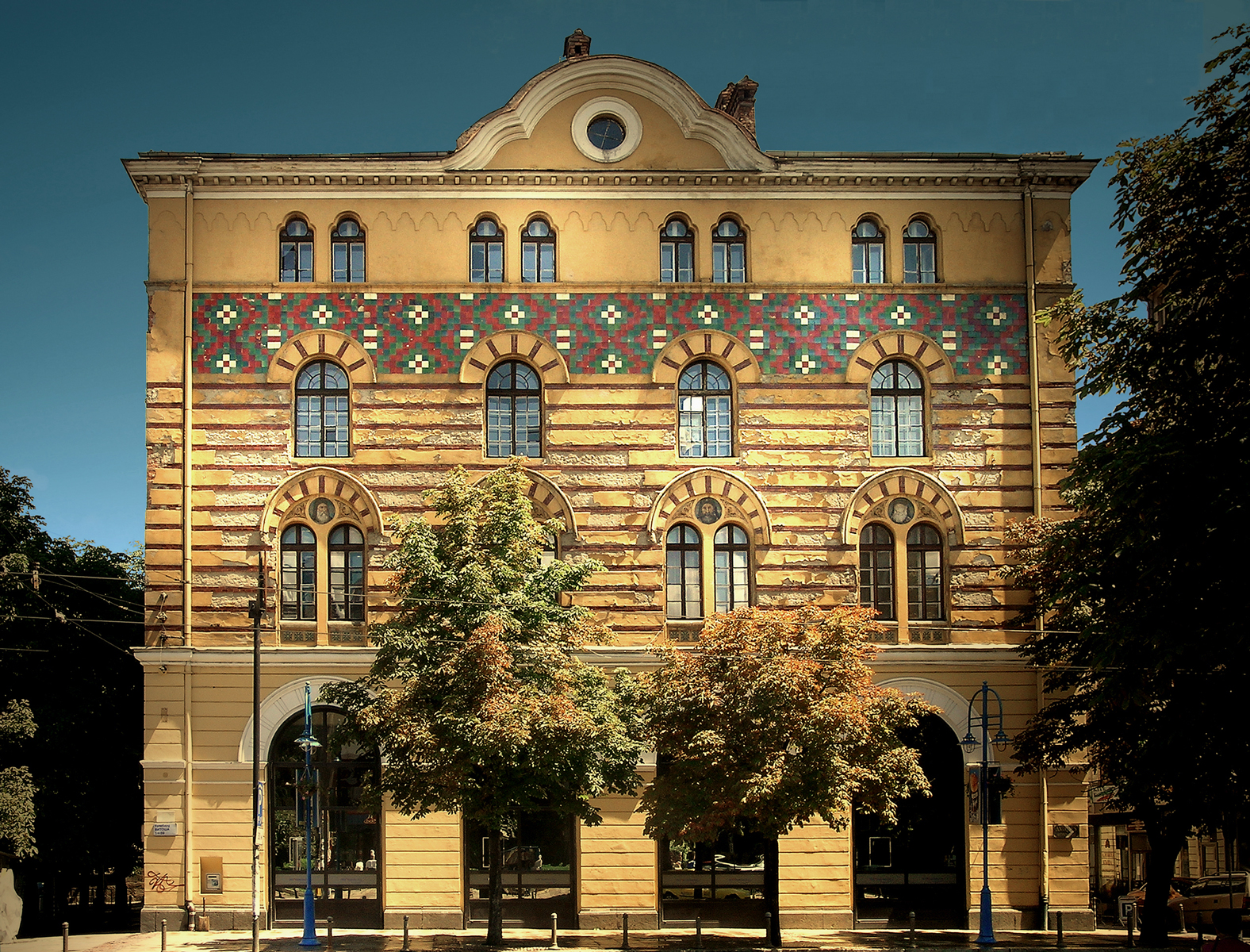
Faculdade de Teologia de Sófia, Universidade de Sófia
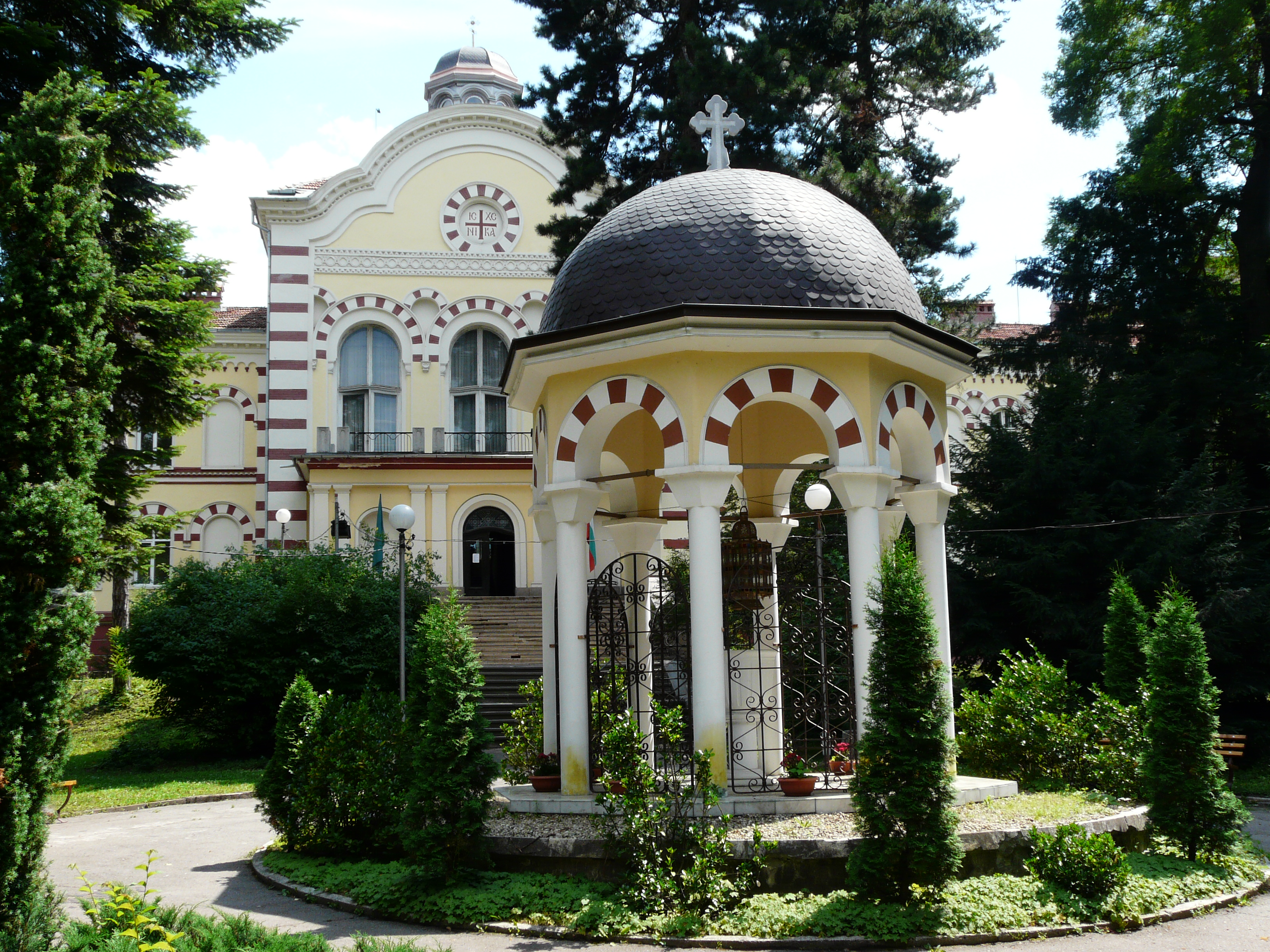
O Seminário de Sófia
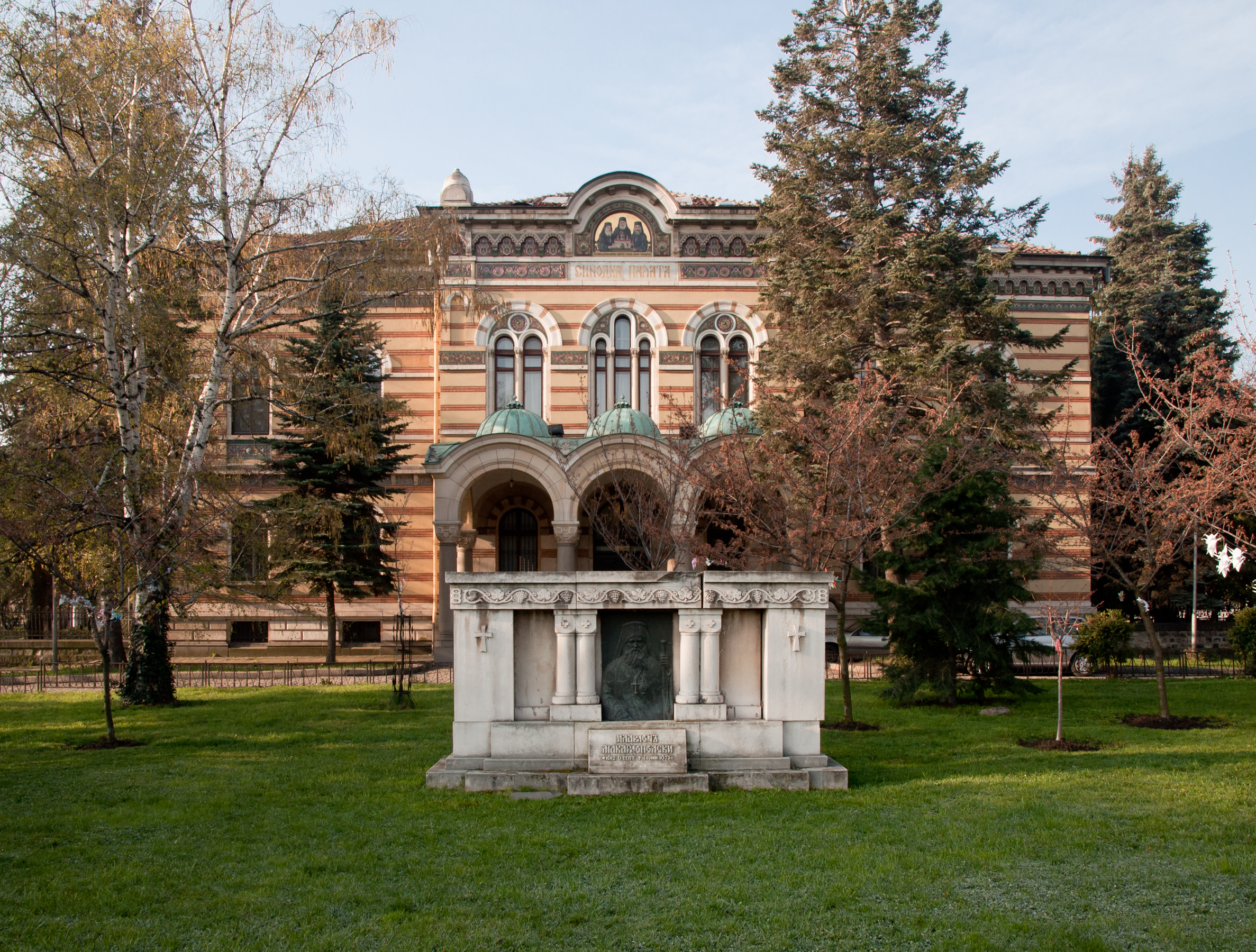
O Palácio do Santo Sínodo do Patriarcado Búlgaro, Sófia
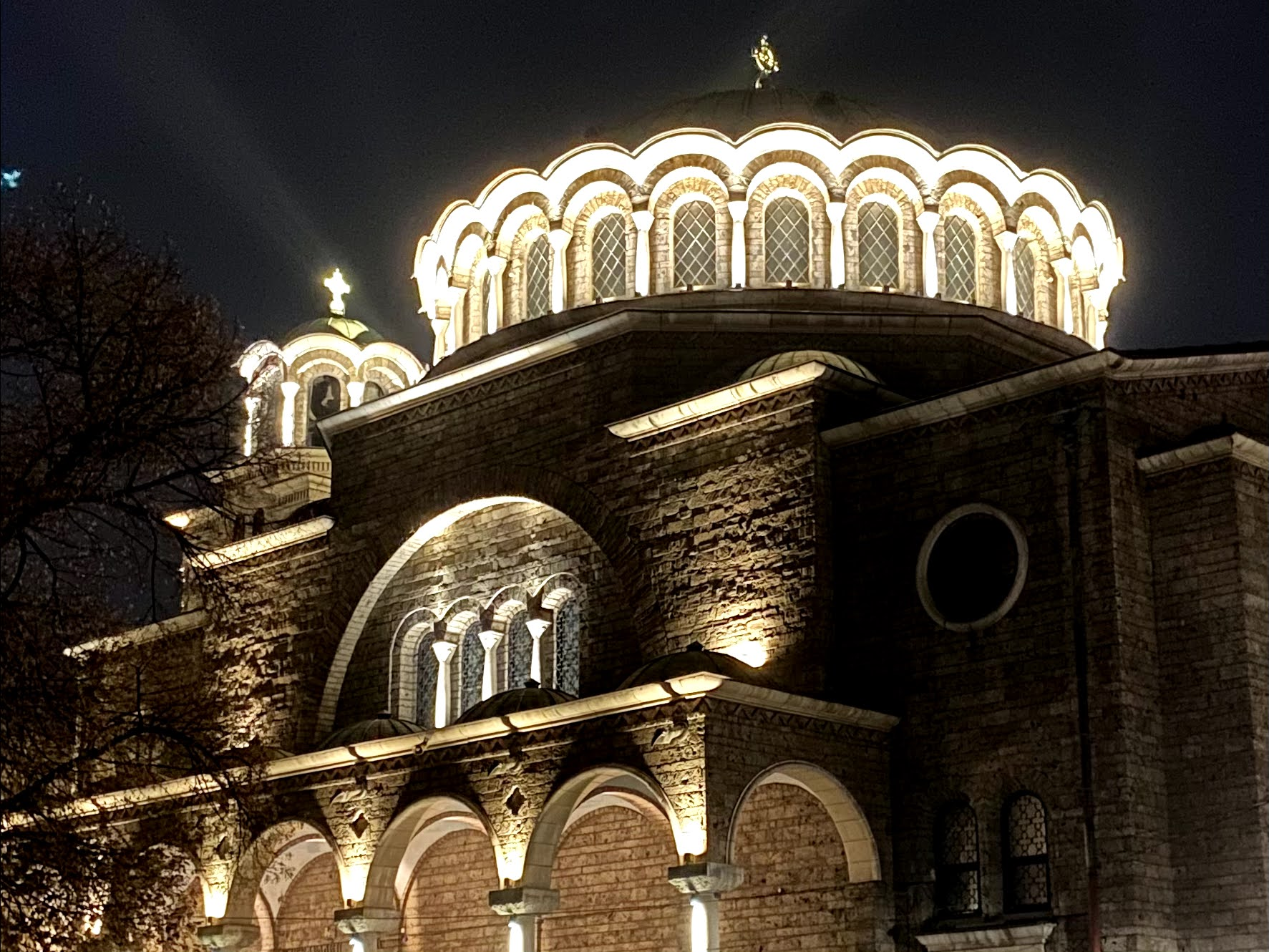
Igreja Catedral de St. Nedelya à noite, Sófia
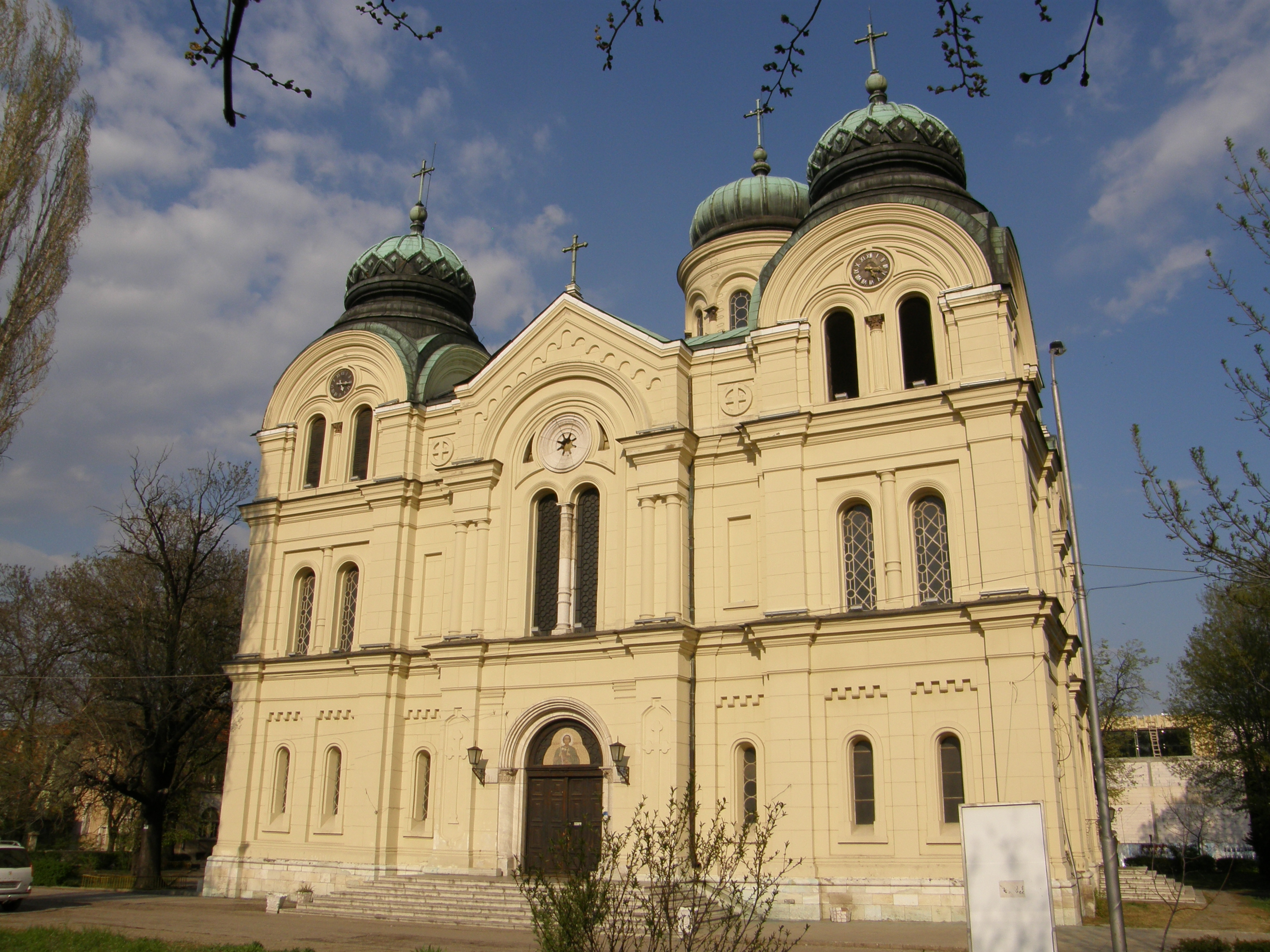
Catedral de São Demétrio, Vidin
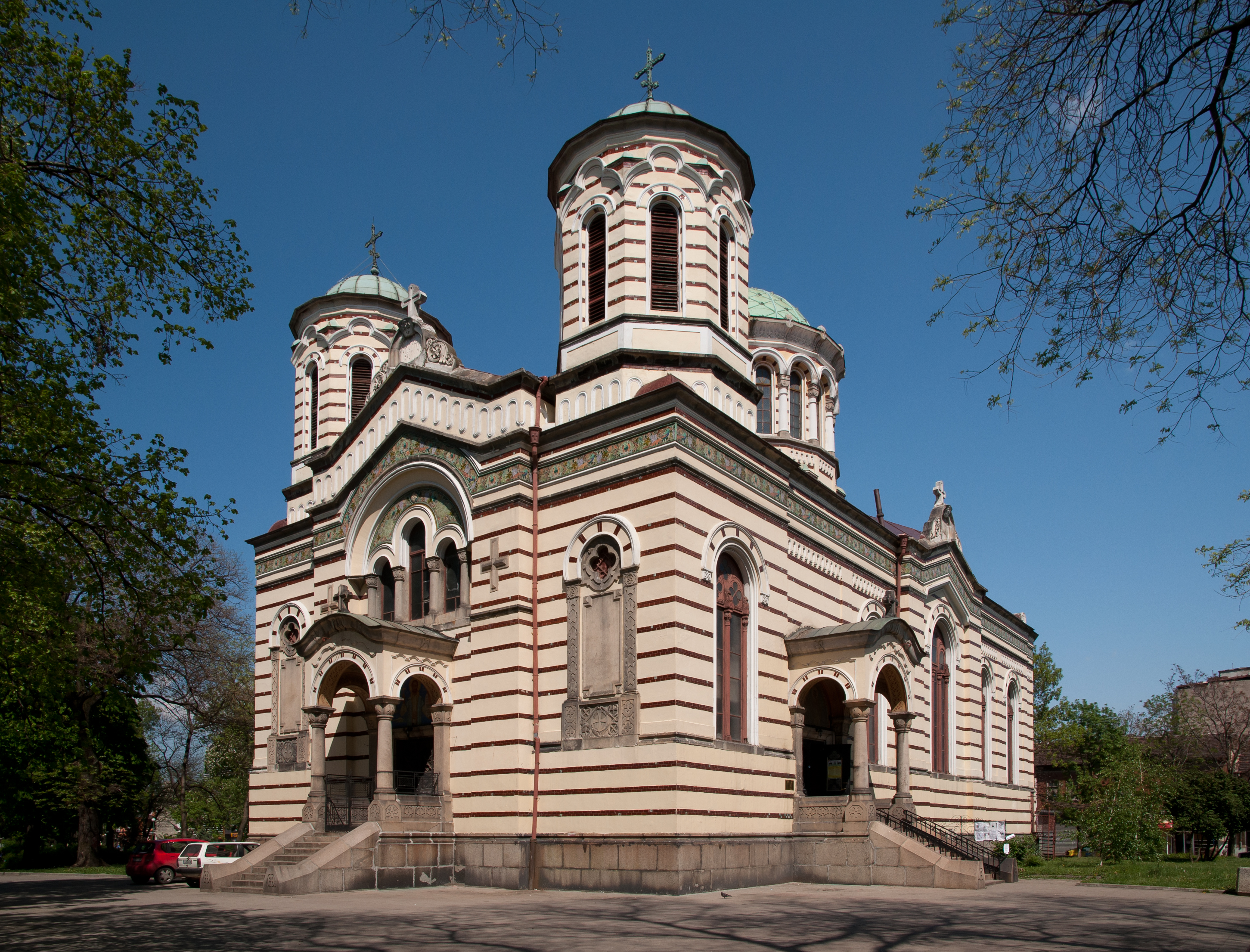
Igreja de São Nicolau de Sófia, Sófia
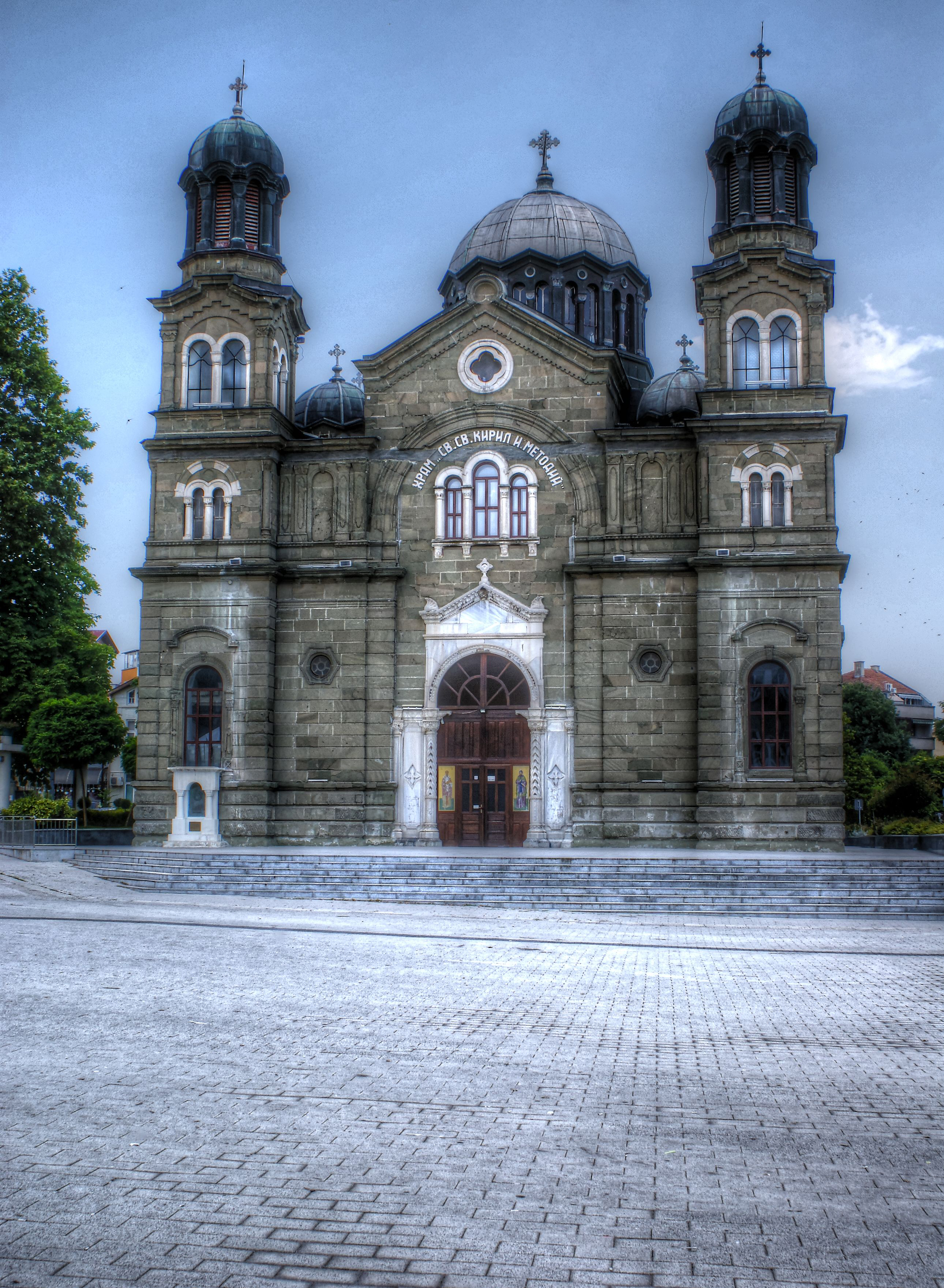
Catedral dos Santos Cirilo e Metódio, Burgas
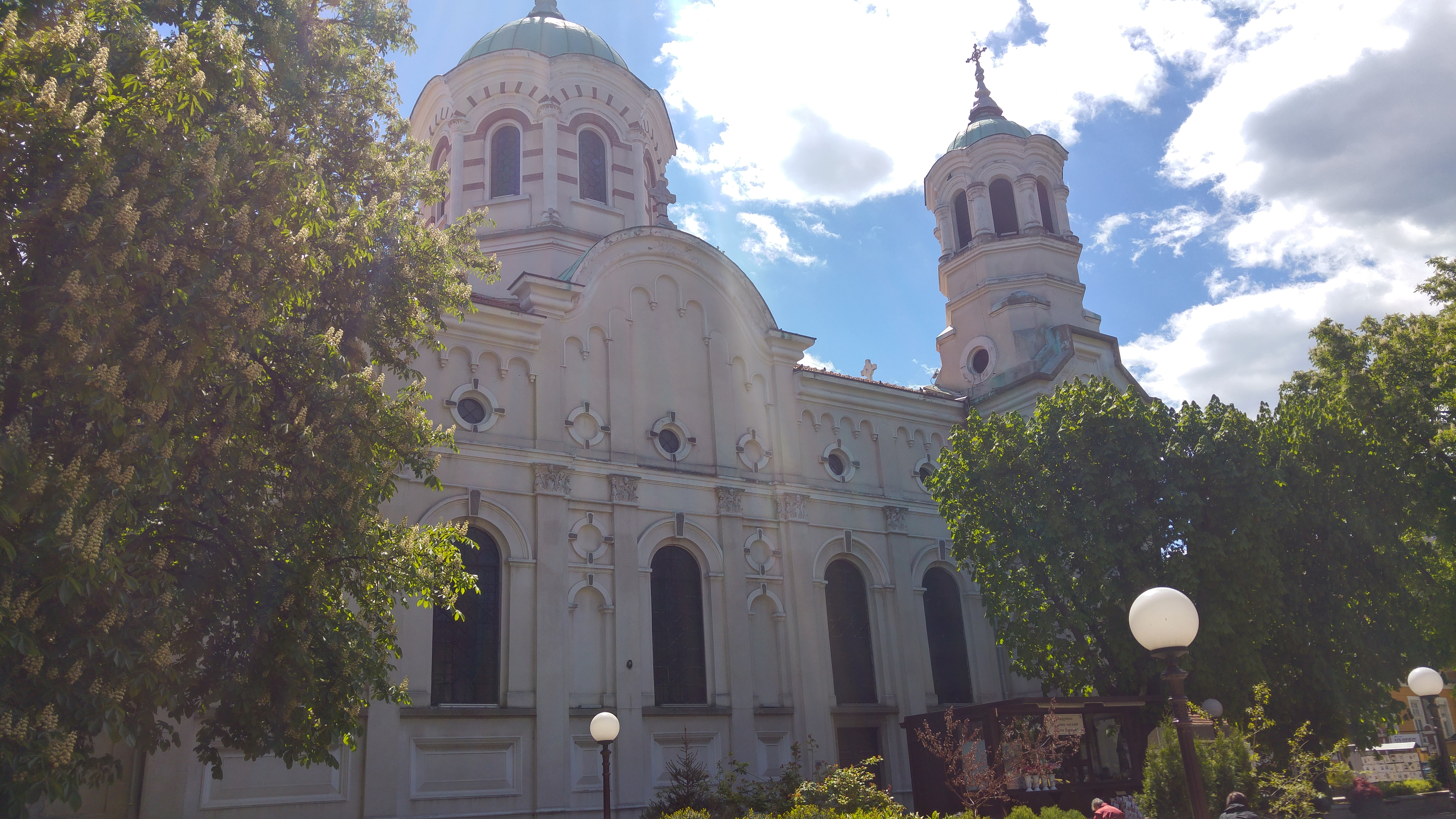
Igreja de São Nicolau, o Milagroso, Stara Zagora
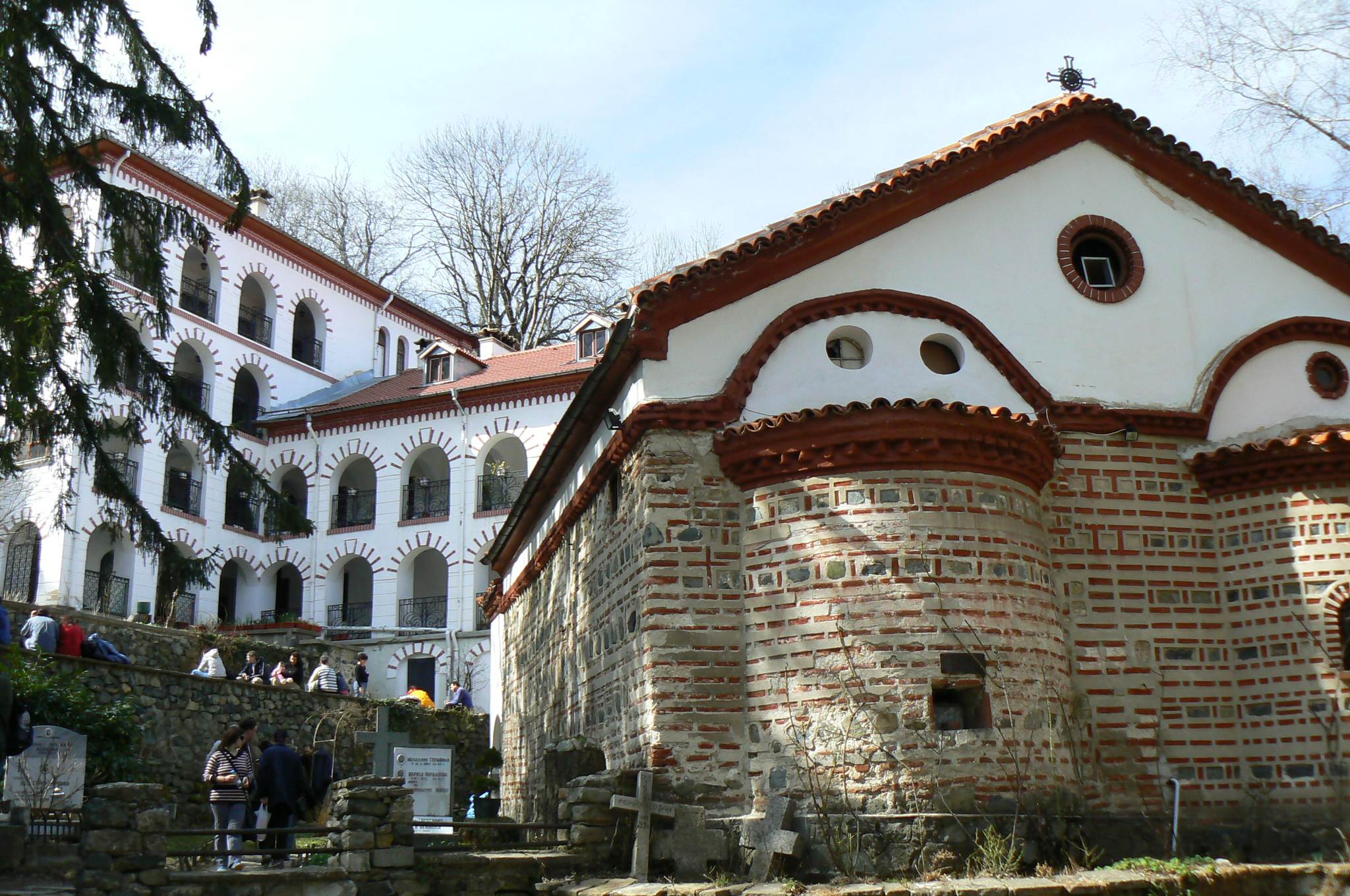
Mosteiro Dragalevtsi (novos edifícios de 1932) Sófia
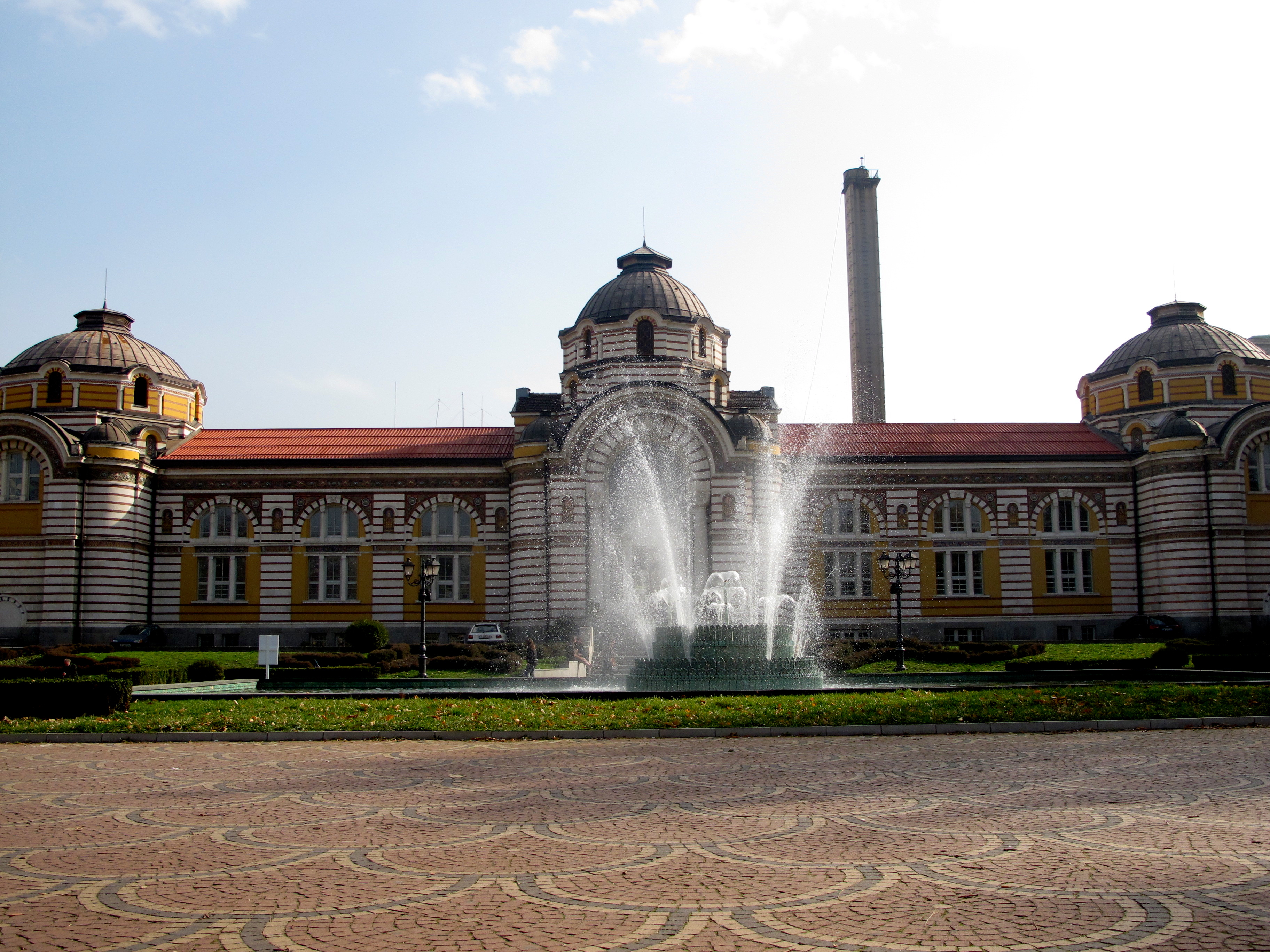
Museu de História Regional de Sófia (antigos Banhos Minerais Públicos Centrais de Sófia)
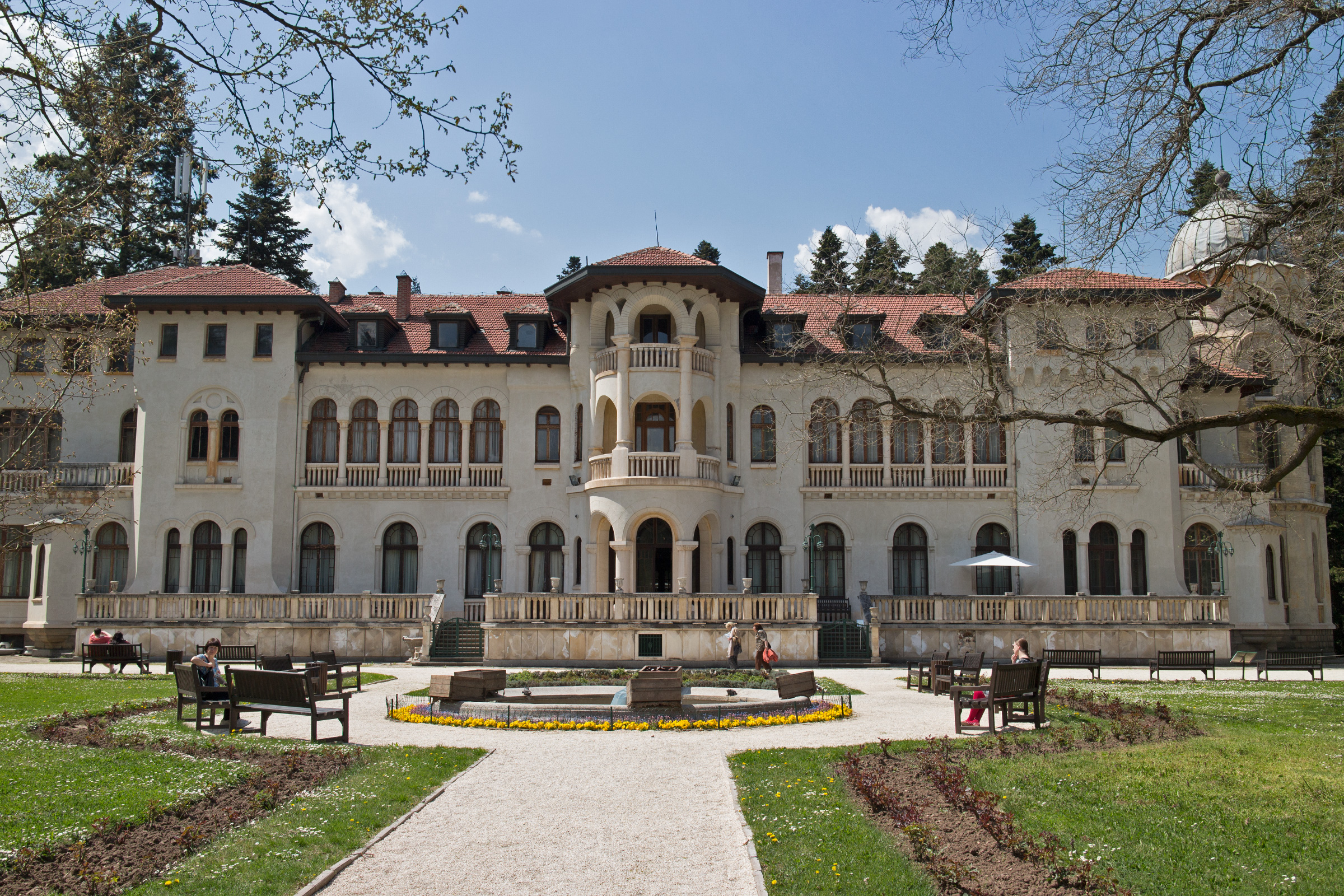
A construção do Novo Palácio no Palácio de Vrana, Sófia

O estilo neobizantino búlgaro do final do século XIX e início do século XX caracteriza-se por uma combinação de elementos bizantinos, tipicamente búlgaros, ortodoxos orientais e da secessão / Art nouveau / Modernismo.
- Catedral de Alexandre Nevski, Sófia (1882-1912);
- Catedral da Dormição da Mãe de Deus, Varna (1882-1885);
- Faculdade de Teologia ( Universidade de Sófia ) (1908-1912)
- Museu de História Regional de Sófia, antigos Banhos Minerais Públicos Centrais de Sófia (1913) - o edifício foi projetado no estilo da Secessão de Viena, mas integrando elementos ornamentais tipicamente bizantinos, búlgaros e ortodoxos orientais;
- Seminário Teológico de Sófia (1902-1914);
- Palácio de Vrana - a construção do Novo Palácio em "Vrana" é um edifício enorme de dois andares, executado no estilo búlgaro típico com elementos da Secessão, combinados em um elegante espírito neobizantino.
- Igreja de Santa Paraskeva, Sófia (1926-1930)
- Igreja da Catedral de Santa Nedelya (século X, 1933), Sófia

### Grécia
- Catedral de Santo André, Patras (1908-1974)
- Igreja de São Panteleimon de Acharnai, Atenas (1910-1930)

### Roménia

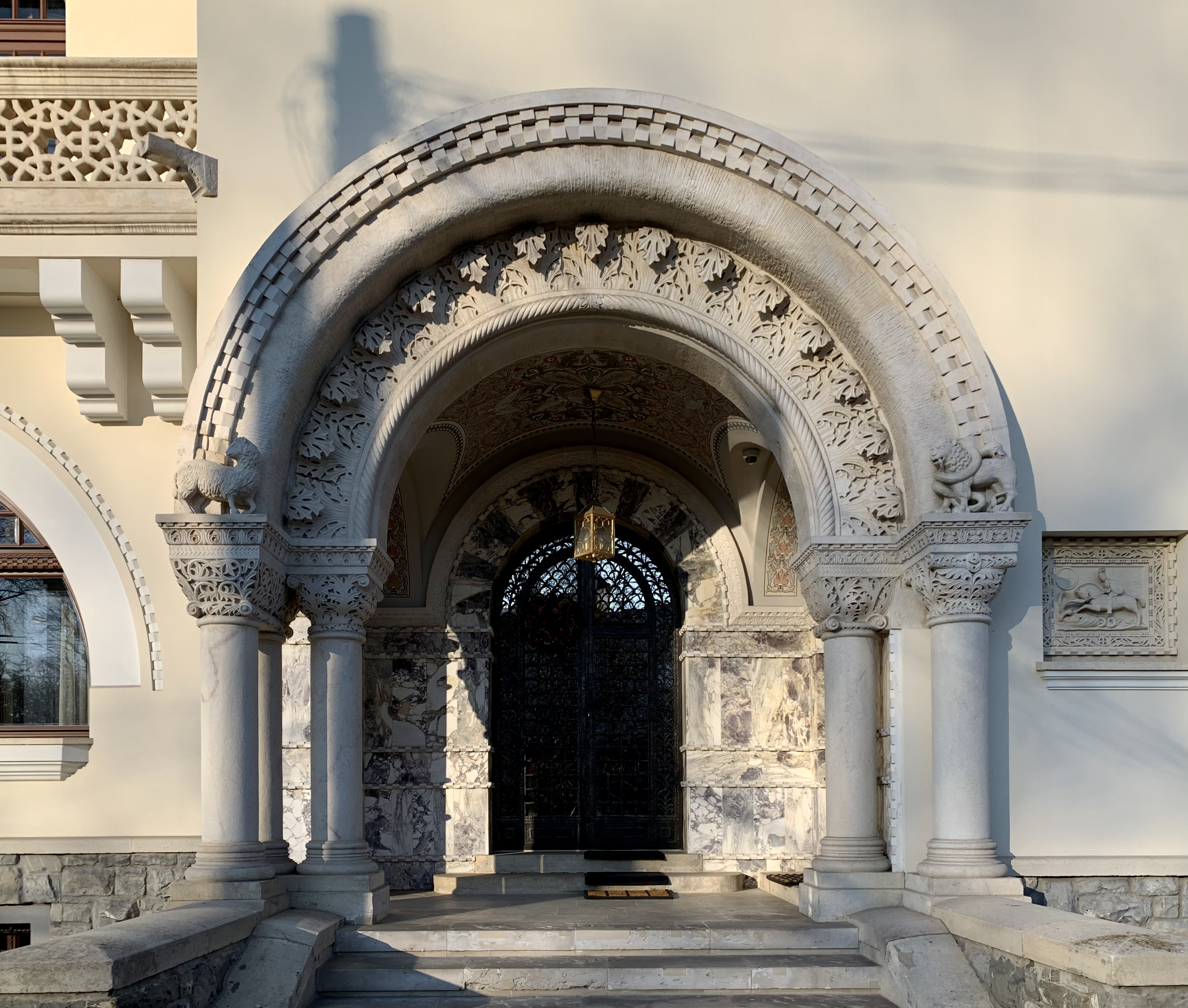
Entrada da Casa Laurențiu e Louise Steinebach (Bulevardul Eroii Sanitari no. 18), Bucareste, de Alfred Popper, 1915-1916
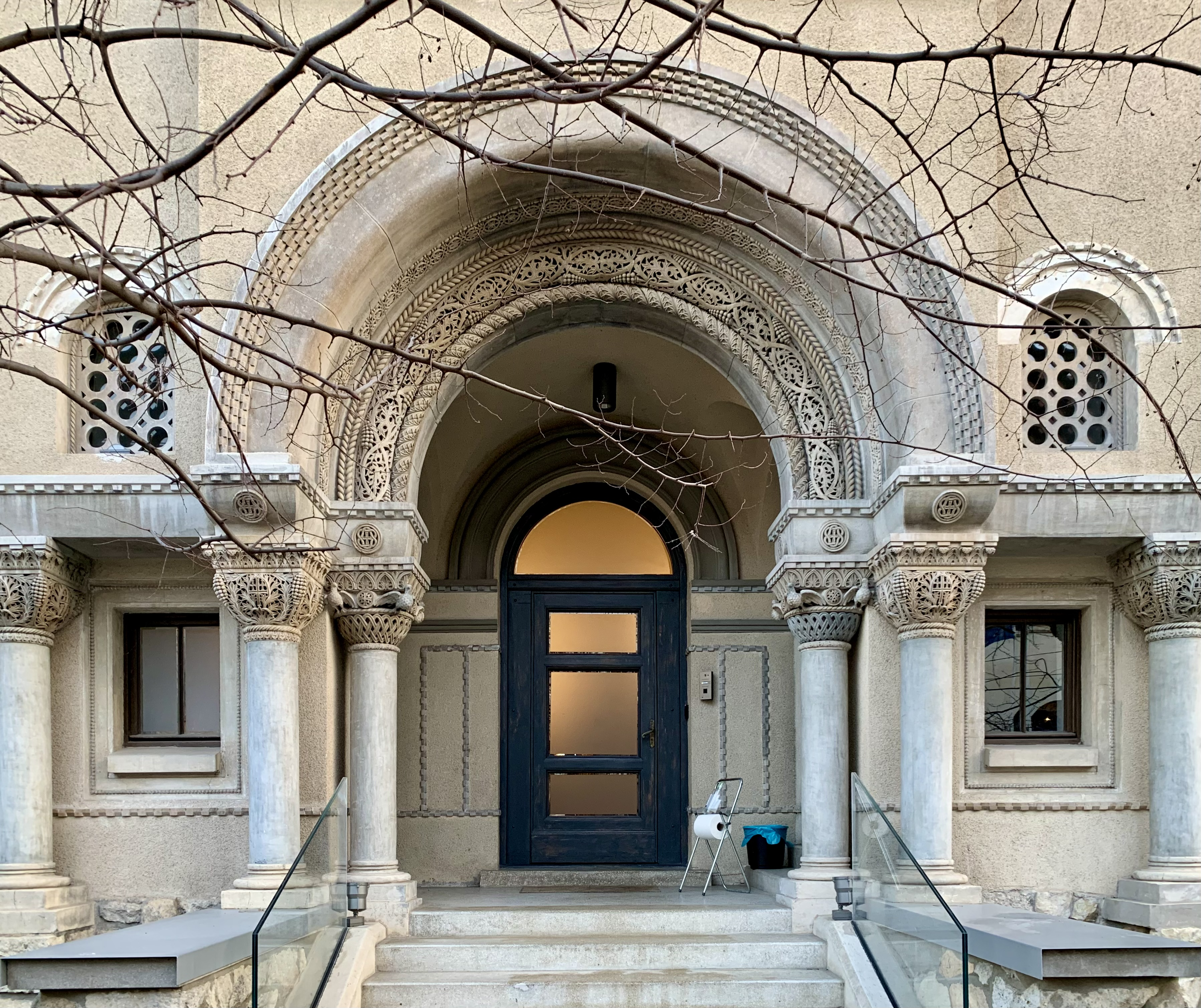
Casa Doutor Ion e Maria Urlățeanu ( Strada Dumbrava Roșie no. 10), Bucareste, de Alfred Popper, 1922-1923
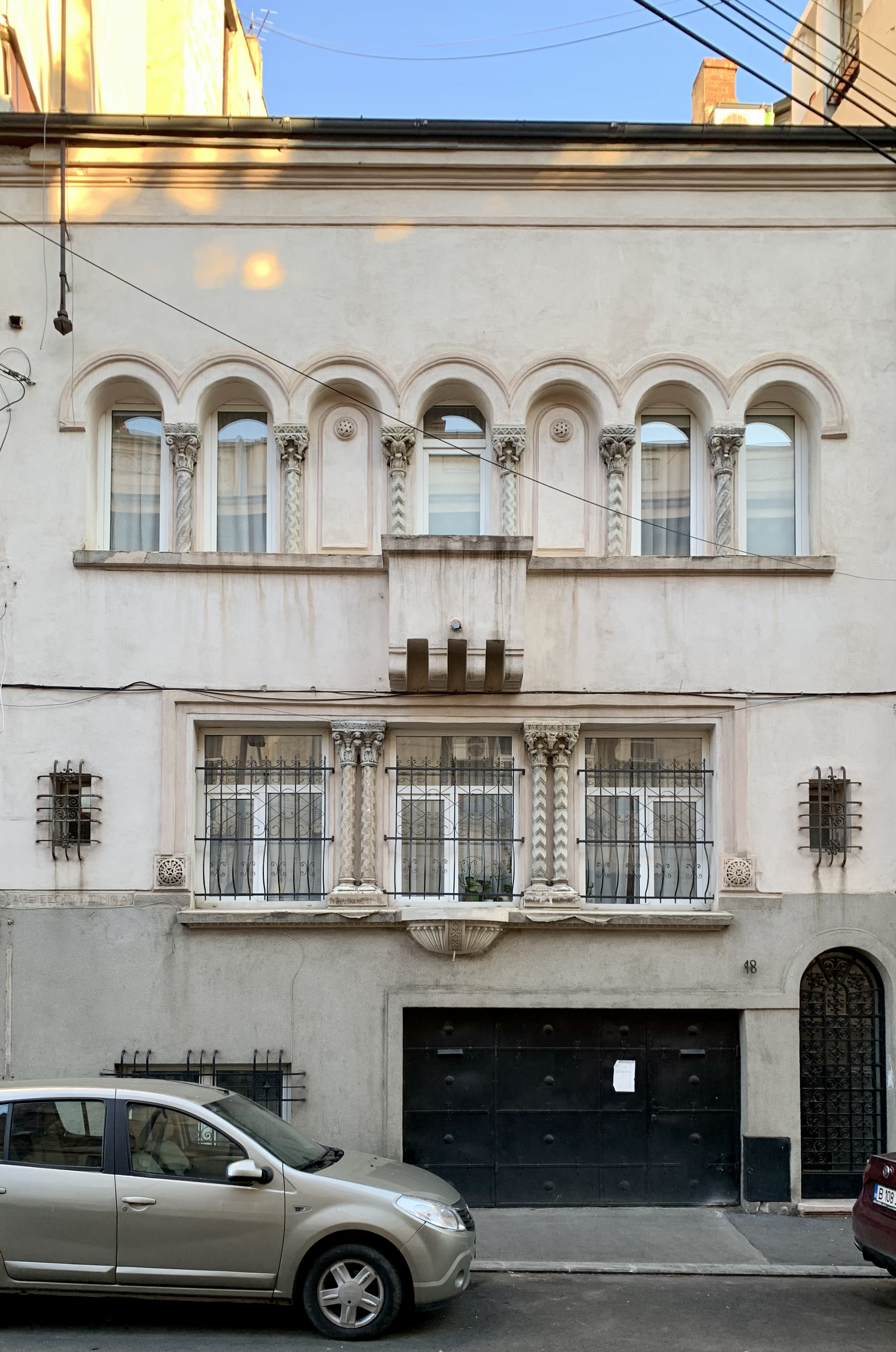
Strada Pictor Constantin Stahi no. 18, Bucareste, por Tiberiu Niga, década de 1930
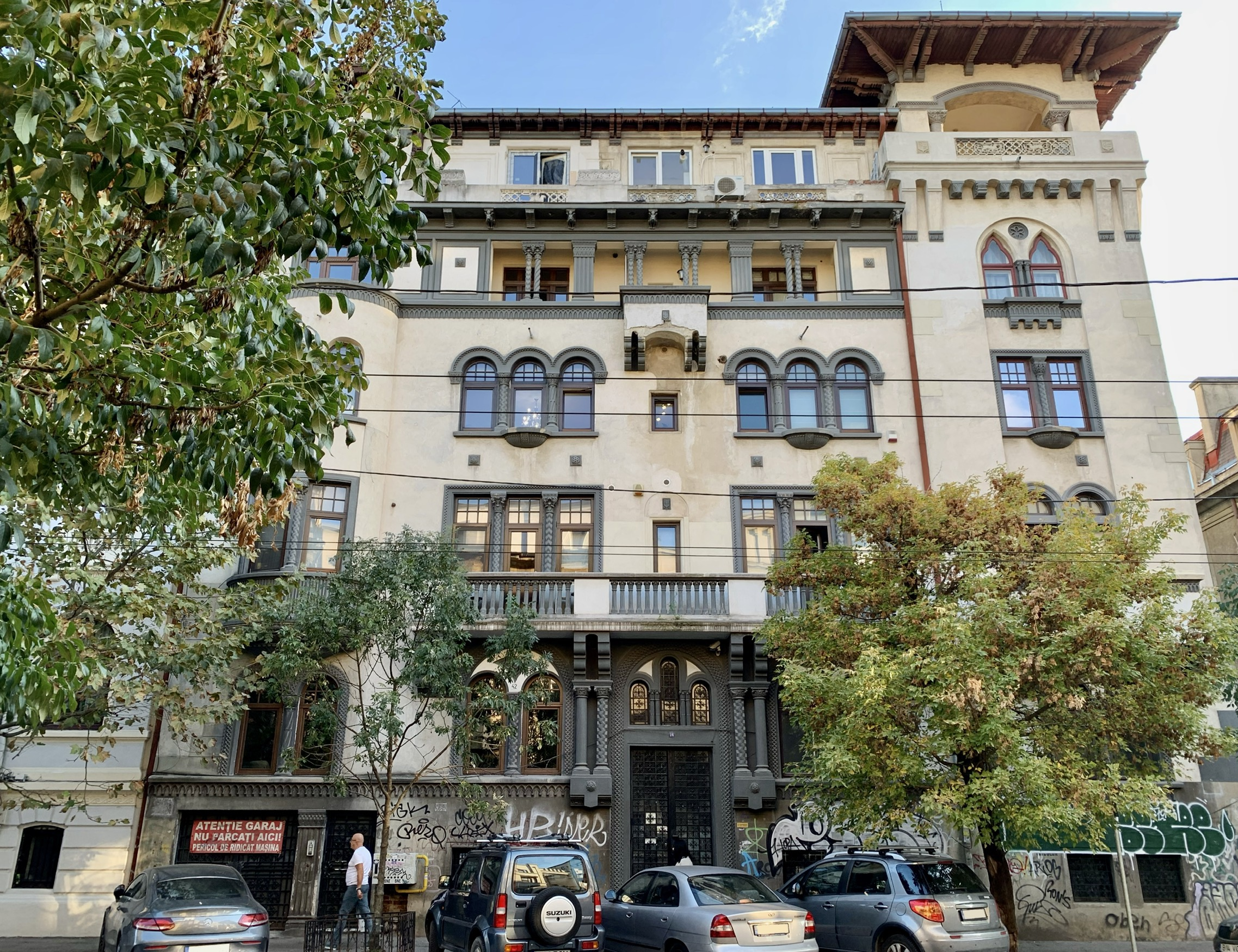
Bulevardul Dacia no. 42, Bucareste, arquiteto desconhecido, década de 1930

### Sérvia
A arquitetura sacra moderna da Sérvia recebeu seu principal impulso da igreja funerária dinástica em Oplenac, encomendada pela dinastia Karađorđeviċ em 1909.  Com a chegada de artistas emigrantes russos após a Revolução de Outubro, os principais edifícios governamentais de Belgrado foram projectados por eminentes arquitetos russos de formação Russa. Foi o rei Alexandre I o patrono do movimento neobizantino. Os seus principais proponentes foram Aleksandar Deroko, Momir Korunović, Branko Krstić, Grigorije Samojlov e Nikolay Krasnov. As suas principais contribuições foram os castelos reais em Dedinje, a Igreja de São Sava e a Igreja de São Marcos em Belgrado. Após o fim da era comunista, Mihajlo Mitrović e Nebojša Popović foram proponentes de novas tendências na arquitetura sacra que usavam exemplos clássicos da tradição bizantina.

### Áustria

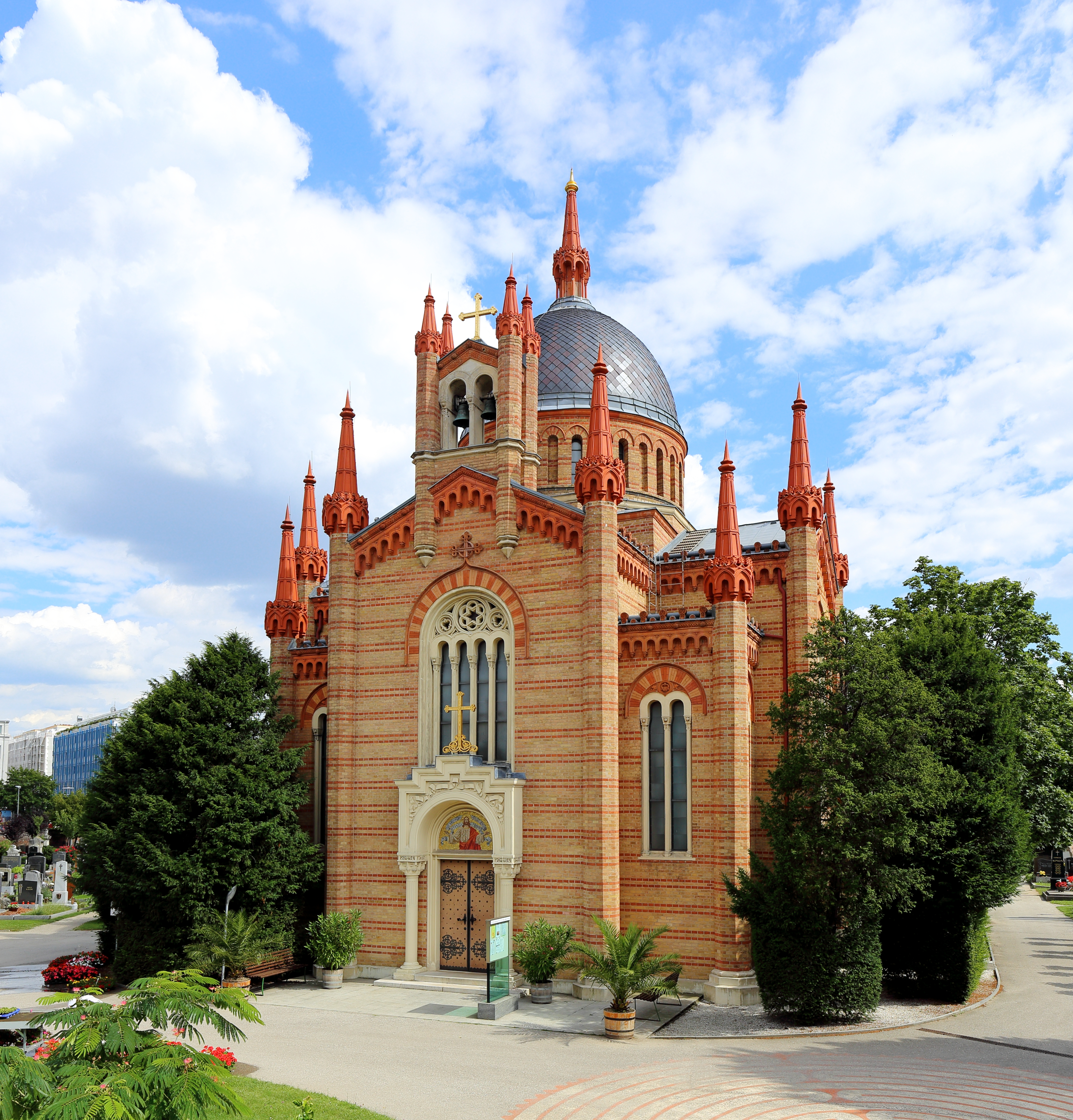
Christuskirche no Cemitério Protestante de Matzleinsdorf, Viena, 1858-1860

O arquiteto dinamarquês Theophil Hansen tornou-se um defensor do estilo na década de 1850. As suas principais obras pertenciam ao estilo neogrego e neorrenascentista, no entanto, Hansen, como professor de arte bizantina na Academia de Belas Artes de Viena, moldou uma geração de arquitetos que popularizaram a arquitetura neobizantina na Áustria-Hungria, Sérvia e Iugoslávia do pós-guerra. O trabalho neobizantino de Hansen inclui o Arsenal em Viena (1852-1856, com Ludwig Förster), a Igreja Ortodoxa Grega da Santíssima Trindade, Viena (1856-1858) e a Christuskirche em Matzleindorf, Viena (1858-1860).

### Alemanha
Os primeiros exemplos da arquitetura bizantina-românica incluem a Igreja Memorial de Alexandre Nevski, em Potsdam, do arquiteto russo Vasily Stasov, e a Abadia de São Bonifácio, construída por Luís I da Baviera em 1835 e concluída em 1840. A basílica seguia as regras da arquitetura de Ravena do século VI, apesar de a sua ordem coríntia claramente se desviar da tradicional arte bizantina Em 1876, Luís II da Baviera encomendou interiores neobizantinos do Castelo de Neuschwanstein, externamente românico, completo com imagens em mosaico de Justiniano I e santos gregos.

### França
Um dos primeiros exemplos na França é a enorme Catedral de Marselha, construída entre 1852 e 1893, e a basílica de Notre-Dame de la Garde, ambas localizadas em Marselha. Outro exemplo é a Catedral Ortodoxa Russa de Alexandre Nevski, em Paris, construída entre 1859 e 1861. A igreja de Saint-Augustin, em Paris, construída entre 1860 e 1871, é um exemplo da arquitetura eclética romano-bizantina. Um exemplo proeminente da arquitetura do renascimento bizantino na França é a Basílica de Sacre-Coeur, em Paris, construída entre 1875 e 1914, com base no plano original de Paul Abadie. Apresenta cinco cúpulas alongadas no exterior e um interior com mosaicos e outras artes inspiradas na arte bizantina. Inspirado no primeiro está outro excelente exemplo - a Basílica de Sainte-Thérèse, Lisieux, concluída em 1954.

## Galeria

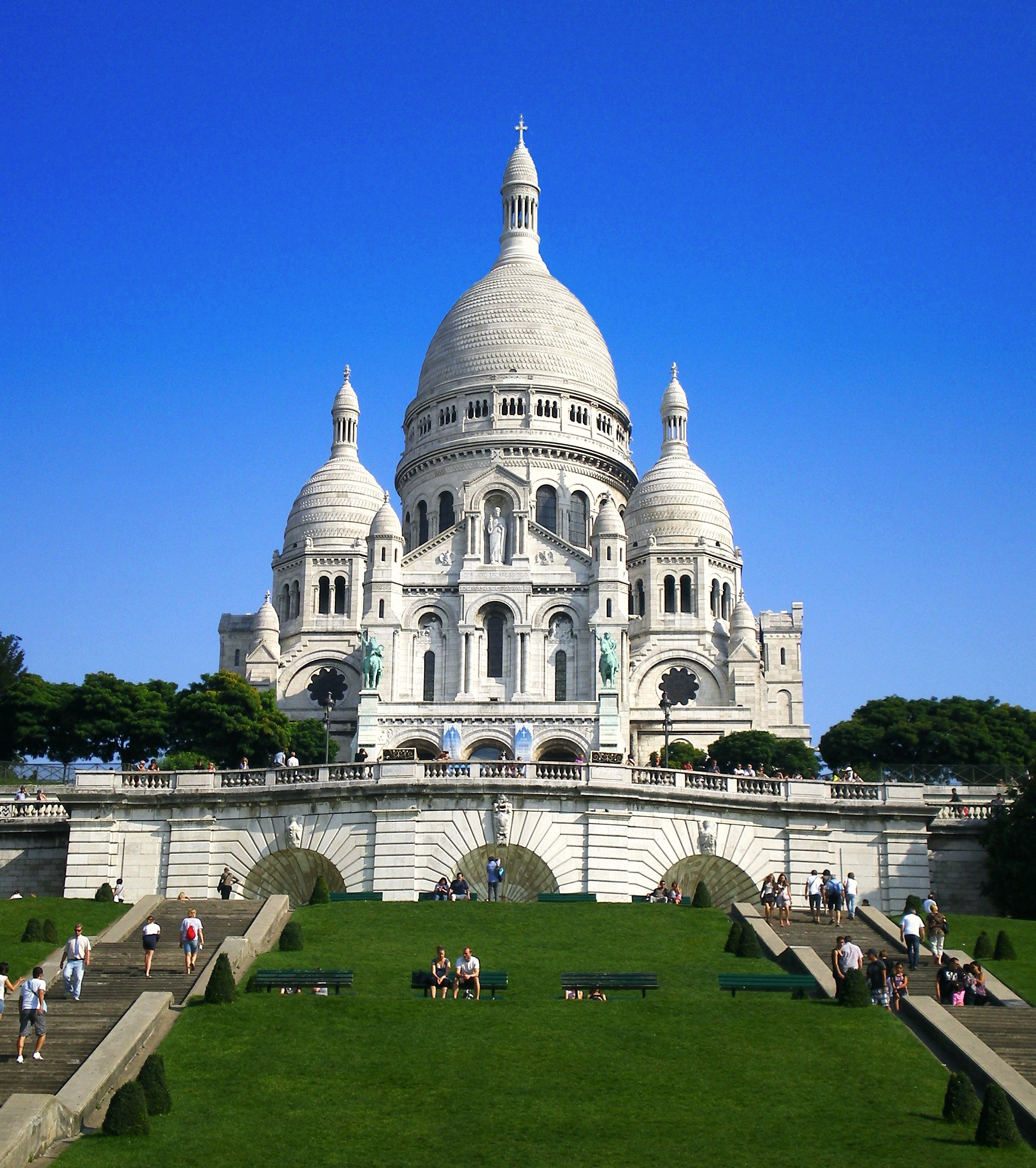
Basilica of Sacre-Coeur, Paris, (1875-1914)
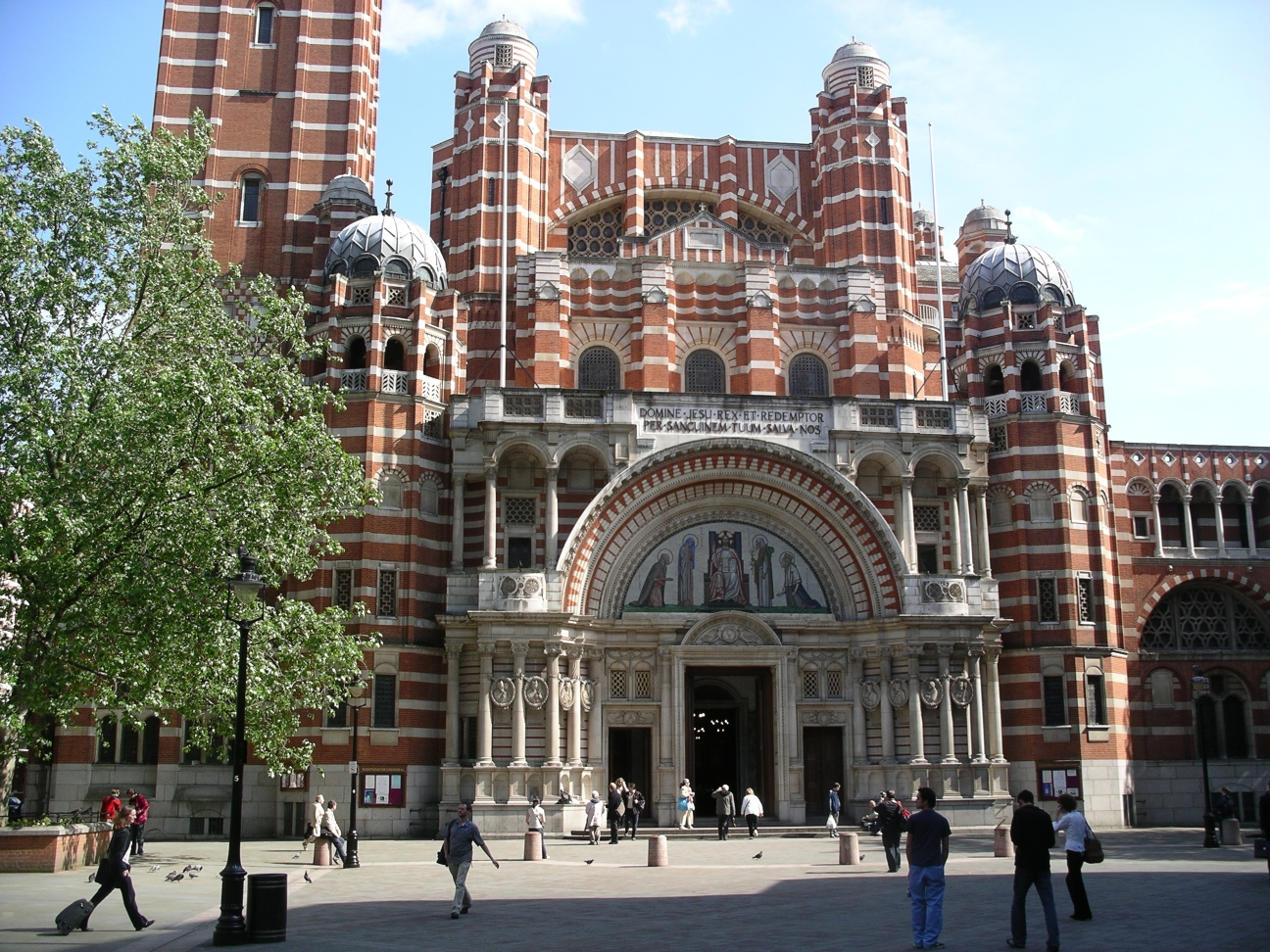
Fachada neo-bizantina da Catedral de Westminster, Londres
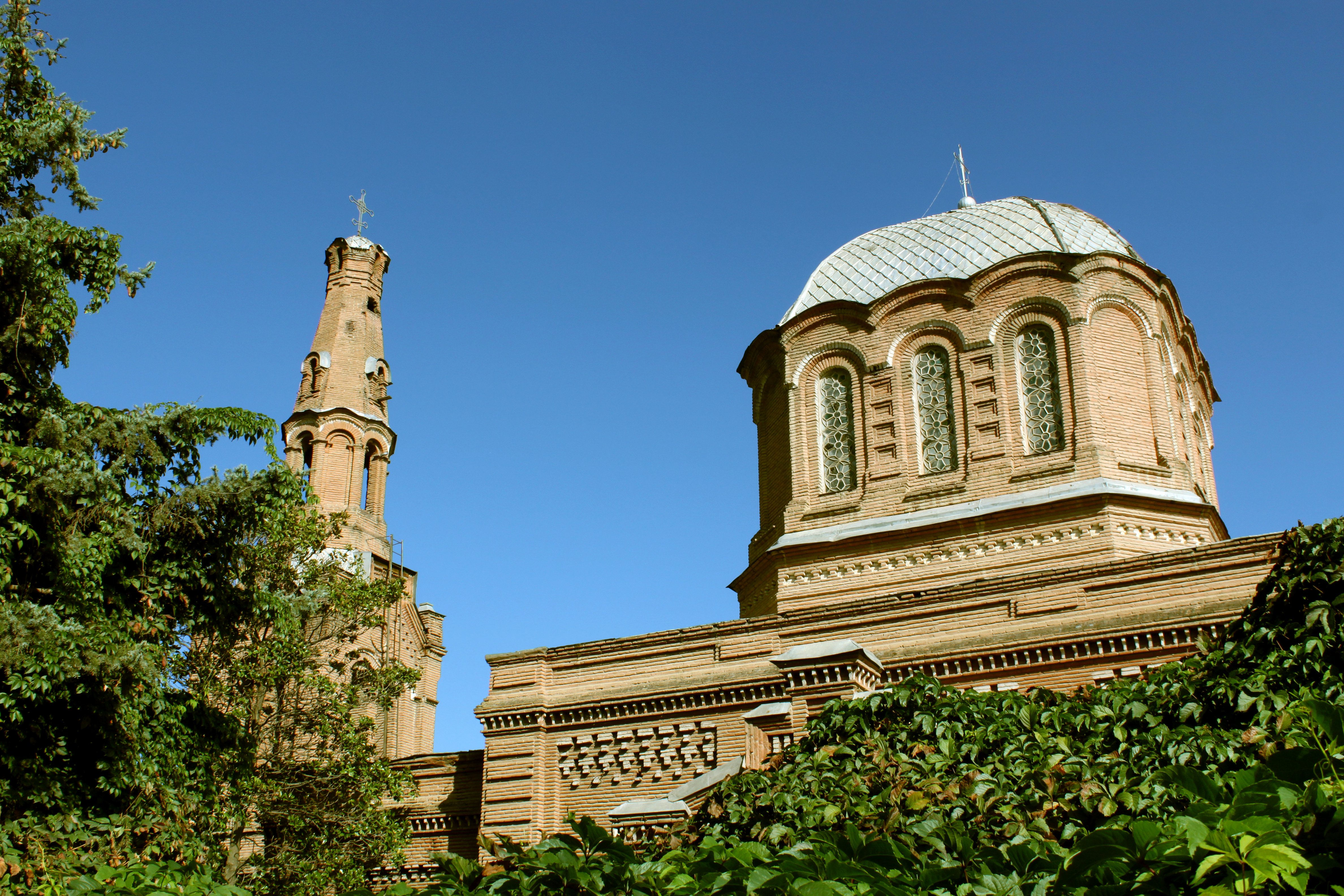
Igreja de Alexandre Nevski, Ganja
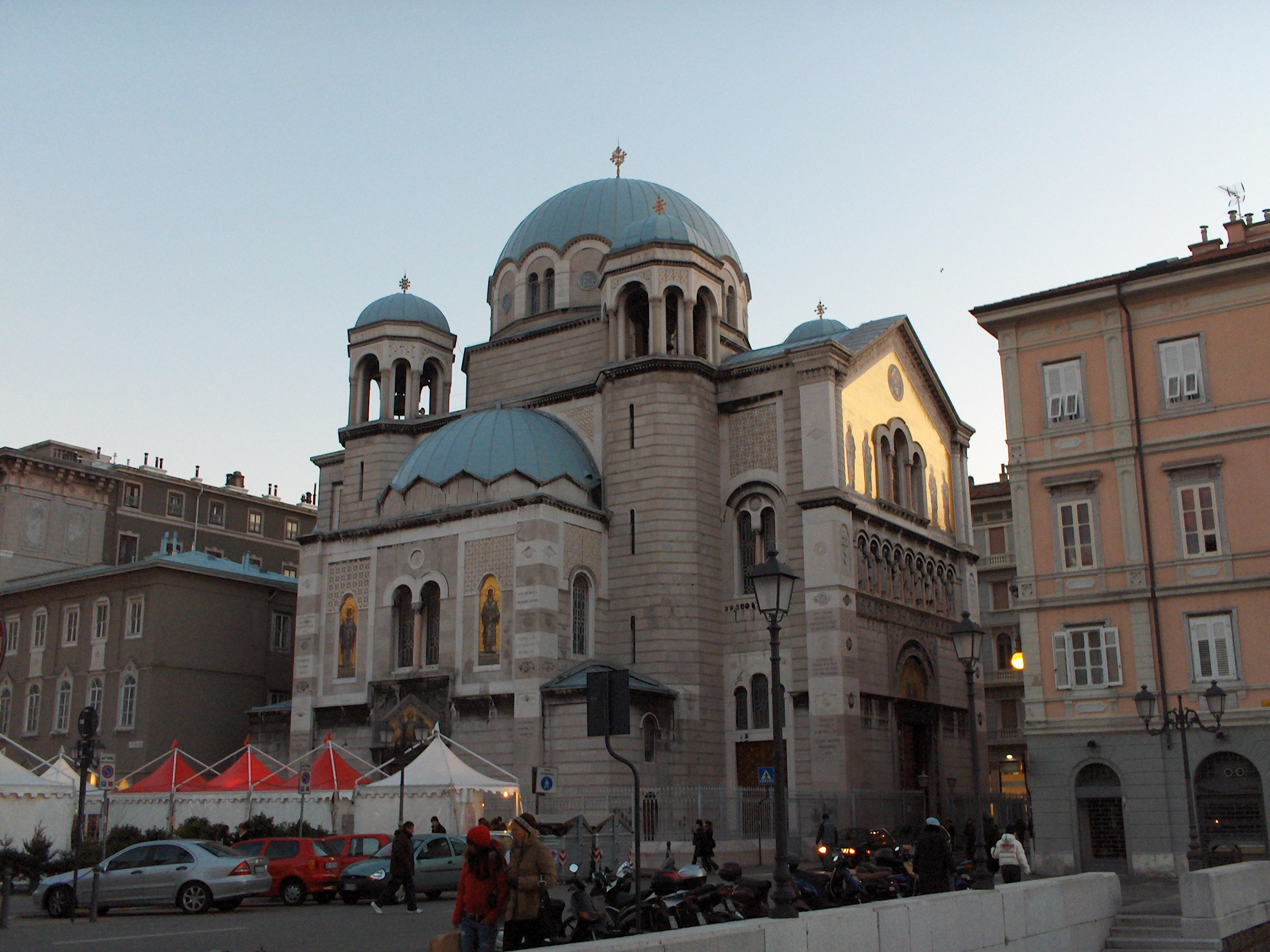
Igreja de São Espiridão, Trieste
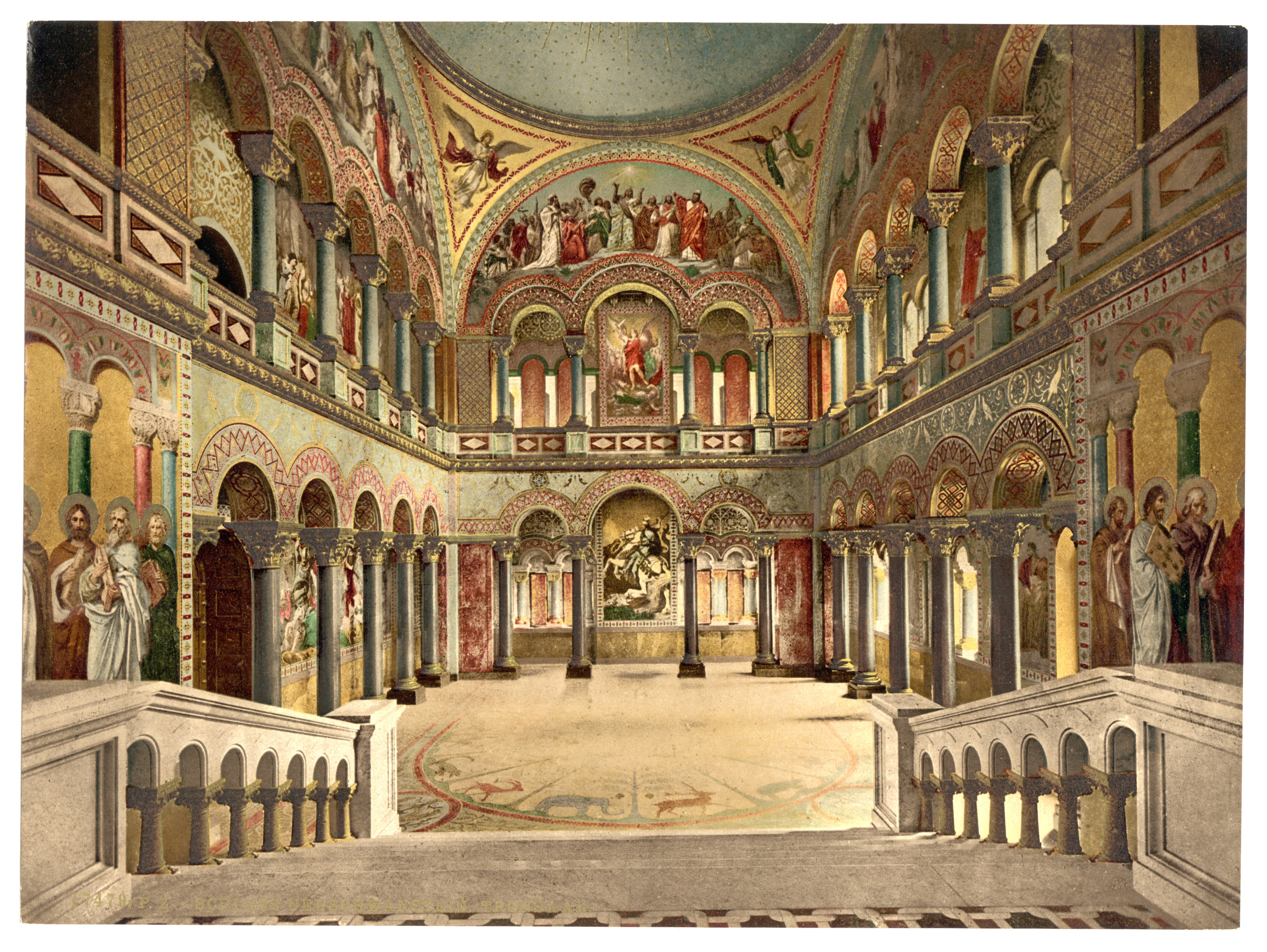
Pintura do salão do trono doCastelo de Neuschwanstein
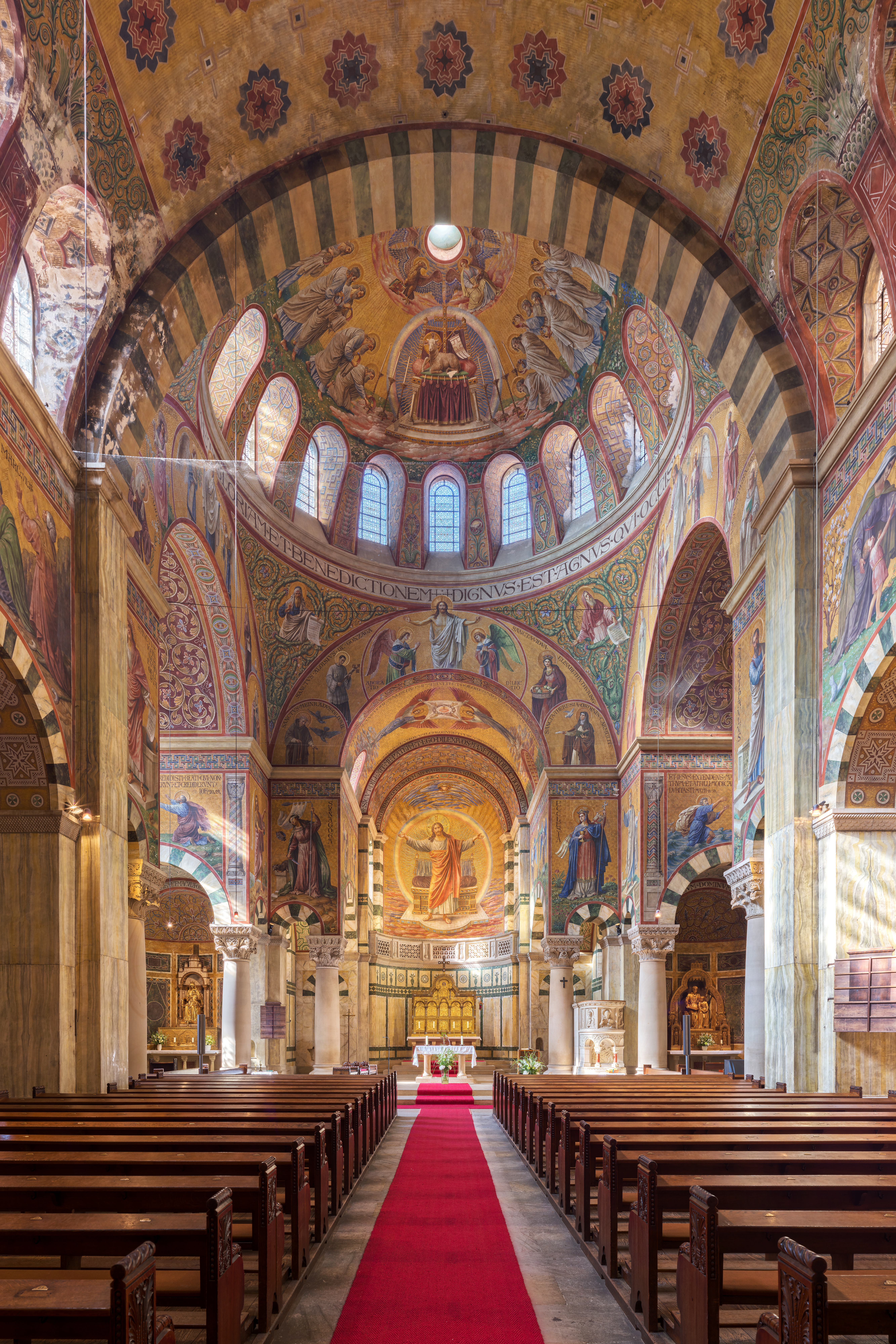
Interior da Igreja do Sagrado Coração, Berlim
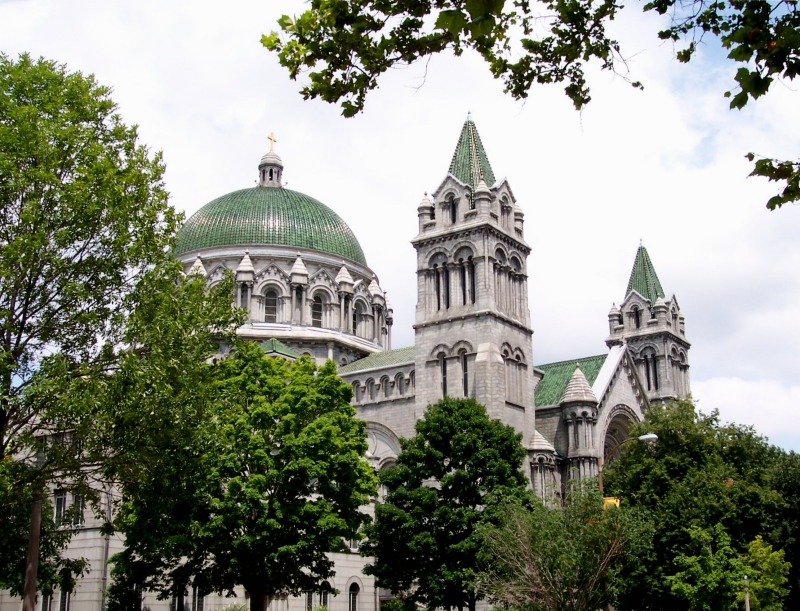
Catedral Basílica de St. Louis, St. Louis, Estados Unidos
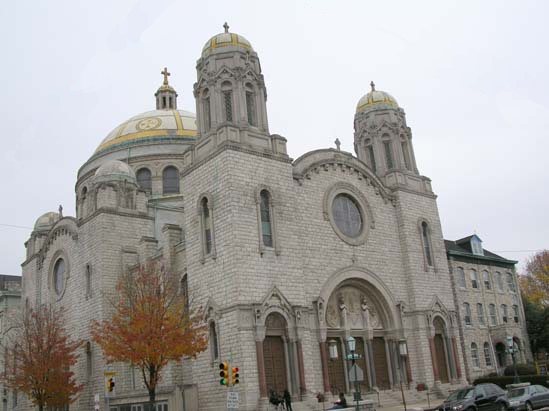
Igreja de São Francisco de Sales (Filadélfia) em Philadelphia, Estados Unidos
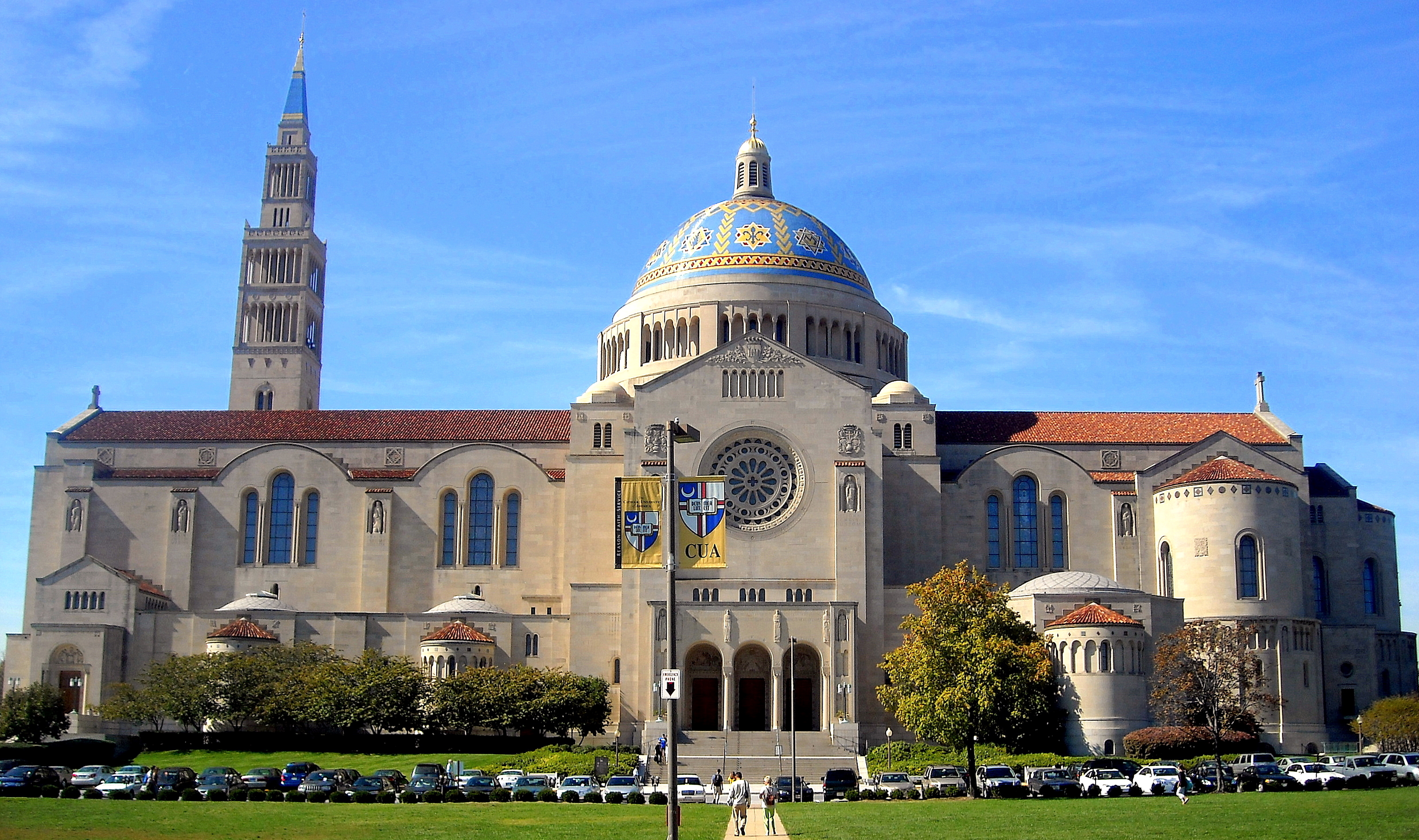
Basílica do Santuário Nacional da Imaculada Conceição, Washington D.C., Estados Unidos
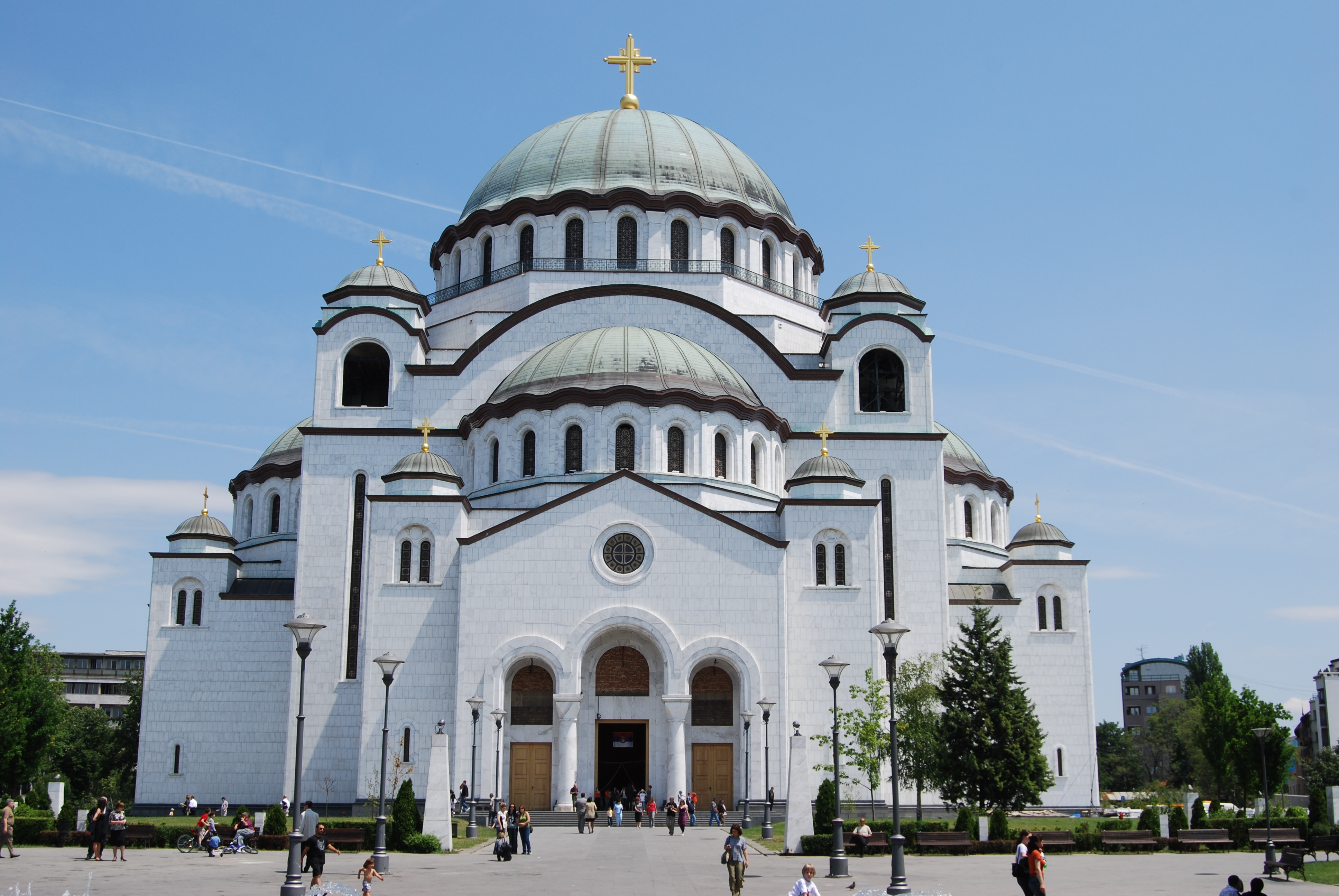
Catedral de São Sava, Belgrado
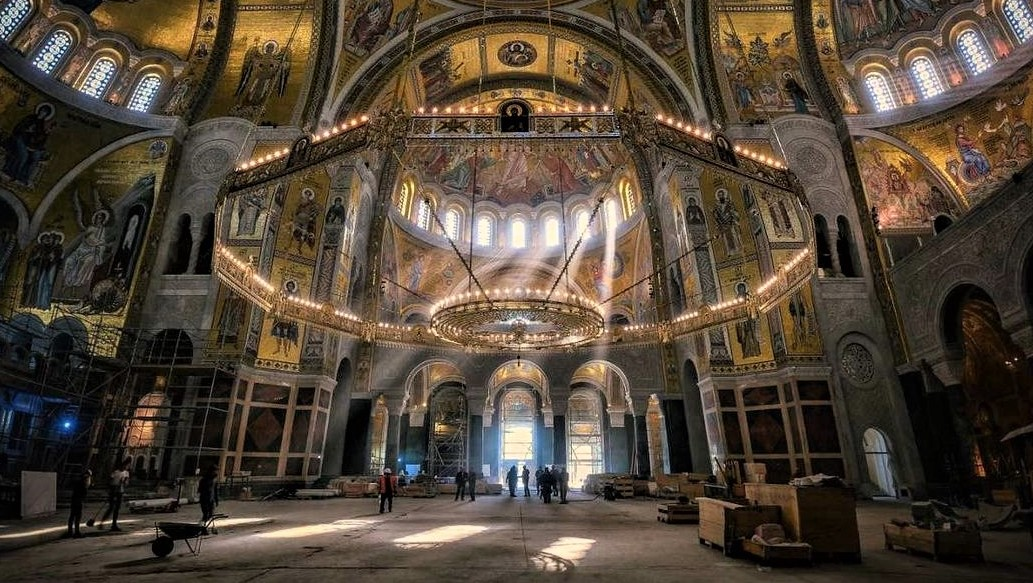
Interior da Catedral de São Sava
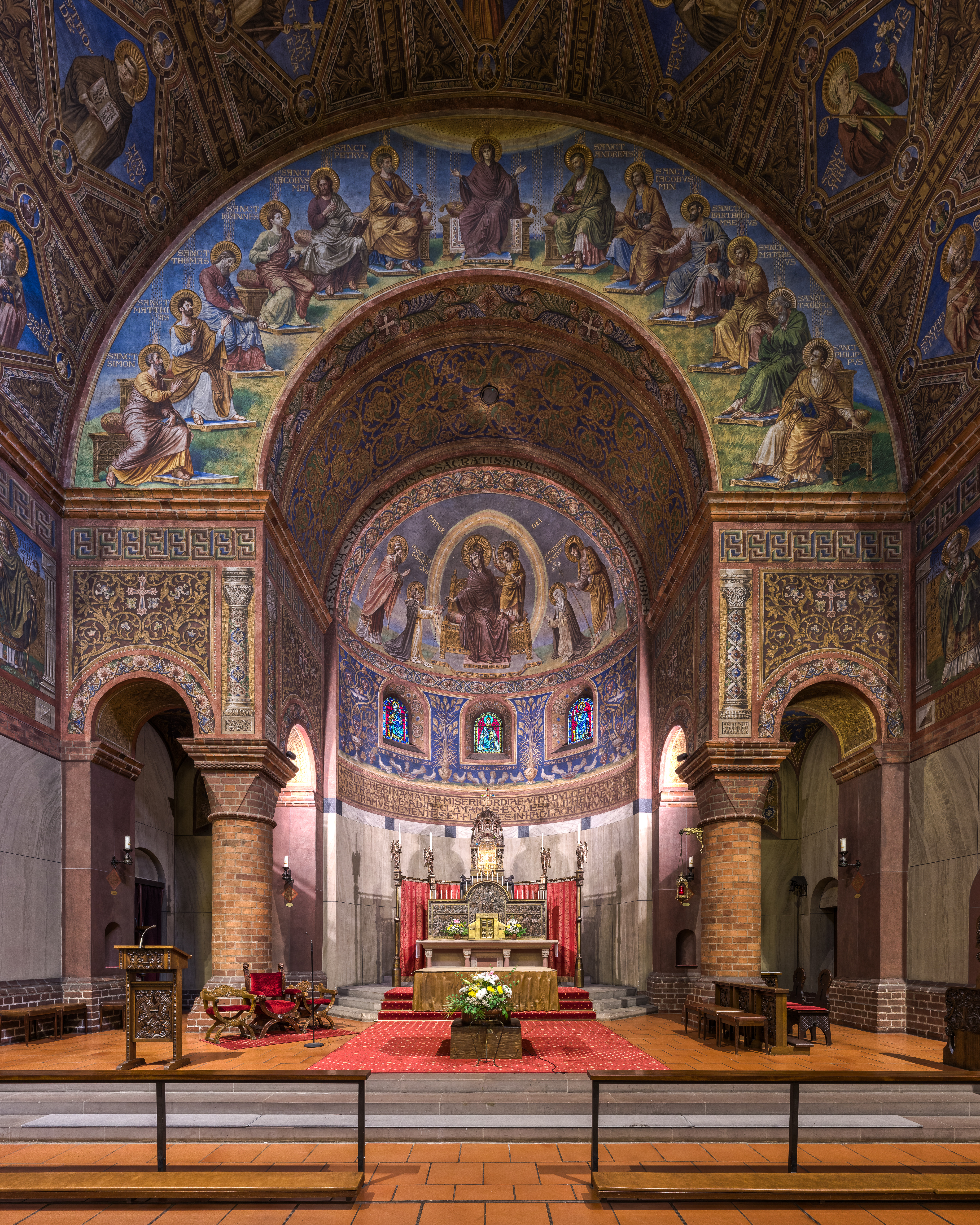
Interior Basílica do Rosário, Berlim
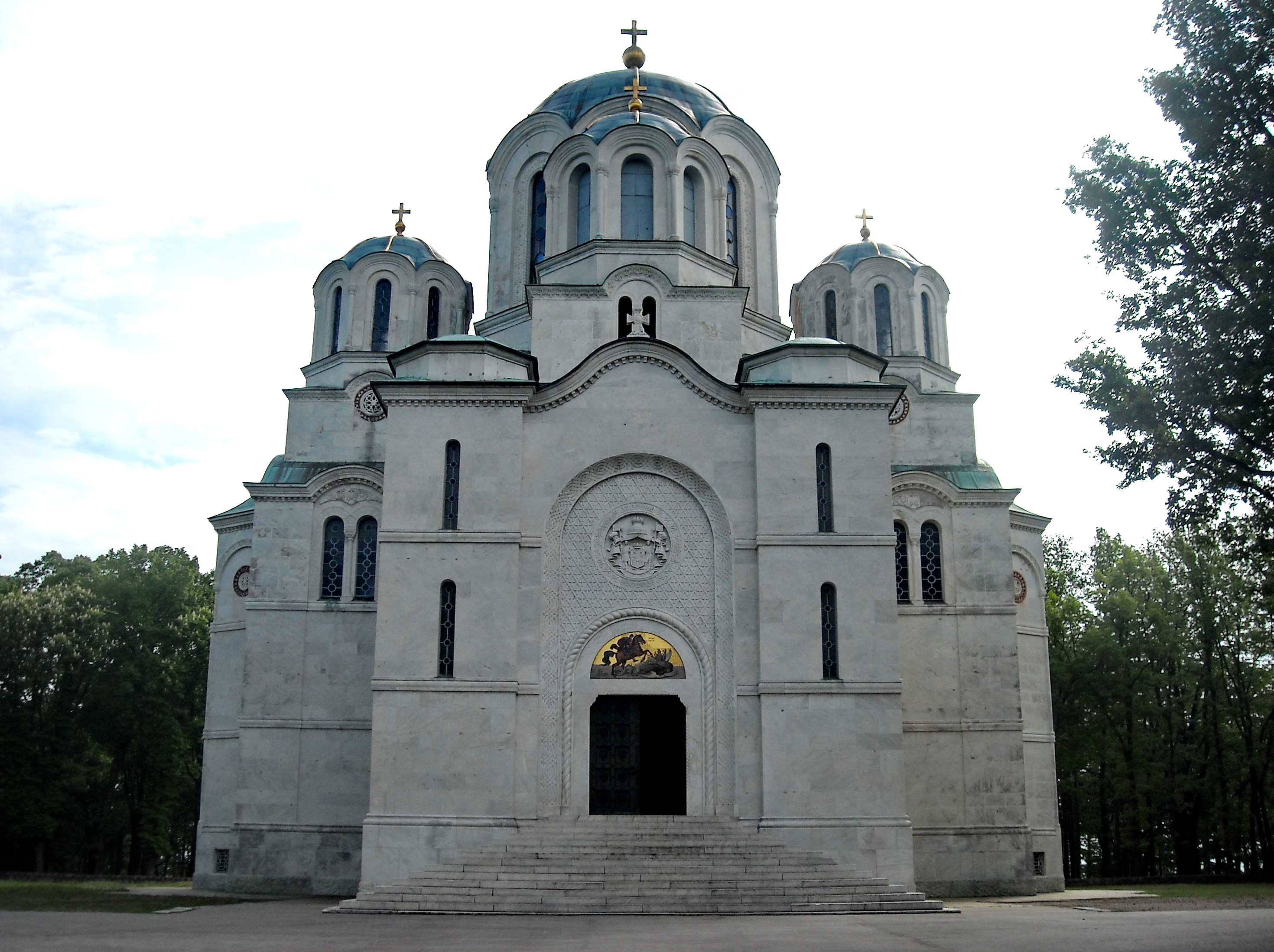
Oplenac Church-Mausoléu, Topola
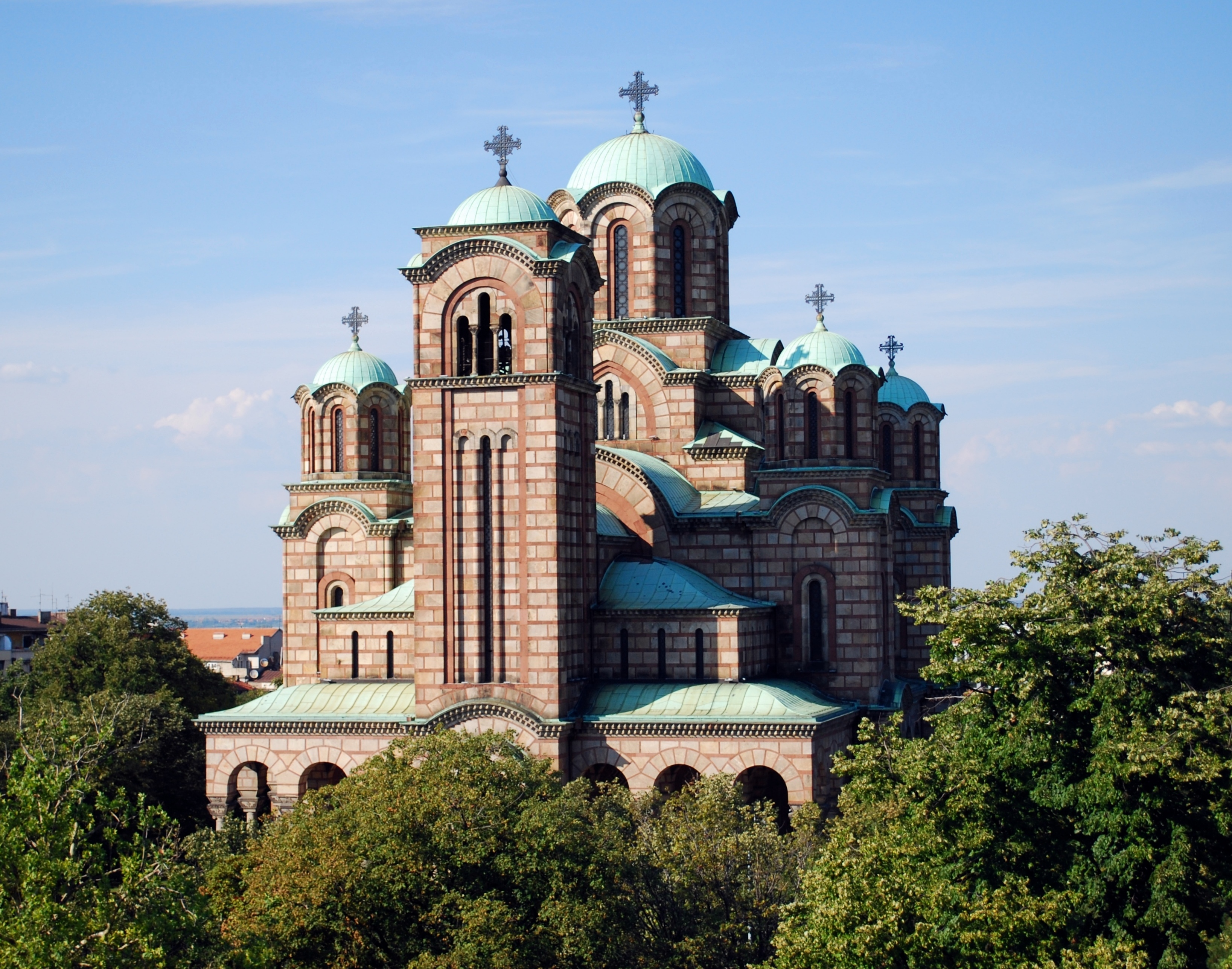
Igreja de São Marcos (Belgrado)
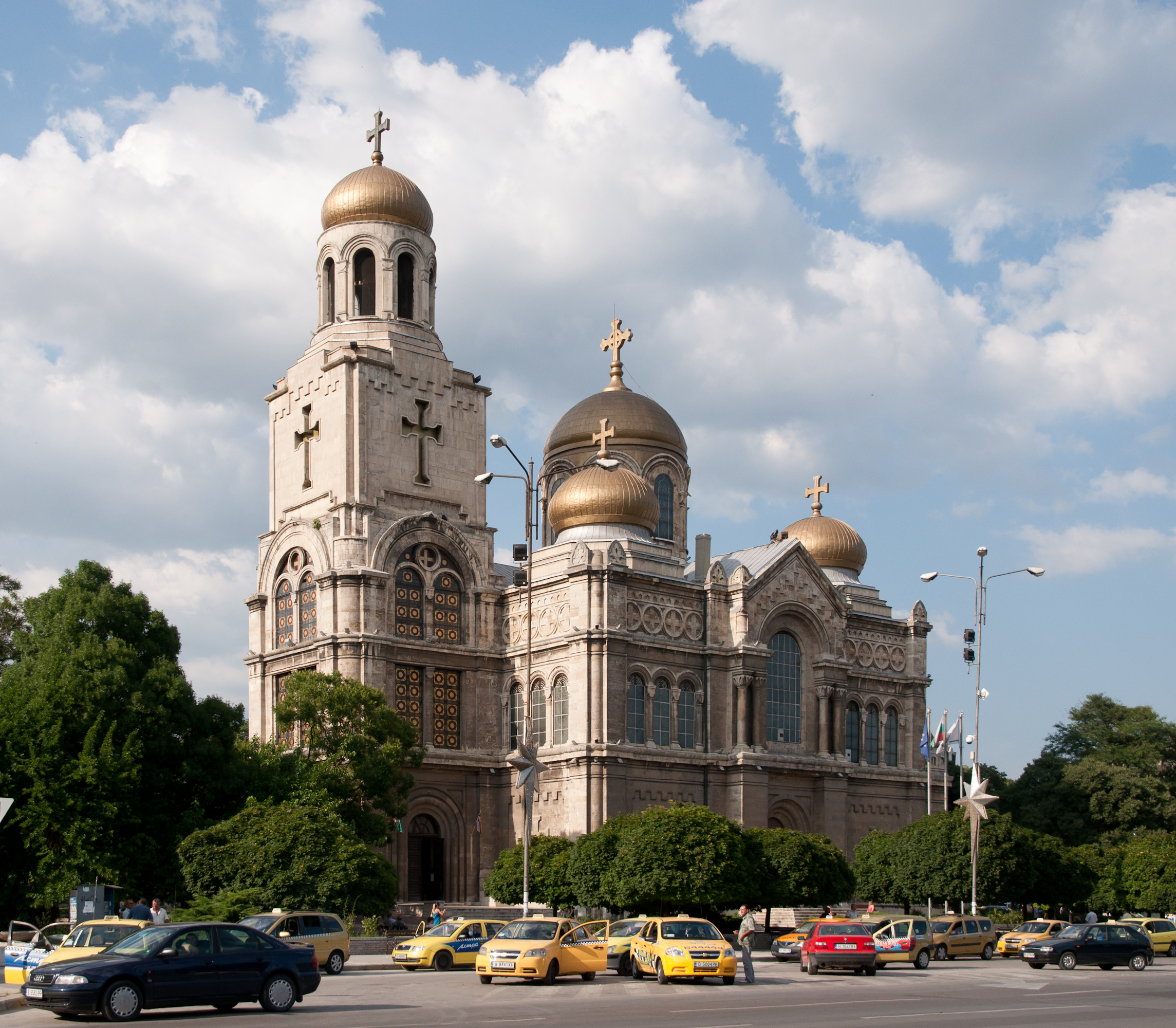
Catedral da Dormição da Mãe de Deus,, Varna, Bulgária.
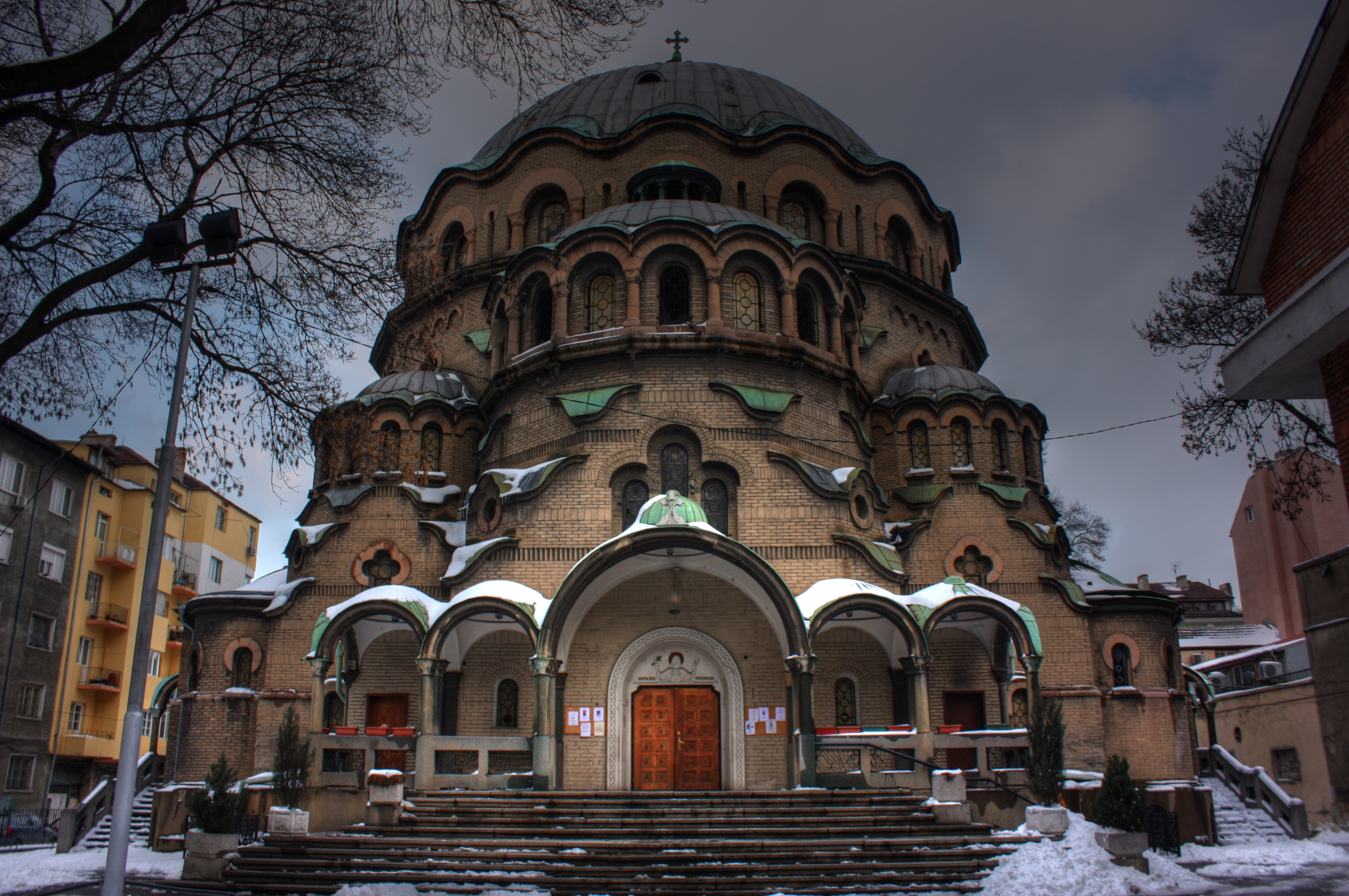
Igreja de St Paraskeva, Sófia, Bulgária
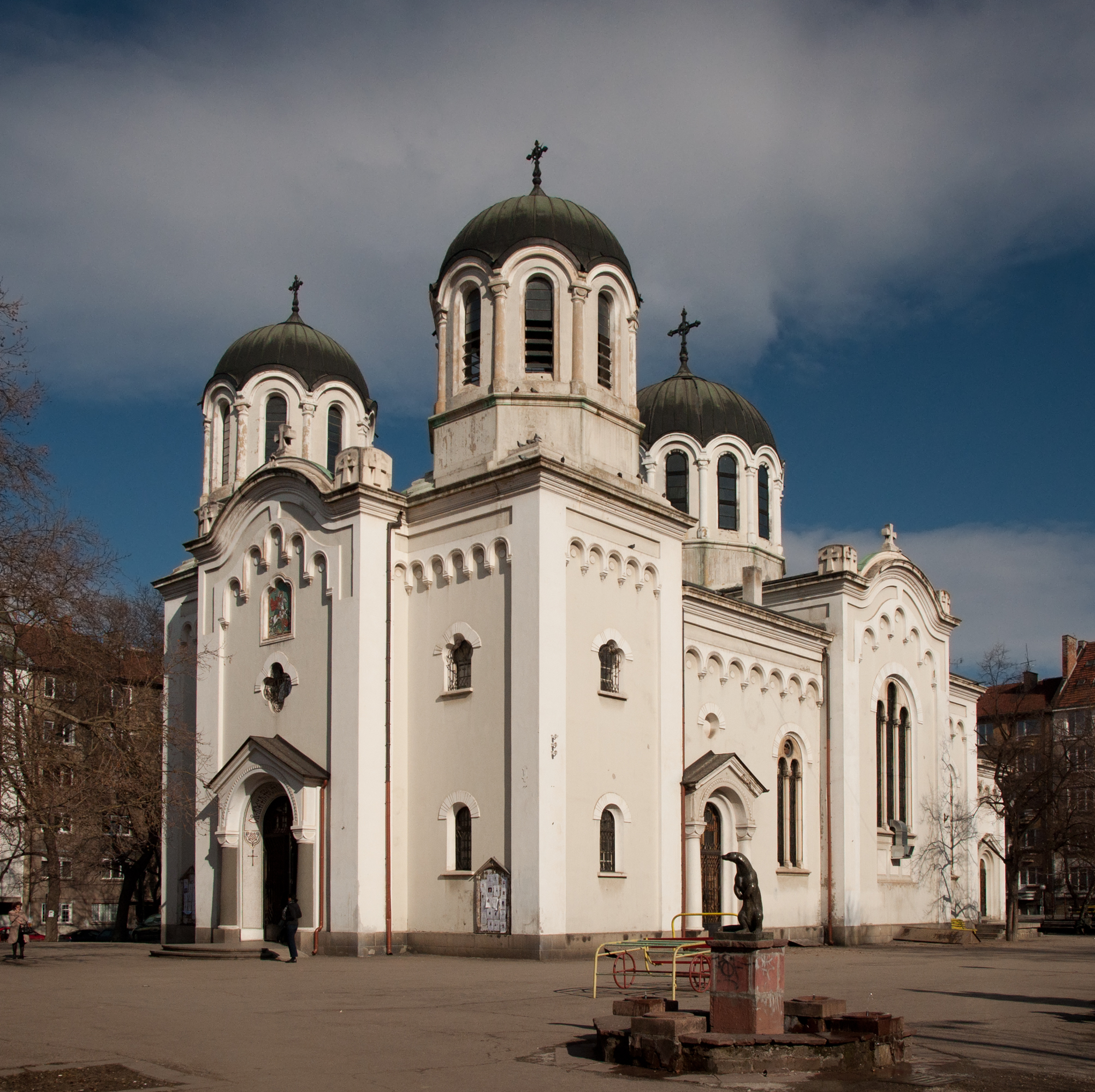
Igreja de São Jorge, o Conquistador, Sófia, Bulgária
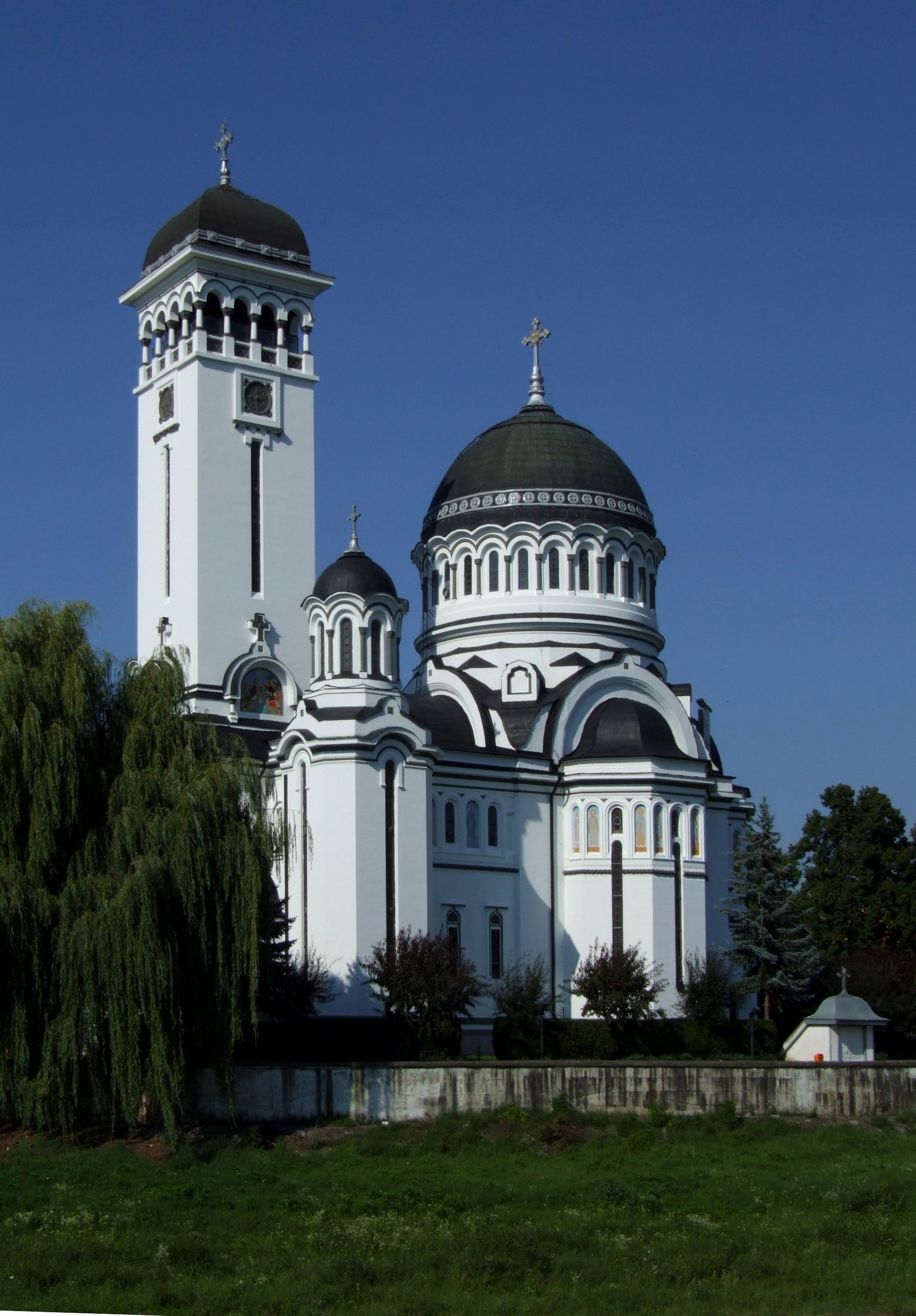
Igreja da Santíssima Trindade, Sighișoara
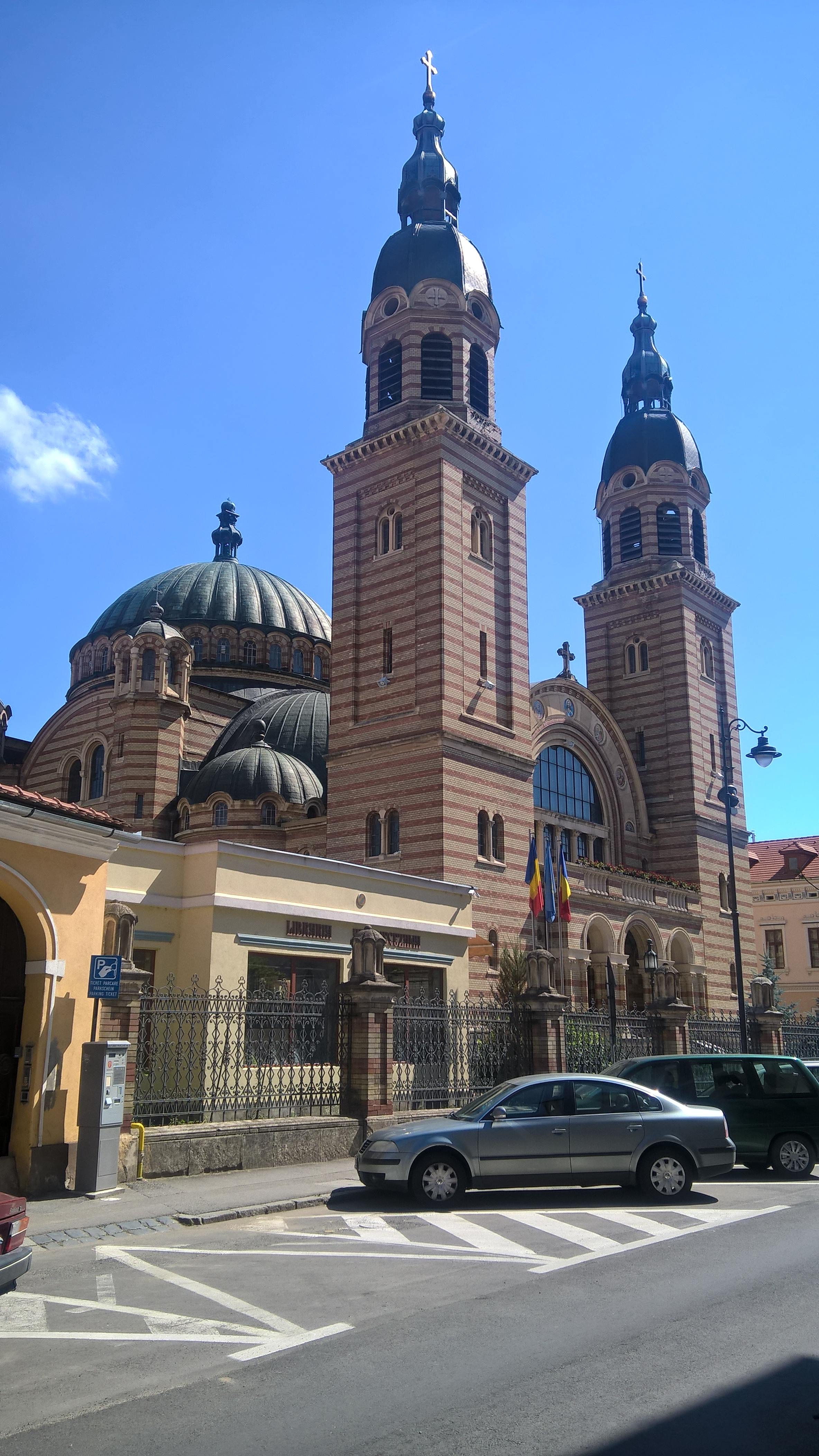
Igreja da Santíssima Trindade, Sibiu
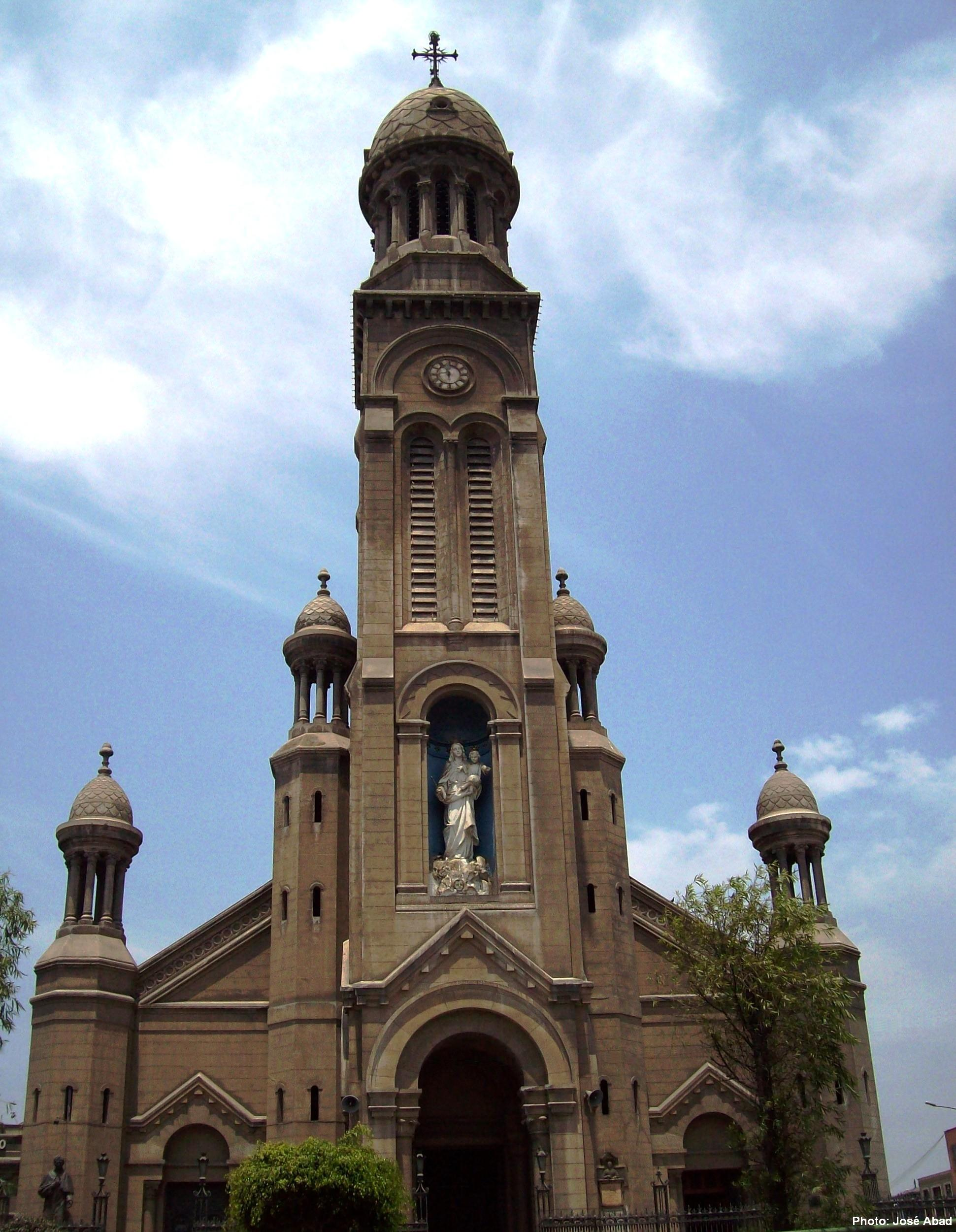
Basílica e convento de Nossa Senhora da Misericórdia,  Lima
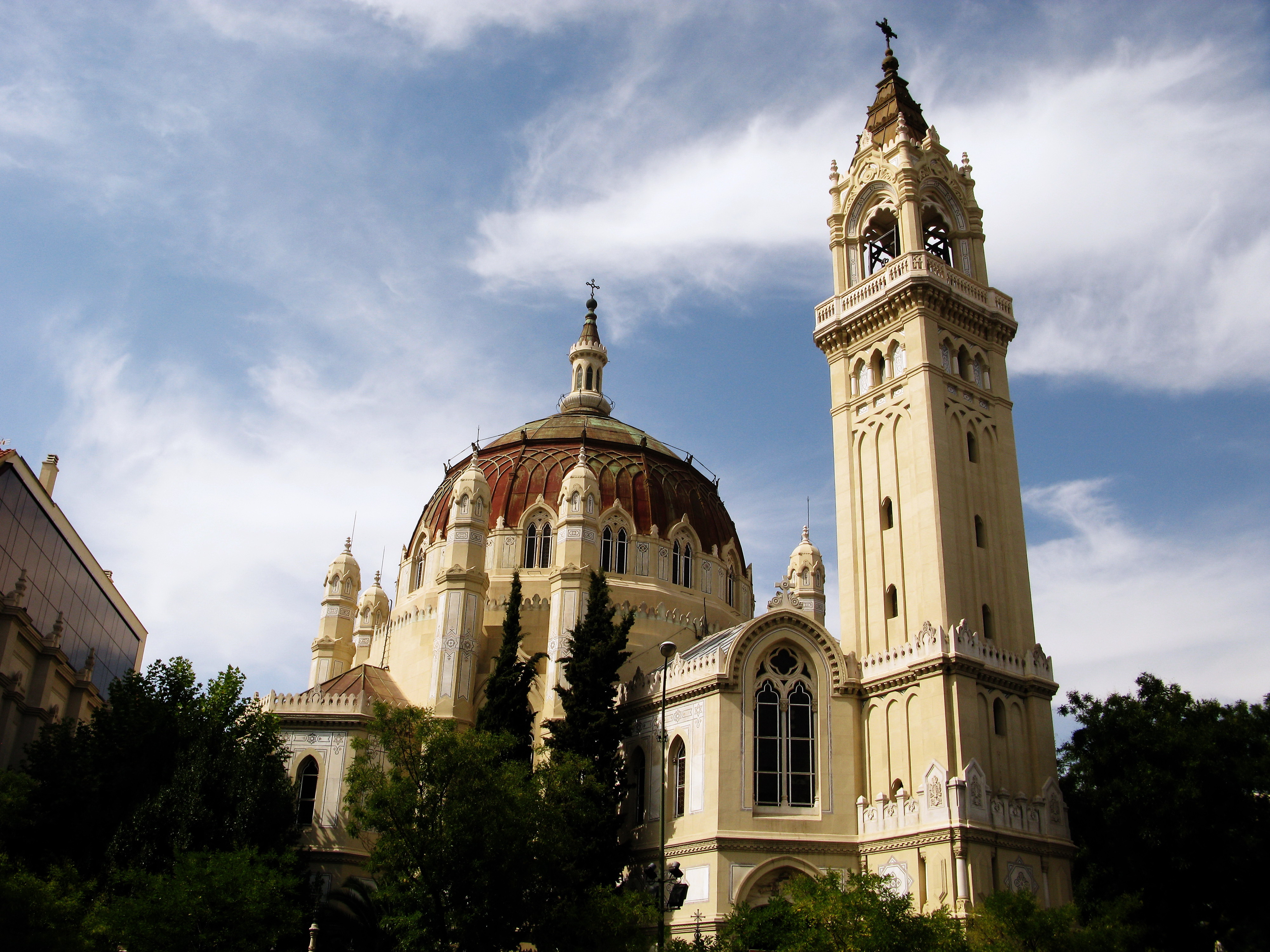
Igreja de São Manuel e São Benito,  Madrid
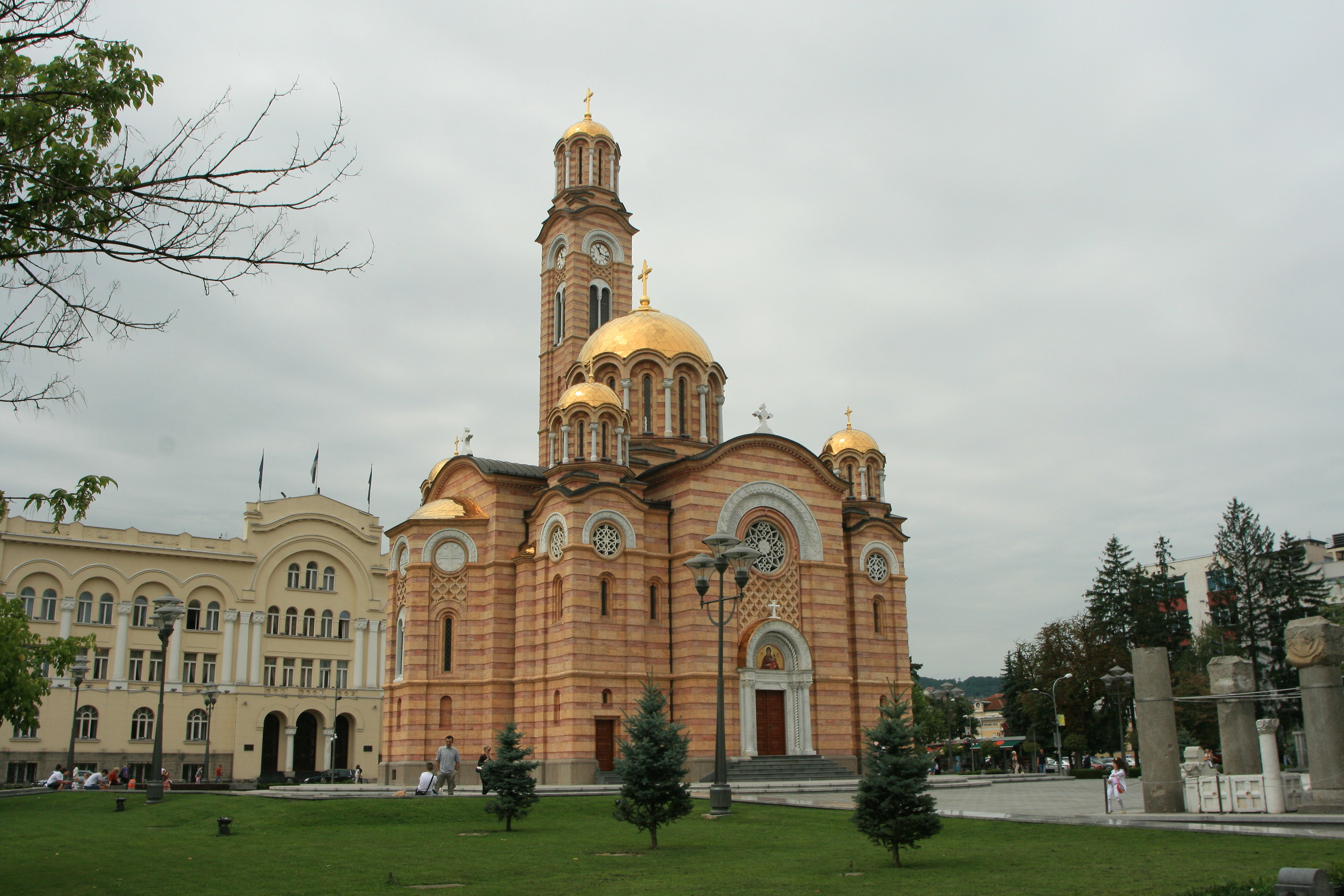
Catedral de Cristo Salvador, Banja Lukan
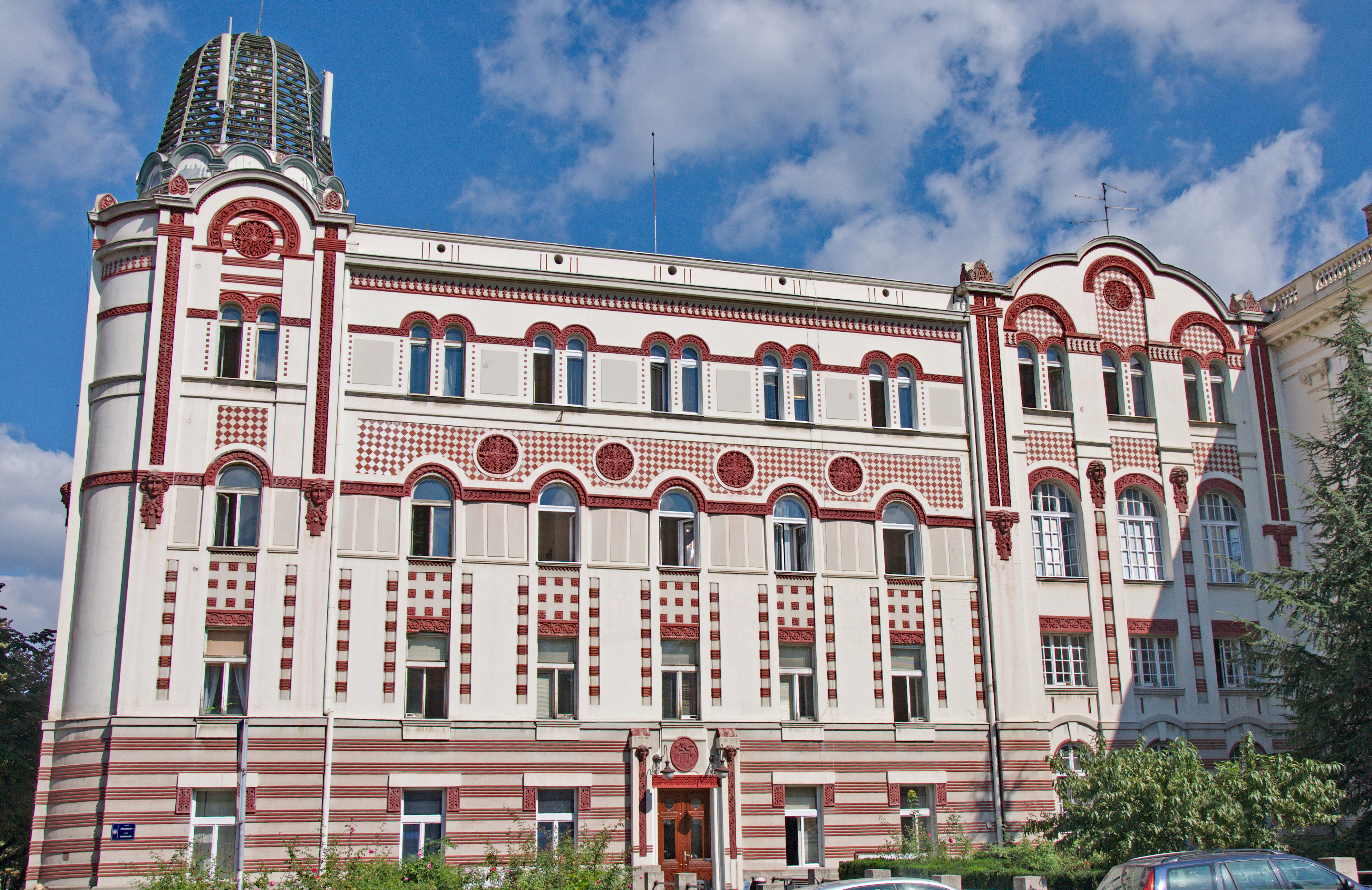
Antiga Central Telefónica, Belgrado
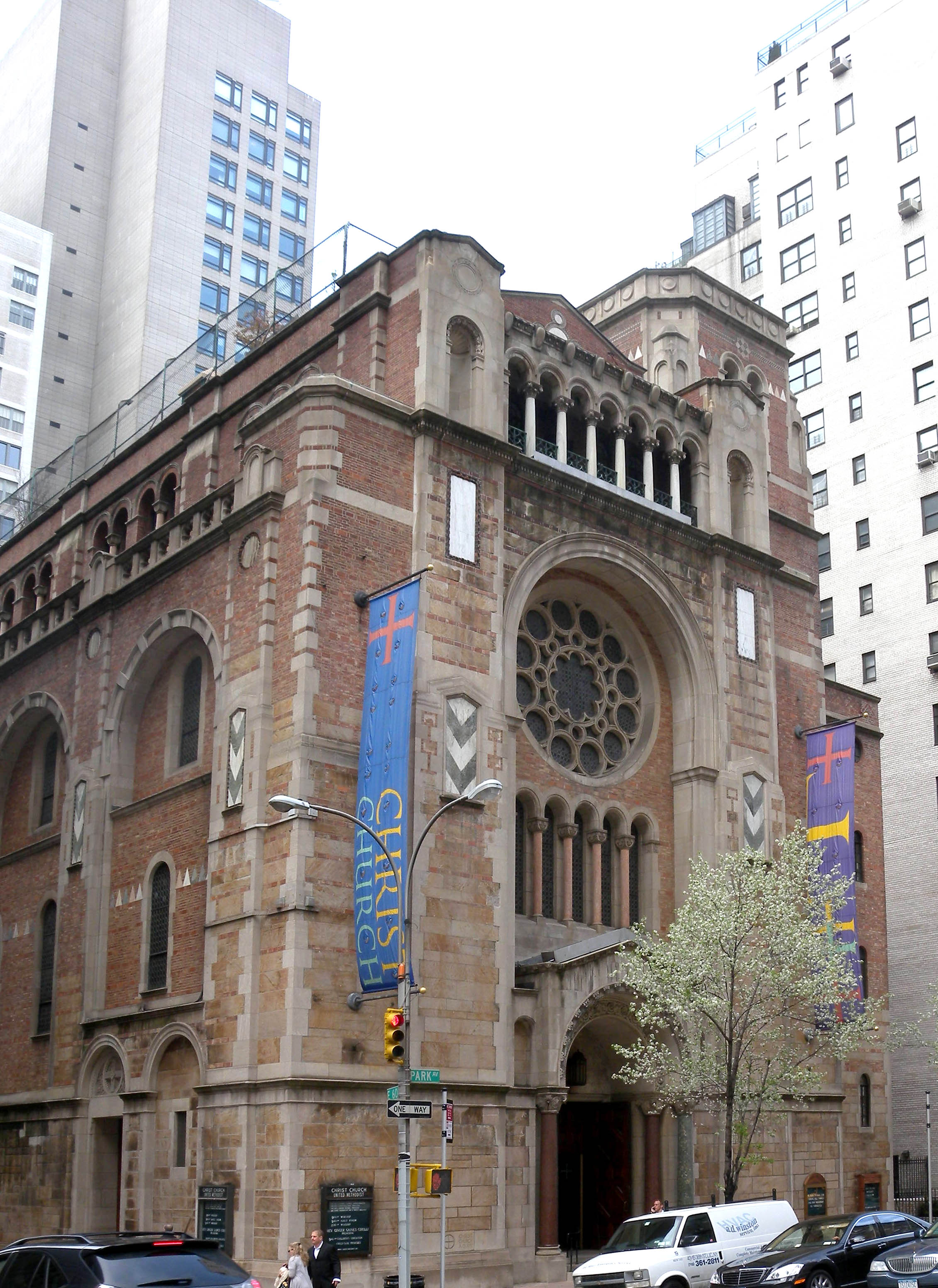
Igreja Metodista Unida de Cristo, Nova Iorque, Estados Unidos
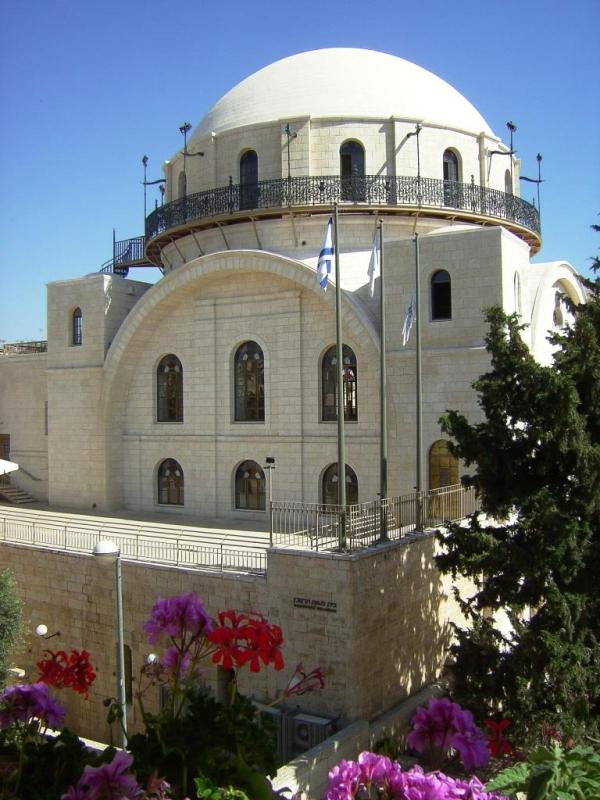
Sinagoga Churba, Jerusalém
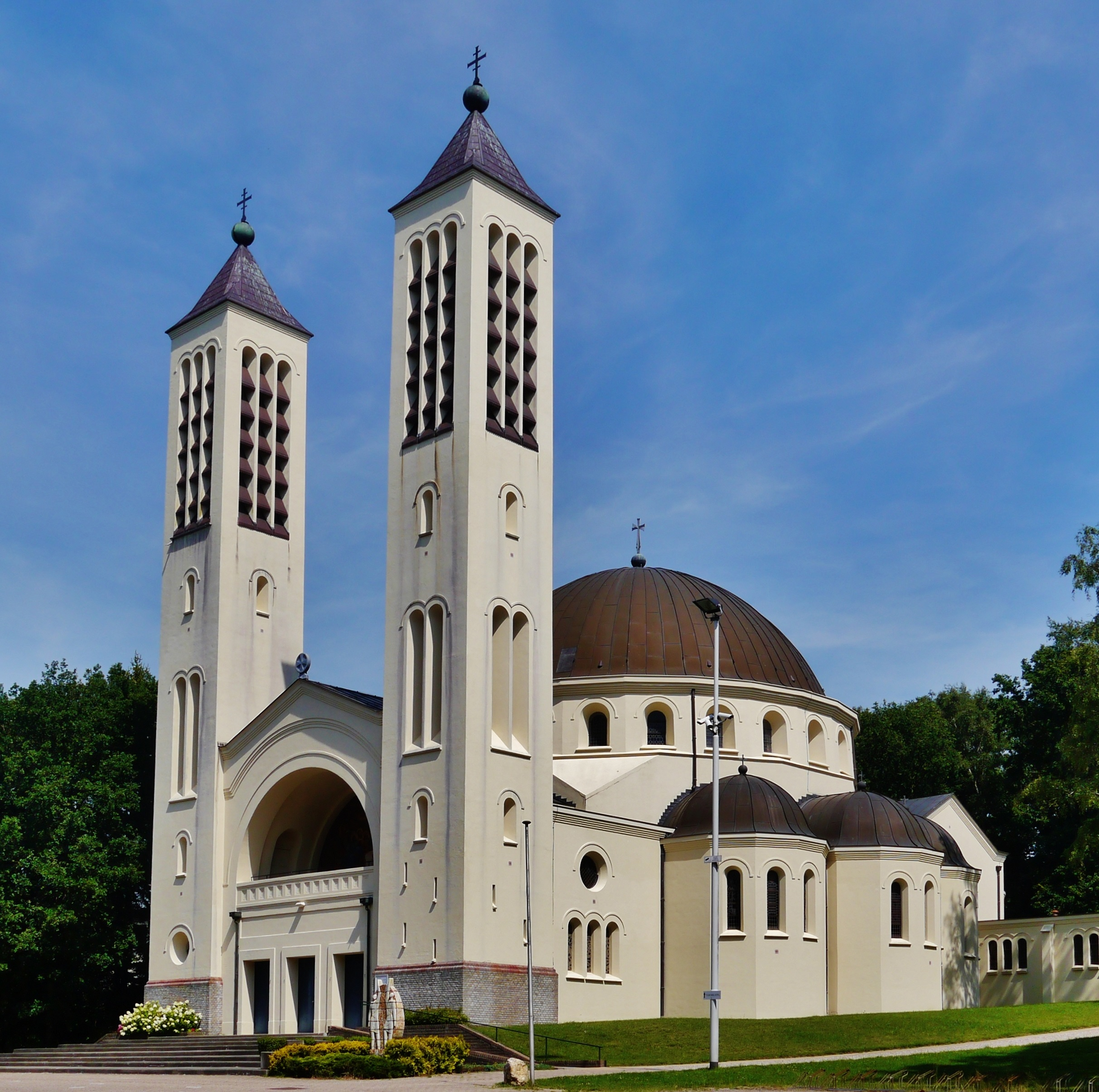
Cenakelkerk, Heilig Landstichting, Holanda
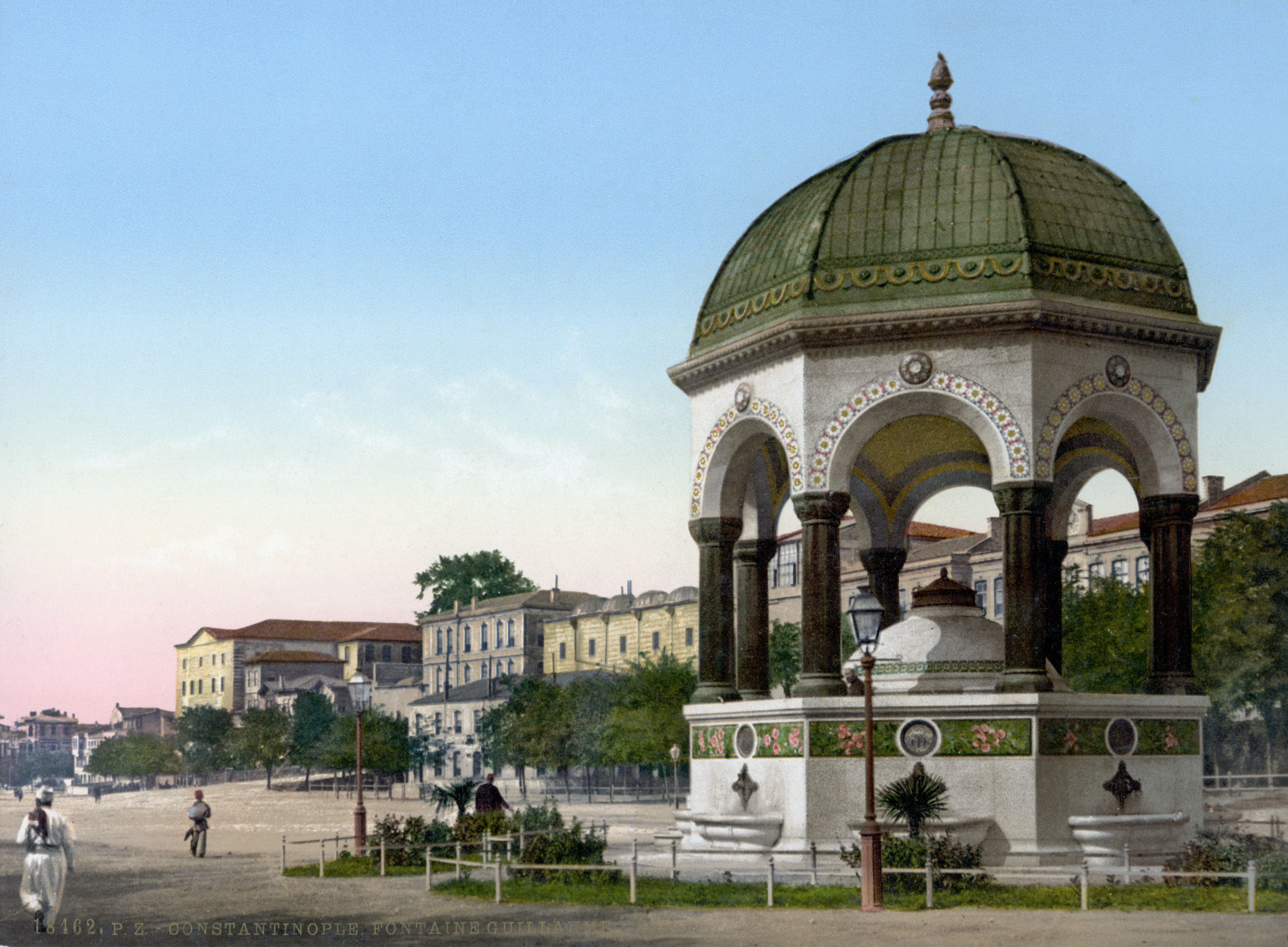
Uma impressão fotocromática histórica da Fontaine Guillaume, que se traduz literalmente como "Fonte de Guilherme" Istambul
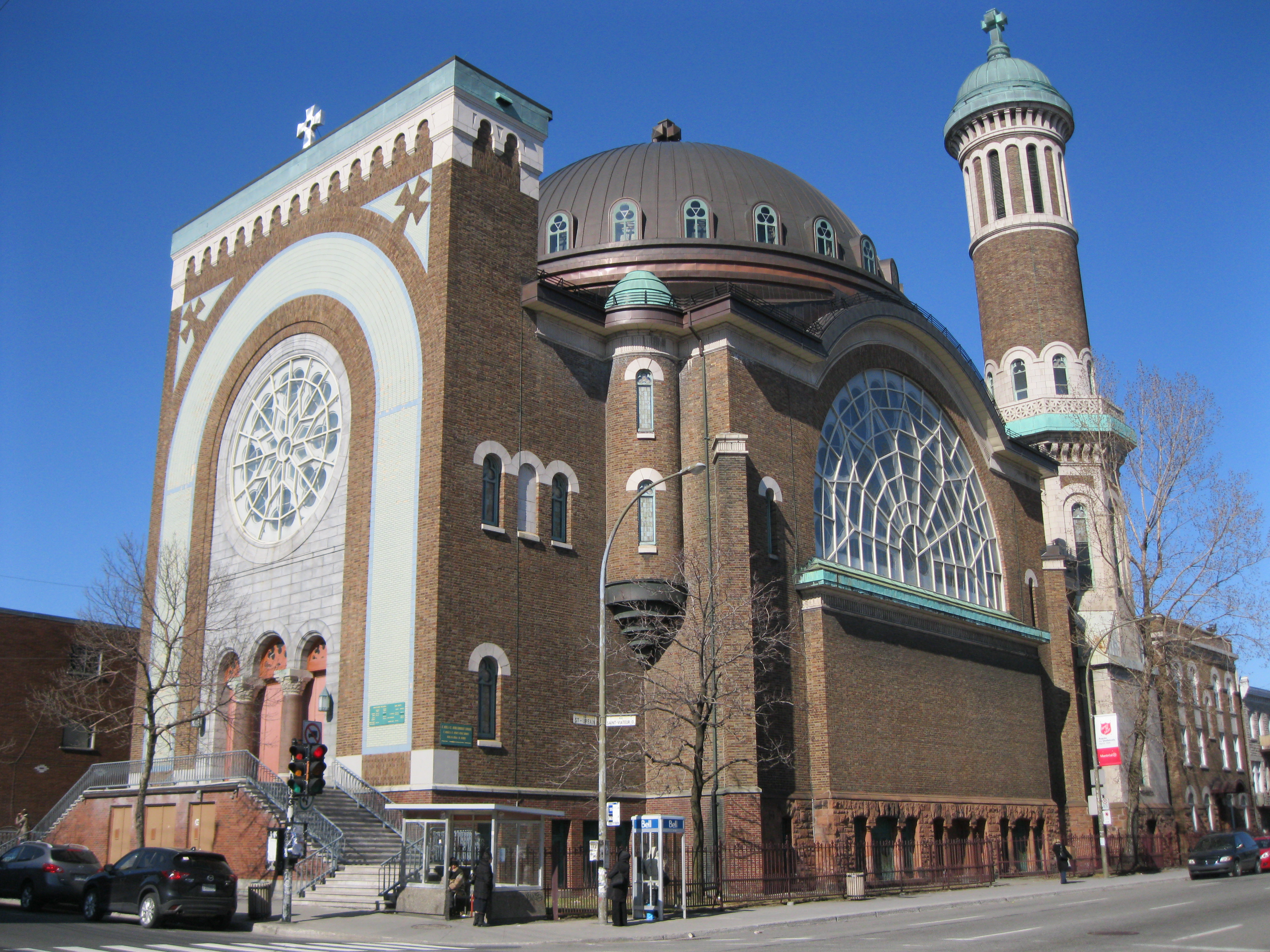
St. Michael and St. Anthony, Mile End, Montreal
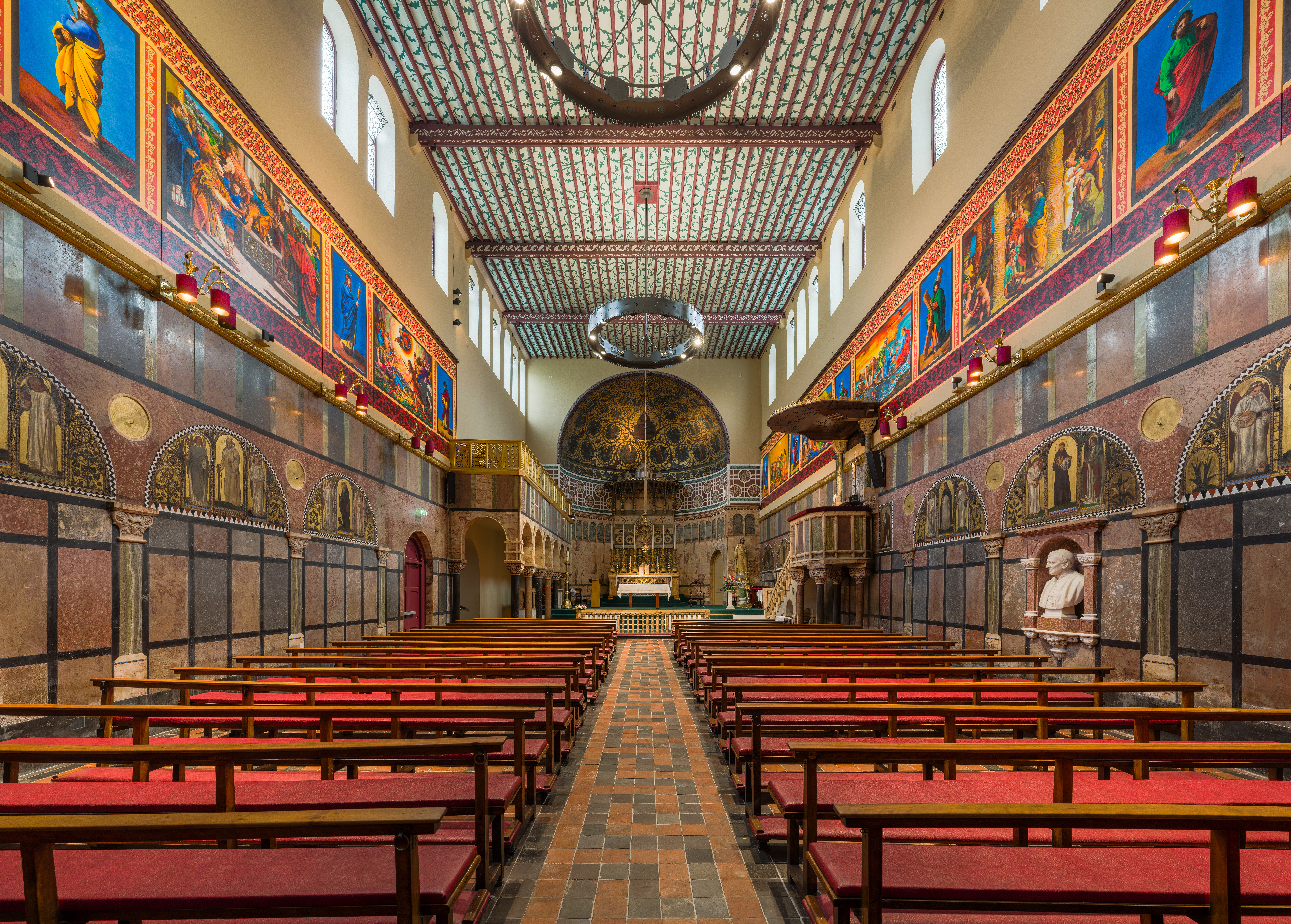
Interior da Igreja de Nossa Senhora Sede da Sabedoria, Dublim
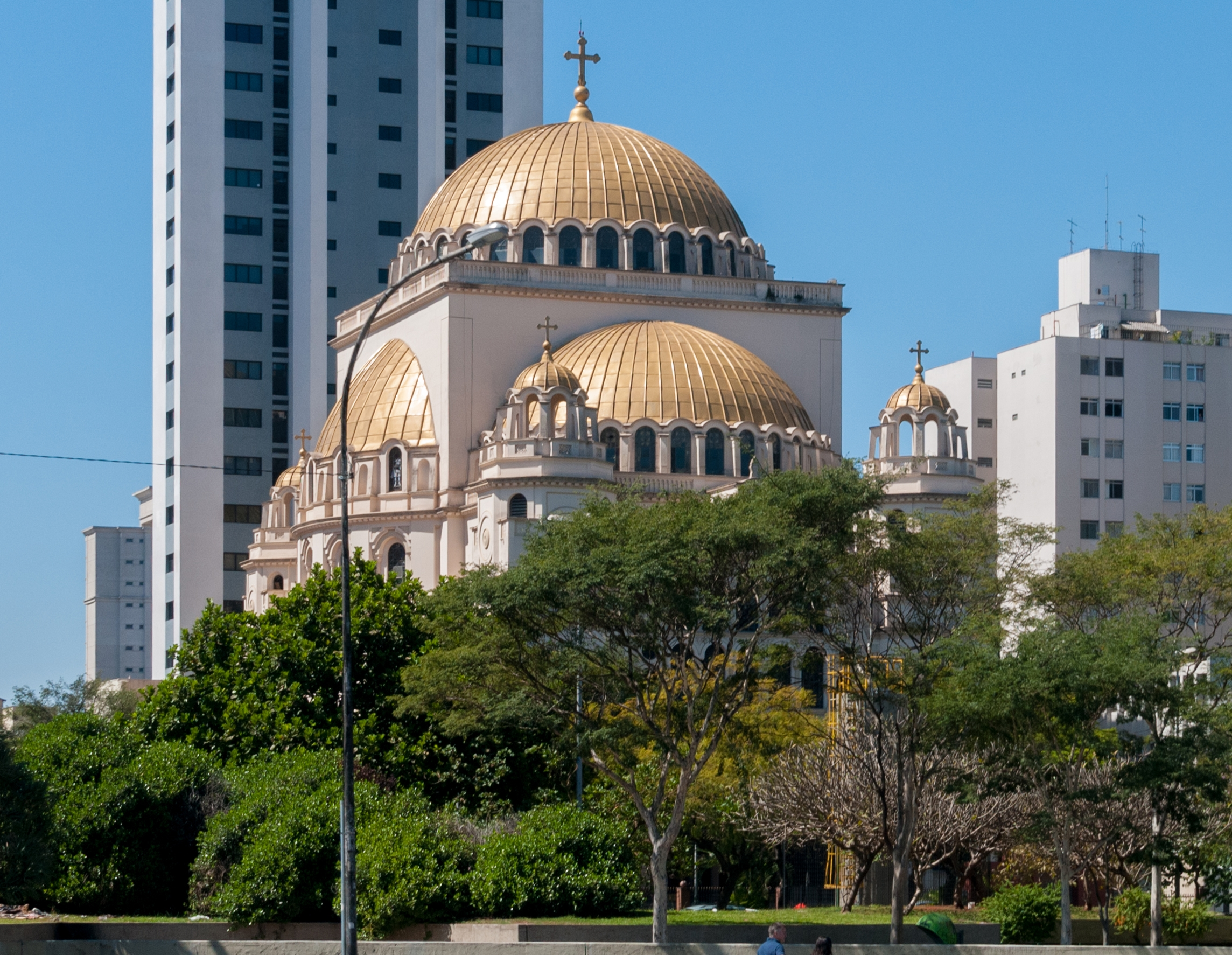
Catedral Metropolitana Ortodoxa, São Paulo